# الجمهورية الإسبانية الثانية
الجمهورية الإسبانية الثانية (بالإسبانية: República Española) هي نظام حكم تأسس بإسبانيا في 14 إبريل 1931 بعد أن غادر الملك ألفونسو الثالث عشر البلاد في أعقاب فوز مرشحي الحزب الجمهوري بأغلبية الأصوات في الانتخابات البلدية، بقيت الجمهورية الإسبانية الثانية قائمة حتى سقوطها في 1 أبريل 1939 بعد أن استسلمت أخر قوات الجمهوريون للثوار بقيادة الجنرال فرانسيسكو فرانكو خلال الحرب الأهلية الإسبانية.
بعد إعلان الجمهورية شكلت الحكومة المؤقتة حتى ديسمبر 1931، عندما تمت الموافقة على دستور 1931. تم تأسست رسميا الجمهورية الدستورية. وينقسم تاريخ الجمهورية الإسبانية الثانية «فترة السلام» (1931-1936) إلى ثلاثة مراحل: فترة أول سنتين (1931-1933)، أجرى خلالها الائتلاف الجمهوري الاشتراكي برئاسة مانويل أثانيا العديد من الإصلاحات التي سعت لتحديث البلاد. ثم أتت فترة السنتين التاليتين (1933-1935) التي أسماها اليسار بالسنتين السوداوين بعد الانتخابات العامة 1933 حيث شكل أليخاندرو ليروكس (الحزب الراديكالي) حكومة تتمتع بدعم وتأييد الاتحاد الإسباني لليمين المستقل (CEDA)، الذي ادعى «تصحيح» إصلاحات فترة السنتين الأولى. ولكن واجهت حكومة ليروكس الحدث الأكثر خطورة في هذه الفترة: التمرد الأناركي والاشتراكي المعروف باسم ثورة 1934 والتي أصبحت ثورة اجتماعية في أستوريا. وقد قمعت الجمهورية الثورة في النهاية بتدخل الجيش. وفي المرحلة الثالثة فازت الجبهة الشعبية في انتخابات 1936 التي لم تتمكن من الحكم بسلام إلا لخمسة أشهر، حيث جرت محاولة انقلاب في 17-18 يوليو 1936 أدارها بعض العسكر، ومع أن الانقلاب قد فشل إلا أنه كان شرارة الحرب الأهلية الإسبانية.
توالت خلال الحرب الأهلية الإسبانية ثلاث حكومات. الأولى بقيادة الجمهوري اليساري خوسيه غيرال (من يوليو إلى سبتمبر 1936)؛ ومع ذلك فإن ثورة ألهمت في معظمها المبادئ الاشتراكية التحررية والفوضوية والشيوعية داخل الجمهورية التي أضعفت حكم الجمهورية. قادت الحكومة الثانية الاشتراكي فرانثيسكو لارجو كابييرو من اتحاد العمال العام (UGT). كان اتحاد العمال العام إلى جانب الاتحاد الوطني للعمل (CNT) هما القوى الرئيسية وراء الثورة الاجتماعية المذكورة. قادت الحكومة الثالثة الاشتراكي خوان نيغرين الذي قاد الجمهورية حتى الانقلاب العسكري لسجسموندو كاسادو الذي أنهى المقاومة الجمهورية وأدى في نهاية المطاف إلى انتصار الجبهة القومية التي أسست ديكتاتورية عسكرية يحكمها فرانسيسكو فرانكو وعرفت باسم إسبانيا الفرانكوية.
فرت حكومة الجمهورية إلى المنفى، وكان لها سفارة في مكسيكو سيتي حتى سنة 1976. وبعد عودة الديمقراطية إلى إسبانيا حلت الحكومة نفسها رسميًا في السنة التالية.

## إعلان الجمهورية
بعد استقالة الجنرال ميغيل بريمو دي ريفيرا في يناير 1930 حاول ألفونسو الثالث عشر إعادة النظام الملكي الضعيف إلى المسار الدستوري والبرلماني، على الرغم من ضعف الأحزاب الحاكمة. تحقيقًا لهذه الغاية عيّن الجنرال داماسو بيرنغير في فبراير 1931 رئيسًا للحكومة، ووضع الملك ديكتابلاندا للجنرال برينجر، إلا انه فشل في استرجاع الوضع الدستوري الطبيعي. فعرض الملك الحكومة على ألبا (زعيم الحزب الليبرالي)، لكنه رفض ذلك فأعطاه لسانشيز غيرا الذي ذهب إلى سجن موديلو حيث تم سجن المشاركين في انتفاضة خاكا وعرض عليهم الحقائب الوزارية فرفضوا ذلك. أخيرًا عين الملك الأدميرال خوان باتيستا أثنار رئيسًا جديدًا، شكل أثنار حكومة ذات تركيز ملكي أدخل فيها القادة القدامى للأحزاب الليبرالية والمحافظة - لم يقبل الملك إلا حضور الموالين لشخصه- مثل كونت رومانونس ومانويل غارسيا برييتو وغابرييل مورا ابن أنطونيو مورا وجابينو بوجال. اقترحت حكومة أثنار الجديدة طريقًا تدريجيًا لإقرار عودة الوضع الطبيعي الدستوري في إسبانيا: ستُجرى أول انتخابات بلدية في 12 أبريل، ثم تجرى الانتخابات المحلية في 3 مايو، وستكون الانتخابات العامة في يونيو لإنشاء برلمان تأسيسي لصياغة دستور جديد يحل محل دستور 1876 ويتم استعراض صلاحيات سلطات الدولة وتحديد حدود كل منطقة بدقة (أي تقليل صلاحيات التاج) وحل مناسب لمشكلة كاتالونيا.

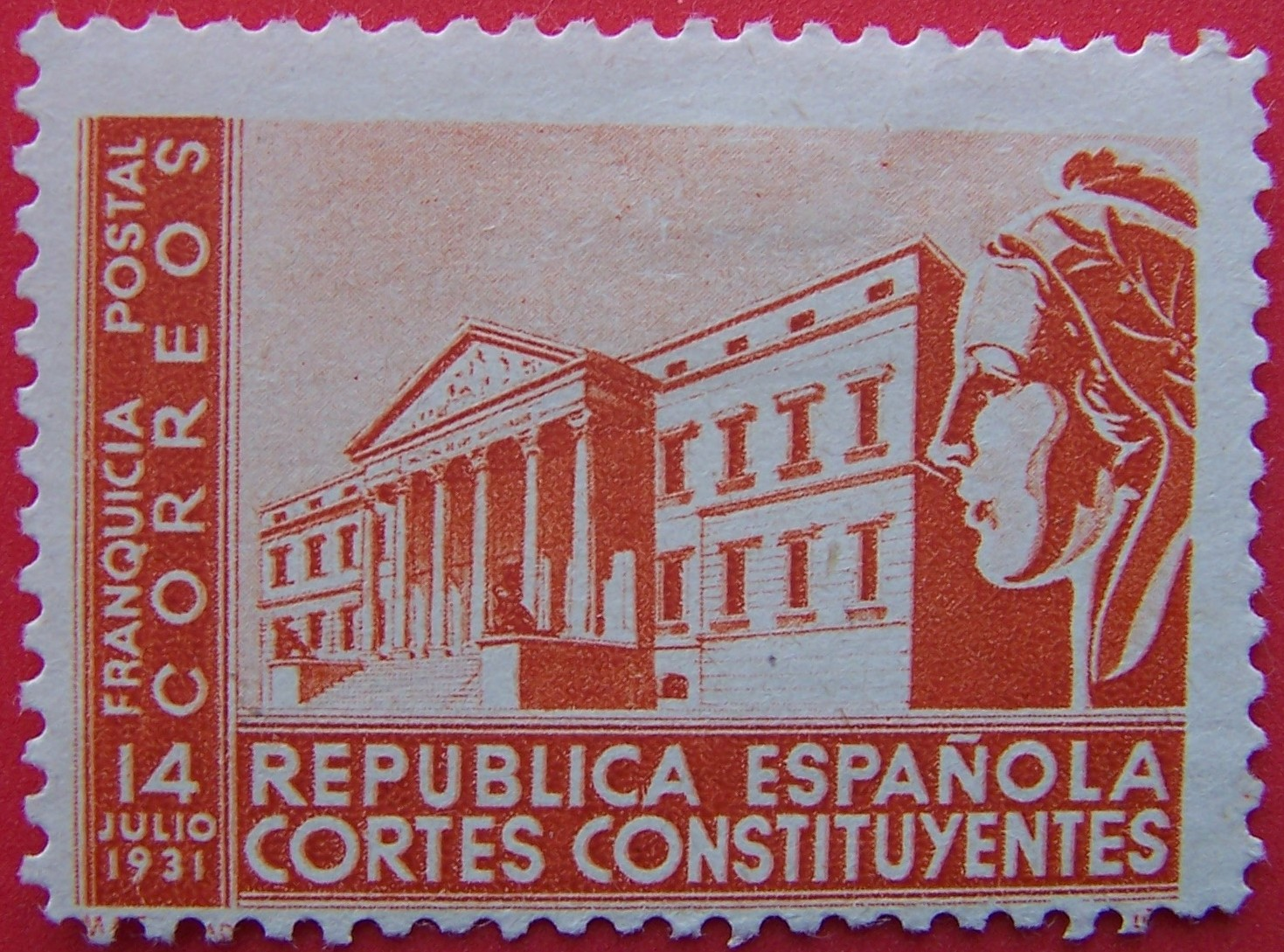
طابع بريد خاص بمناسبة البرلمان التأسيسي 1931.

أفضت الانتخابات البلدية التي جرت يوم الأحد 12 أبريل 1931، وقت إعلان النظام الجديد إلى تقديرات أولية بفوز 22,150 من أعضاء المجالس من الملكيون مقابل 5,775 من الجمهوريين، إلا أن توالي النتائج اللاحقة أظهرت أن 1,935 من المستشارين يميلون للملكية، مقابل 39,568 من الجمهوريين و15,198 من الكارليون الأصوليون والقوميين الباسك والمستقلين وغيرهم ممن لم يتمكنوا من تحديد اتجاههم. وفاز الجمهوريون في 41 من أصل 50 عاصمة إقليمية. فضاعف الجمهوريون في برشلونة أصواتهم أربعة أضعاف أصوات الملكيين، وفي مدريد ثلاثة أضعاف. وإذا ماأطلق على الانتخابات بالون اختبار لقياس وزن الدعم للملكية وإمكانيات تعديل القانون الانتخابي قبل الانتخابات العامة، فإن أنصار الجمهورية اعتبروا تلك النتائج بمثابة استفتاء لصالح تأسيس الجمهورية. وذهب الملكيون إلى حد القول:«إن الأخبار الآتية من المدن المهمة مثل عواصم المقاطعات كانت كارثية». رغم أن الملكيين فازوا في المناطق الريفية لأن الزعماء المحليون (بالإسبانية: caciquismo) مازالوا يعملون. وهذا أعطى الدليل الدامغ على أن التاج قد شوه سمعته بالكامل بسبب اقترانه بنظام بريمو دي ريفيرا.
في الساعة العاشرة والنصف صباحًا دخل الرئيس باتيستا أثنار قصر الشرق في مدريد للاجتماع بمجلس الوزراء. وردا على سؤال من الصحفيين حول ما إذا كانت هناك أزمة حكومية، أجاب قائلا:

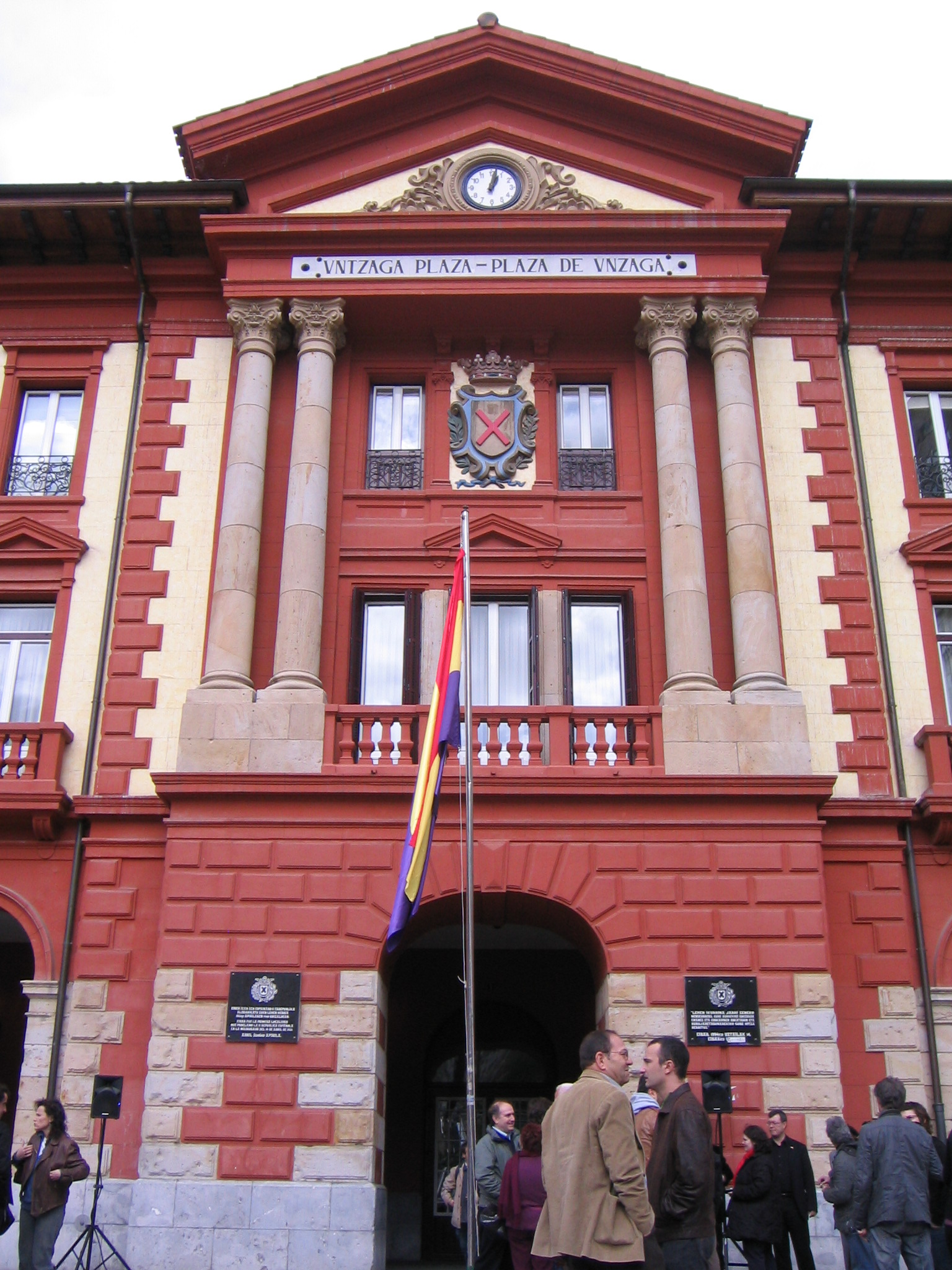
واجهة مجلس مدينة إيبار مع العلم الجمهوري سنة 2008 خلال الاحتفال بمرور 77 عاما لإعلان الجمهورية.

وفي اجتماع الحكومة دافع وزير التنمية خوان دي لا سيرفا عن خيار المقاومة:"يجب أن نبني حكومة قوية وننفذ الرقابة ونقاوم. ودعمه وزيرين آخرين هما جابينو بوجالال ومانويل غارسيا برييتو. أما بقية الوزراء يقودهم كونت رومانونس فقد اعتقدوا أن الأمر ليس بيدهم الآن، لا سيما عندما تلقوا الإجابات المترددة من القبطان العام على البرقية التي أرسلها وزير الحرب الجنرال داماسو بيرنجر قبل ساعات. والتي نصحهم باتباع "المسار الذي تفرضه الإرادة الوطنية العليا".
في الساعات الأولى من صباح يوم 14 أبريل ذهب الجنرال سانخورخو رئيس الحرس المدني إلى منزل ميغيل مورا حيث اجتمع عنده أعضاء «اللجنة الثورية» الذين لم يتم نفيهم في فرنسا ولم يختفوا: نيكيتو ألكالا زامورا وفرانسيسكو لارجو كاباليرو وفرناندو دي لوس ريوس وسانتياغو كاساريس كويروجا وألفارو دي ألبورنوز. عند دخول المنزل انتصب الجنرال سانخورخو أمام مورا وقائلا:«بناء على أوامركم السيد الوزير.» فتم على الفور ابلاغ مانويل أثانيا وأليخاندرو ليروكس المختبئين في مدريد منذ أشهر بالذهاب إلى منزل مورا. أما أعضاء اللجنة الأربعة الموجودين في فرنسا وهم: دييغو مارتينيز باريو وإنداليسيو برييتو ومارسيلينو دومينجو ونيكولاو دولور فسوف يعودون فورا.
من جانبه طلب الملك ألفونسو الثالث عشر من الكونت رومانونس، أن يتصل بنيكيتو ألكالا زامورا صديقه القديم بصفته رئيس «اللجنة الثورية» ويطلب منه ضمان الخروج السلمي للملك وعائلته من إسبانيا في الساعة 1:30 ظهراً، وجرت المقابلة في منزل الدكتور غريغوريو مارانيون الذي كان طبيبًا للملك إلا أنه انقلب وأيد مطلب الجمهورية. واقترح الكونت رومانونس على ألكالا زامورا إنشاء نوع من الحكومة الانتقالية أو حتى تنازل الملك لصالح أمير أستورياس. إلا أن ألكالا زامورا طالبه بمغادرة الملك البلاد قبل غروب الشمس. وحذره:«إذا لم يعلن عن الجمهورية قبل الغسق، فإن عنف الشعب يمكن أن يسبب بكارثة». فعاد الكونت إلى القصر لإبلاغ الملك بما جرى مع ألكالا زامورا بمنزل مورا، حيث التقي مع بقية أعضاء اللجنة الثورية بعد إعلان ماسيا عن دولة كاتالونيا في برشلونة.
غادر ألفونسو الثالث عشر البلاد دون أن يتنازل رسمياً عن الحكم وانتقل إلى باريس، ثم استقر بعد ذلك في روما. وفي يناير 1941 تنازل عن العرش لصالح ابنه الثالث خوان دي بوربون ثم توفي في 28 فبراير من نفس السنة.
كانت مدن ساهاجون (ليون) وإيبار (غيبوثكوا) وخاكا (وشقة) هي المدن الثلاث الوحيدة التي أعلنت الجمهورية قبل يوم واحد من تاريخ الإعلان الرسمي أي يوم 13 أبريل 1931. ومنحتهم حكومة الجمهورية الإسبانية الثانية لاحقا لقب المدن اللامعة. كانت إيبار أول مدينة يرفع فيها العلم ذو الألوان الثلاثة في الساعة 6:30 صباح 14 أبريل، ثم تلتها العواصم الإسبانية الرئيسية بعد ظهر اليوم نفسه وهم بلنسية وبرشلونة ومدريد، حيث نال مرشحي الجمهورية على أغلبية مريحة للغاية.

## دستور 1931

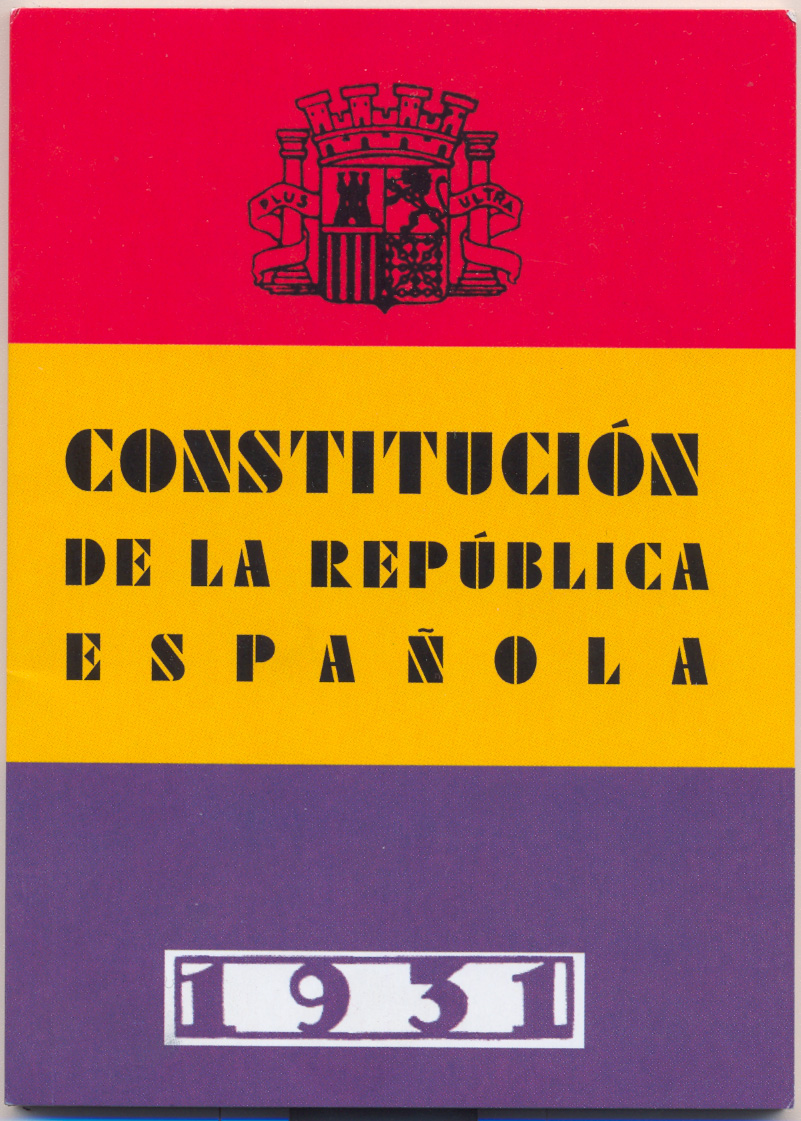
غلاف دستور الجمهورية الثانية.

بعد إعلان الجمهورية تولت حكومة مؤقتة برئاسة نيسيتو الكالا زامورا من 14 أبريل إلى 14 أكتوبر 1931، ولكنه قدم استقالته لمعارضته طريقة علمنة الدولة في المادة 26 من الدستور الجديد، فحل محله مانويل أثانيا. وفي 10 ديسمبر 1931 تم انتخاب زامورا رئيسًا للجمهورية بأغلبية 362 صوتًا من بين 410 من - وكان المجلس مؤلفًا من 446 نائباً-. بقي في هذا المنصب حتى 7 أبريل 1936، عندما طردته الأغلبية الجديدة من نواب الجبهة الشعبية في الكورتيس بسبب دعوته إلى إجراء انتخابات عامة مرتين في نفس الفترة الدستورية، والتي يمكن اعتبارها تعديا لصلاحياته، وحل محله مانويل أثانيا.
قام البرلمان الناتج عن الانتخابات التأسيسية في 28 يونيو 1931 بمهمة إعداد الدستور والموافقة عليه في 9 ديسمبر من نفس السنة.
شهد الدستور الجمهوري تطورا ملحوظًا في اعترافه بحقوق الإنسان والدفاع عنه في النظام القانوني الإسباني وفي التنظيم الديمقراطي للدولة: حيث يمارس من خلال هيئة أحادية المجلس يسمى الكورتيس أو مجلس النواب. ويكون اختيار رئيس الدولة من الآن فصاعداً من قبل هيئة تتألف من نواب ولجان من الذين تم تعيينهم حسب الانتخابات العامة. كما وضع الدستور الإجراءات القانونية لجمع وحماية الحقوق والحريات الفردية والاجتماعية، ومنح الحريات المدنية والتمثيل بشكل عام وتوسيع نطاق حق التصويت للنساء منذ سنة 1933، كما منح حرية التعبير وحرية تكوين الجمعيات، وسمح بالطلاق، وتوطين الخدمات العامة والأراضي والبنوك والسكك الحديدية. كما جرد النبلاء الإسبان من أي وضع قانوني خاص. بالإضافة إلى أنه قلص نفوذ الكنيسة الرومانية الكاثوليكية بقوة، حيث فرضت المادتان 26 و 27 المثيرتان للجدل ضوابط صارمة على ممتلكات الكنيسة ومنعت الجماعات الدينية من الانضمام إلى صفوف المعلمين. وقد وصف العلماء الدستور بأنه معادي للدين وأنه الأكثر عداءا في القرن العشرين. صرح خوسيه أورتيجا إي جاسيت:"بدت المادة التي يشرع فيها الدستور تصرفات الكنيسة غير لائقة للغاية بالنسبة لي." وقد أدان البابا بيوس الحادي عشر الحكومة الإسبانية من حرمان الكاثوليك لحرياتهم المدنية.

### علم الدولة الجديدة وشعارها

رمز الجمهورية الإسبانية بريشة تيودورو أندريو (1931)

تاريخ علم الالوان الثلاثة هو استجابة للمشاعر الشعبية في الأساس. فاللون الأرجواني تستخدمه الحركات الليبرالية ومن ثم التقدمية وهو تمجيد للفترة الثلاثية الليبرالية (1820-1823) تحت تأثير أسطورة راية قشتالة الأرجوانية، التي دافعت عن الأهالي ضد كارلوس الأول في القرن السادس عشر بسبب سياسته المتمثلة في إعطاء رجال فلاندر المناصب الأكثر أهمية في الإدارة القشتالية. وعلى كل ففي سنة 1931 كان للون الأرجواني أو البنفسجي أحد التقاليد الشعبية، مما أدى إلى إدراجه النهائي في العلم الوطني الجديد، في بداية مرتجلة لتمييز النظام الجديد الذي بدأ بعد انتخابات 12 أبريل في الرموز الأكثر أهمية. دمج مرسوم 27 أبريل 1931 ألوان الأحمر والأصفر والأرجواني في ثلاث شرائح متساوية في الحجم للعلم.
تعود أصول هذا التعليم الجديد إلى سنة 1820. حيث الجنرال ريجو الذي أعاد تطبيق دستور قادس لفترة قصيرة من الزمن - ثلاث سنوات فقط - خلال الانفتاح الليبرالي لنظام فرناندو السابع. خلال هذه الفترة تم تأسيس الميليشيا الوطنية [الإنجليزية]
 والتي خصصت الأعلام الأرجوانية عليها درع قشتالة وليون. وهذا الشعار كان قصير الأجل، لأنه في نفس العام تم استبداله برمز أحمر آخر يحمل شعار «الدستور» في الخط الأوسط.
وفي سنة 1823 انتهت الفترة الليبرالية بعودة فرناندو السابع إلى الحكم المطلق بالميليشيا الوطنية نفسها. وفي سنة 1843 في عهد إيزابيل الثاني صدر مرسوم بتوحيد العلم الوطني لأول مرة في 13 أكتوبر. وسمح المرسوم التنظيمي للأفواج التي كانت تحمل أعلامًا أرجوانية في الماضي باستخدام ثلاثة روابط بألوان الأحمر والأصفر والأرجواني.
بعد نفي إيزابيل الثاني، غيرت الحكومة المؤقتة 1868-1871 الشعار الملكي من خلال ازاحة التاج من العلم والقضاء على شعار البوربون. وجعل الدرع الجمهوري نموذج لتلك الفترة. اختتم عهد أماديو الأول بإعلان الجمهورية الأولى. كان العلم المصمم لهذا النظام يحاكي الألوان الثورية لفرنسا: الأحمر والأبيض والأزرق، وهو تعديل لم يتم تنفيذه بسبب عمر الجمهورية القصير، وأخيرا استعاد العلم عناصره الموجودة بسنة 1843 خلال عودة البوربون.
خلال حقبة العودة تبنى الحزب الفيدرالي ألوان المليشيا الوطنية لسنة 1820 ليكون رمزا للفصيل المعادي للأسرة ورفض النظام القائم. بدأ ظهور علم الالوان الثلاثة في الكازينوهات والصحف ومراكز الانتماء الجمهوري. كان هذا هو الارتباط القوي لهذه الألوان بفكرة الجمهورية والتغيير والتقدم استمر في عهد ألفونسو الثاني عشر ووصاية ماريا كريستينا وعهد ألفونسو الثالث عشر وديكتاتوريات بريمو دي ريفيرا وبيرنغير. ولكن بمجرد ظهور النتائج الأولى لانتخابات 12 أبريل 1931 خرج الناس إلى الشوارع يحملون شعارات وأعلام الجمهورية بالألوان الثلاثة لاسيما في مدريد.
بالنسبة لتلك الجمهورية فقد اتخذت من درع الحكومة المؤقتة لسنة 1868-1871 شعارا لها: حيث احتوى على دروع ممالك قشتالة وليون وأراغون ونافارا وصولا إلى نقطة مملكة غرناطة [الإنجليزية]
 مدببة ومختومة بتاج الجدار وبين عمودي هرقل. كحداثة برز حجمها الأصغر وهو نفس المقياس للخطوط الثلاثة والهامش الذهبي في محيط أولئك الذين ينتمون للجيش. تم سك العملات أيضا بها الدرع الجديد.
وأيضا جرت محاولة لاختيار النشيد الوطني المعروف شعبيا في القرن التاسع عشر باسم نشيد رييغو [الإنجليزية]
، ليحل محل النشيد الملكي في ذلك الوقت. ومع ذلك على الرغم من الاعتقاد الشائع إلا أنه لم يكن النشيد الرسمي للجمهورية؛ فبعد فترة وجيزة من إعلانه سنة 1931 حصل جدال كبير بين العديد من السياسيين والمثقفين والموسيقيين حول مدى صحته ليكون نشيدا وطنيا: وقد كان مقال بيو باروخا ضده مشهورًا، لأنه اعتبره شديد الخطورة. وغير لائق للمثل العليا للنظام الجديد. ربما استجابة لهذه الشكاوى اقترح الملحن الشهير أوسكار إسبلا مع الشاعر الأندلسي مانويل ماتشادو صنع ترنيمة جديدة كليا، ولكنها لم تُقبَل.

## السياق الاجتماعي والاقتصادي
اصطدمت رغبات الجمهورية مع الواقع القاسي لاقتصاد عالمي غارق في الكساد الكبير، لم ينتعش منه إلا بعد انتهاء الحرب العالمية الثانية. أما فيما يتعلق بالقوى الاجتماعية، فالجمهورية الثانية نشأت لأن ضباط الجيش لم يدعموا الملك لشعورهم بالامتعاض لأنه قبل استقالة بريمو دي ريفيرا، وفي مناخ من ازدياد المطالب بالحريات وحقوق العمال وارتفاع معدلات البطالة أدى في بعض الأحيان إلى اشتباكات في الشوارع واثارة الأناركين للفوضوى، وعمليات قتل متبادل بين الجماعات المتطرفة، والانقلابات العسكرية والإضرابات الثورية.
نحت الاضطرابات السياسية في إسبانيا منحى آخر، فأضحت الكنيسة هدف متكرر لليسار الثوري، وذلك بسبب الامتيازات التي كانت تتمتع بها وهو سبب إضافي للاضطرابات الاجتماعية التي جرت وأدت غالبًا إلى احراق الكنائس. وشعر اليمين المحافظ الذي له جذور عميقة في البلاد بالإهانة الشديدة من جراء تلك الأعمال والتهديد المتزايد لنفوذ للجماعات اليسارية الثورية. ومن وجهة نظر العلاقات الدولية، فالجمهورية الثانية قد عانت من عزلة شديدة، بسبب ضغوط المجموعات الاستثمارية الأجنبية على حكومات بلادهم لوقف دعم النظام الجديد، خشية أن تؤدي النزعات الاشتراكية التي أضحت قوية بالداخل إلى فرض سياسة التأميم على استثماراتهم في إسبانيا. لفهم ذلك من المعروف أن شركة تليفونيكا هي شركة احتكارية مملوكة لشركة الهاتف والتلغراف الدولية الأمريكية وأن التحكم في تشغيل السكك الحديدية كان من العاصمة الفرنسية، بينما تتبع العربات الكهربائية والترام في للمدن لشركات مختلفة (معظمها بريطانية وبلجيكية). نتيجة لذلك لم يحصل أي تأميم خلال فترة الجمهورية، ولكن مع ذلك دعم القوى الفاشية شجع العديد من الجنرالات المحافظين على التخطيط للتمرد والانقلابات العسكرية. وتحققت نواياه أولاً في سانخورادا سنة 1932 ثم الانقلاب الفاشل سنة 1936، الذي أدت نتائجه غير المؤكدة إلى الحرب الأهلية الإسبانية. ومن ناحية أخرى لم تقدم الديمقراطيات الغربية الدعم اللازم للنظام الجمهوري خوفًا من مواجهة مسلحة، إلا في منعطفات محددة للغاية خدمت لاجتناب الحرب العالمية الثانية.

Distribución de la población española en 1930.

كان غالب المجتمع الإسباني في الثلاثينات من القرن الماضي ريفيًا: فعمل 45.5٪ منهم في الزراعة، أما الباقي فقد وزع بالتساوي بين الصناعة وقطاع الخدمات. تصف هذه الأرقام مجتمعًا لم يمارس بعد الثورة الصناعية. أما بالنسبة للنقابات والأحزاب السياسية، فإن حزب العمال الاشتراكي الإسباني (PSOE) الذي قائمته هي الأكثر تصويتًا في الانتخابات التأسيسية لسنة 1931 حيث كان لديه 23,000 عضو؛ ثم المنظمة الشقيقة له اتحاد العمال العام (UGT) حيث ضم فعليا 200,000 عضو سنة 1922؛ ثم الاتحاد الوطني للعمل الأناركي (CNT) في سبتمبر 1931 حوالي 800,000 عضو. وهناك منظمات أخرى مثل الحزب الشيوعي الإسباني (PCE) كان له حضور رمزي ولم يكتسب قوة حتى بداية الحرب الأهلية. أما فيما يتعلق بالقوميات، فقد أيدت المجموعة الإقليمية لكاتالونيا بقيادة فرانسيسك كامبو علانية دكتاتورية بريمو دي ريفيرا، وبالتالي ظلت بمنأى عن السياسة في الجمهورية، بينما الأحزاب السياسية الكاتالونية الأخرى التي اختارت التوجه نحو اليسار أو تكون حركة استقلال فهي التي حظيت بمكانة أكبر. أما في بلاد الباسك ونافارا فتجدر الإشارة إلى أنه لم يكتمل الانقسام بين الحزب القومي الباسكي (PNV) والتواصل التقليدي (CT) الذي اندمج بالكارلية.
أما فيما يتعلق بمبادرات التغيير الاجتماعي-الاقتصادي للحكومات الجمهورية، يجدر تسليط الضوء على الزيادات في أجور عمال الزراعة التي نفذت خلال فترة سنتي حكم اثانيا الاشتراكية، والتي تم استثمارها لاحقًا خلال فترة الإصلاح الراديكالي (لسيدا)، التي هدف إلى تحسين الظروف المعيشية في البيئة الريفية. وكانت المبادرات الأخرى هي احتلال الأراضي والمصادرة غير القانونية في المرحلة الأولى للحرب الأهلية لتكون وسيلة للحصول على الدخل والدعم الشعبي من الفلاحين.

## مراحل الجمهورية

### الحكومة المؤقتة (أبريل - ديسمبر 1931)
تولت الحكومة المؤقتة للجمهورية الإسبانية الثانية السلطة السياسية في إسبانيا في إسبانيا بعد سقوط الملك ألفونسو الثالث عشر وإعلان الجمهورية في 14 أبريل 1931 حتى تشكيل أول حكومة عادية في 15 ديسمبر، أي بعد ستة أيام من الموافقة على دستور 1931 في 9 ديسمبر 1931. وكانت الحكومة في فترتين. استمرت الأولى حتى 15 أكتوبر 1931 حيث كانت برئاسة نيسيتو ألكالا زامورا، وبعد استقالته بسبب الصياغة التي أعطيت للمادة 26 من الدستور التي تناولت المسألة الدينية، خلفه مانويل أثانيا لاستلام زمام الحكومة.
لم تكن البلاد عند وصول التحالف الجمهوري-الاشتراكي في أفضل أحواله. فالكساد الاقتصادي قد ابتليت به أوروبا والولايات المتحدة، رغم أنه في إسبانيا كان أقل عنفا، إلا أنه أثر على البناء والصناعات التكميلية الصغيرة. ونتيجة لذلك ازدادت البطالة في المدن، فارتفعت معها البطالة المقنعة في الريف بصورة غير مباشرة، حيث لم يعد بإمكان العمال اليومية الهجرة إلى المدن لقلة العمل فيها. فنما شعور للموظفين بعدم الأمان. بالإضافة إلى ذلك تزامنت الأزمة الاقتصادية مع توقعات هائلة بتحسين الحياة التي أضاءها تغيير النظام السياسي داخل القطاعات الشعبية من العمال والفلاحين قبل أن يتاح للجمهورية وقت لإقامة ونشر ثقافة السياسة الديمقراطية. في ظل ظروف الأزمة الاقتصادية والتوقعات الشعبية المتزايدة بدأ التحالف الجمهوري-الاشتراكي في الحكم.
سياسة النظام العام

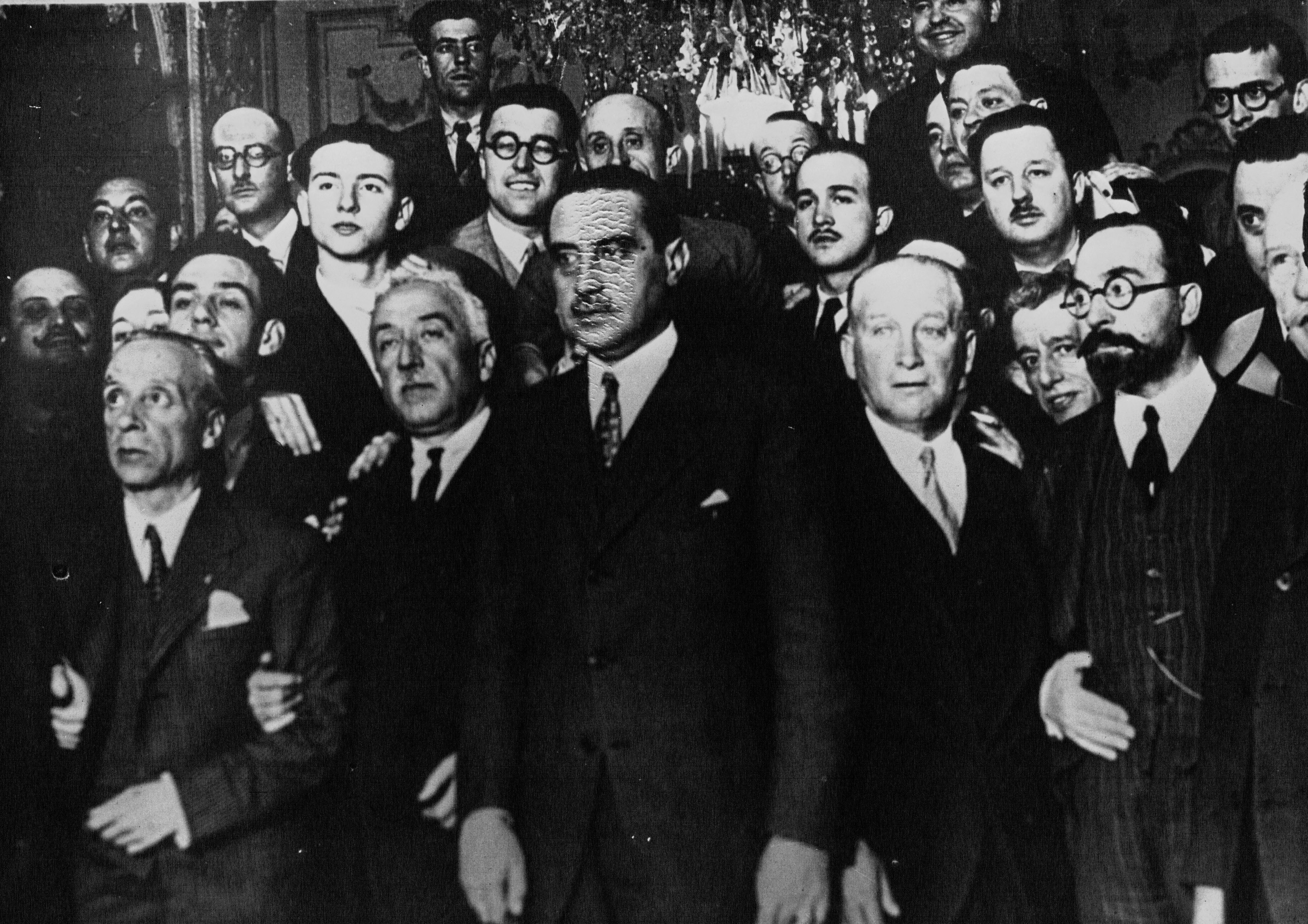
أعضاء الحكومة المؤقتة للجمهورية الثانية، وهم من اليسار إلى اليمين: ألفارو ألبورنوز ونيسيتو ألكالا زامورا وميغيل مورا وفرانسيسكو لارجو كاباليرو وفرناندو دي لوس ريوس وأليخاندرو ليروكس.

نشرت صحيفة جاسيتا دي مدريد الرسمية في 15 أبريل مرسومًا آخر نص على الوضع القانوني لتلك الحكومة، حيث كانت معاييرها عالية كي تتمكن الحكومة من فرض سلطتها حتى موافقة الكورتيس التأسيسي على الدستور الجديد للجمهورية في 9 ديسمبر 1931. أما الأكثر جدلا في النظام القانوني لتلك الحكومة هو التناقض في قضية الحريات وحقوق المواطن، فالاعتراف به اقترن بإمكانية تعليقه من الحكومة دون تدخل قضائي:«تفرضه الحكومة حسب رأيها للمحافظة على الجمهورية»، توجت هذه السياسة المتناقضة للجمهورية فيما يتعلق بالنظام العام بموافقة الكورتيس التأسيسي لقانون الدفاع الجمهوري المؤرخ 21 أكتوبر 1931، والذي منح الحكومة المؤقتة أداة استثناء خارج المحاكم للعمل ضد أولئك الذين يرتكبون أعمال عدوانية ضد الجمهورية، التي شكلت حتى بعد الموافقة على دستور 1931 القاعدة الأساسية في تكوين النظام القانوني للحريات العامة خلال ما يقرب من عامين من النظام الجمهوري الذي ظل ساري المفعول (حتى أغسطس 1933).

#### المسألة الإقليمية
كانت المشكلة الأكثر إلحاحًا التي واجهتها الحكومة المؤقتة هو إعلان فرانسيسك ماسيا من برشلونة عن «الجمهورية الكاتالونية» يوم 14 أبريل. وبعدها بثلاثة أيام التقى ثلاثة وزراء من الحكومة المؤقتة في برشلونة بفرنسيسك ماسيا، حيث توصلوا إلى اتفاق تنازل فيه يسار كتالونيا الجمهوري عن الجمهورية الكاتالونية مقابل التزام الحكومة المؤقتة بتقديم النظام الأساسي للحكم الذاتي الذي وافقت عليه جمعية البلديات الكاتالونية، والاعتراف بالحكومة الكاتالونية التي لم تعد تسمى مجلس حكومة الجمهورية الكاتالونية ليكون اسمها حكومة كتالونيا (بالإسبانية: Gobierno de la Generalitat de Cataluña) وبذلك تستعيد الإمارة امتيازاتها العريقة التي ألغاها فيليب الخامس في مراسيم نويفا بلانتا سنة 1714. وفي استفتاء جرى يوم 3 أغسطس وافق شعب كاتالونيا بأغلبية ساحقة المصادقة على مشروع النظام الأساسي لكاتالونيا [الإنجليزية]
 والذي سمى «بقانون نوريا». لكن النظام الأساسي تجاوز السلطة وصلاحيات المشروع واستجاب للنموذج الفدرالي للدولة إلى ماتمت الموافقة عليه في دستور 1931، رغم أنها اشترطت المناقشات البرلمانية حول «الدولة المتكاملة» التي تمت الموافقة عليها أخيرًا.
بدأت المطالبة بحكم ذاتي في إقليم الباسك بنفس الوقت تقريبًا مع مشروع كاتالونيا. وكان الاقتراح الأول عبارة عن مبادرة من رؤساء البلديات في الحزب القومي الباسكي والتي طلبت من جمعية دراسات الباسك (SEV) أوائل مايو بصياغة مسودة أولية للنظام الأساسي استند إلى إعادة امتيازات الباسكالتي ألغيت بموجب قانون 1839. قدم وفد من رؤساء البلديات مشروع النظام الأساسي لإستيلا في 22 سبتمبر 1931 إلى الكورتيس التأسيسي. ولكن لم يؤخذ بالاعتبار لأنه كان مخالف وبوضوح للدستور الذي تمت الموافقة عليه، بسبب المفهوم الفيدرالي وإن المشروع هو إعلان اعتراف بدولة الباسك (التي يمكن أن تتفاوض مع الكرسي الرسولي) بالإضافة إلى إعلانها الطائفي بعدم اعترافها بالحقوق السياسية الكاملة للمهاجرين الإسبان الذين تقل سكناهم في الباسك عن عشر سنوات.

#### المسألة الدينية
كانت القرارات الأولى للحكومة المؤقتة بشأن علمنة الدولة معتدلة للغاية. أعلنت المادة 3 من النظام القانوني للحكومة المؤقتة عن حرية العبادة، لتطبيق هذا القرار في الأسابيع الثلاثة التالية وافقت الحكومة على بعض إجراءات العلمنة، مثل مرسوم 6 مايو الذي يعلن التعليم الديني طوعي. أرسل فيديريكو تيديتشيني برقية إلى جميع الأساقفة نقل فيها «رغبة الكرسي الرسولي» في التوصية باحترام الكهنة المتدينين والمؤمنين وأبرشياتهم بالصلاحيات الدستورية وتنفيذها من أجل الحفاظ على النظام وللصالح العام. إلى جانب المبعوث البابوي كان العضو الآخر في التسلسل الهرمي الكنسي رئيس أساقفة طراغونة فرنسيسكو فيدال بتجسيد الموقف التوفيقي تجاه الجمهورية. ومع ذلك فهناك قطاع كبير من الأسقفية مكونيين من أساقفة أصوليين (عُيِّن الكثير منهم خلال ديكتاتورية بريمو دي ريفيرا) ممن ليسوا على استعداد للتسوية مع جمهورية اعتبروها عارًا. وتزعم تلك المجموعة الكاردينال ورئيس أساقفة توليدو بيدرو سيغورا، فنشر في 1 مايو خطبة رعوية تناول فيها الوضع الإسباني بلهجة كارثية، قدم شكرًا ممتنًا للنظام الملكي والعاهل المنحل ألفونسو الثالث عشر. الذي عرف طوال فترة حكمه كيفية الحفاظ على التقليد القديم المتمثل في الإيمان والتقوى. وفسر الصحفيون الجمهوريون تلك النشرة الرعوية على أنها إعلانًا للحرب، قدمت الحكومة المؤقتة مذكرة احتجاج هادئ وقوي إلى السفير البابوي وطلبت إزاحته من منصبه.
بعد عشرة أيام جرت الأحداث المعروفة باسم حرق الأديرة التي تسببت في وقوع الحوادث وقعت يوم الأحد 10 مايو عند افتتاح الدائرة الملكية المستقلة في مدريد، والتي انتشرت خلالها الشائعات في جميع أنحاء مدينة أن سائق سيارة أجرة جمهوري قد قتل على يد الملكيين. تجمع حشد في مقر صحيفة ABC الملكية، حيث اضطر الحرس المدني إلى التدخل، فأطلق النار على أولئك الذين حاولوا الاعتداء وحرق المبنى مما تسبب في عدة إصابات وحالتي وفاة أحدهما طفل. وعندما كانت الحكومة مجتمعة في الساعات الأولى من صباح الاثنين 11 مايو وصلت إليها أخبار باحتراق بيت المعلمين اليسوعيين. فحاول وزير الداخلية ميغيل مورا مرة أخرى انزال الحرس المدني إلى الشارع لاستعادة النظام، لكنه كما الليلة السابقة لقي معارضة من بقية مجلس الوزراء وخاصة مانويل أثانيا، الذي قال -بحسب مورا- أن كل أديرة مدريد لا تستحق حياة جمهوري وهدد بالاستقالة إذا كان هناك جريح واحد في مدريد لهذا الغباء. سمح تقاعس الحكومة للمتمردين بحرق أكثر من عشرة مباني دينية. وأخيرًا في فترة مابعد الظهر أعلنت الحكومة حالة الطوارئ في مدريد وماأن احتلت القوات العاصمة حتى توقفت الحرائق. في اليوم التالي الثلاثاء 12 مايو استعادت مدريد وضعها الطبيعي، ولكن استمرت حرق الأديرة والمباني الدينية إلى مدن أخرى في شرق وجنوب شبه الجزيرة (وقعت الأحداث الأكثر خطورة في ملقة). وفي تلك المدن وعلى العكس من مدريد تصرف الحكام المدنيون ورؤساء البلديات بالقوة، حيث لم تكن هناك حرائق.

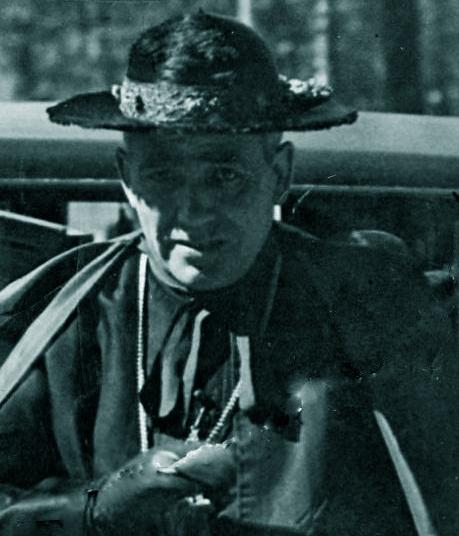
الكاردينال بيدرو سيغورا

كان رد الحكومة المؤقتة على حرق الأديرة هو تعليق نشر الجريدة الكاثوليكية El Debate والملكية ABC‏، واتفقت أيضًا على طرد الأسقف الأصولي فيتوريا ماتيو موغيكا من إسبانيا في 17 مايو لرفضه تعليق الرحلة الرعوية التي خطط لها القيام بها إلى بلباو، حيث كانت الحكومة تخشى من وقوع حوادث بين الكارليين والقوميين الباسك الذين شاركوا معارضتهم للجمهورية ودفاعهم عن رجال الدين وبين الجمهوريين والاشتراكيين المناهضين لرجال الدين. كما وافقت الحكومة المؤقتة أيضا على بعض التدابير الرامية إلى ضمان الفصل بين الكنيسة والدولة دون انتظار موافقة الكورتيس التأسيسي. ويجب إزالة الصلبان من الفصول الدراسية حيث أن هناك طلاب لم يتلقوا التعليم الديني.
ولكن رد الفعل الأكثر تطرفًا جاء من الكاردينال سيغورا مرة أخرى في 3 يونيو من روما، حيث نشر منذ 12 مايو خطابا رعويًا جمع فيه «الانطباع المؤلم جدًا الذي أحدثته بعض التصرفات الحكومية». وعندما عاد الكاردينال سيغورا بشكل غير متوقع إلى إسبانيا في 11 يونيو قُبض عليه بأمر من الحكومة وفي الخامس عشر من الشهر طُرد من البلاد.
بعد ذلك بشهرين ظهرت حادثة جديدة عكست العلاقات بين الجمهورية والكنيسة وكان الكاردينال سيغورا هو بطل الرواية مرة أخرى. ففي 17 أغسطس ومن بين الوثائق التي تم الاستيلاء عليها من أسقف فيتوريا خوستو إيشغورين الذي اعتقلته الشرطة قبلها بثلاثة أيام على الحدود الإسبانية الفرنسية، وُجِد منشور للكاردينال سيغورا به تعليمات لجميع الأبرشيات التي يحكمها أن يقوم الأساقفة ببيع القطع الكنسية في حالة الضرورة. "ولكن الأخطر من ذلك أن هذا المنشور مرفق به رأي المحامي رافائيل مارتن لازارو الذي وقعه في الثامن من مايو، والذي نصح فيه ببيع الكنيسة ممتلكاتها إلى المدنية وإيداع الممتلكات المنقولة في أوراق دين أجنبية، وكان هذا لتجنب المصادرة المحتملة للدولة. فجاء رد الحكومة المؤقتة فوري، هو نشر مرسوم في 20 أغسطس علقت فيه جميع صلاحيات البيع ونقل ملكية الممتلكات وحقوق جميع أنواع الكنيسة الكاثوليكية والجماعات الدينية المرتبطة بها.

#### المسألة العسكرية
كان الهدفان الرئيسيان للإصلاح العسكري لمانويل أثانيا هو محاولة تحقيق جيش أكثر حداثة وفعالية، واخضاع «القوة العسكرية» للسلطة المدنية. لهذا السبب أجبر في أحد مراسيمه الأولى بتاريخ 22 أبريل القادة العسكريين والضباط على التعهد بالولاء للجمهورية. لمحاولة حل إحدى المشكلات الجيش الإسباني، وهو العدد المفرط للضباط والقادة والجنرالات. وافقت الحكومة المؤقتة على مقترح أثانيا الذي صدر في 25 أبريل 1931 بالتقاعد الاستثنائي الذي عرض على ضباط الجيش إمكانية الانسحاب طواعية من الخدمة الفعلية براتب كامل. واستفاد حوالي 9000 من القادة (بما في ذلك 84 جنرالا) من هذا الامتياز، أي حوالي 40٪ من الضباط. وبذا تمكن أثانيا بعدها من إعادة تنظيم الجيش. وهناك أيضا قضية أخرى عالجها أثانيا وهي قضية الترقيات المثيرة للجدل، بحيث سن مراسيم في شهري مايو ويونيو ألغى العديد من الترقيات التي أصدرت خلال الديكتاتورية بسبب مزايا الحرب، مما يعني أن حوالي 300 عسكري فقدوا ترقية أو ترقيتين، فعانت العديد من الرتب من انتكاسة قوية، كما في حالة الجنرال فرانسيسكو فرانكو. تعرض إصلاح أثانيا العسكري لمعارك قاسية من قطاعات من الضباط، ومن بعض الوسائل السياسية المحافظة بالإضافة إلى وأجهزة الصحافة العسكرية. حيث اتُهِم أثانيا بأنه يريد سحق الجيش.
بالإضافة إلى تحديث القوات المسلحة المتقادمة حاول أثانيا جعل الحياة السياسية أكثر مدنية بإنهاء التدخل العسكري وإعادة الجيش إلى ثكناتهم، والذي كان من معالمه الأساسية قانون الاختصاص القضائي لسنة 1906 (والذي كان خلال الحكم الملكي) تحت الولاية القضائية العسكرية للمدنيين المتهمين بارتكاب جرائم ضد الوطن أو الجيش). ومع ذلك فإن إلغاء قانون الاختصاص القضائي لا يعني أنه قد تم إيقافه في الجمهورية، حيث استخدم قانون الاختصاص القضائي العسكري للحفاظ على النظام العام دون الحاجة إلى تعليق الضمانات الدستورية أو إعلان حالة طوارئ. وهكذا واصلت الحكومات الاشتراكية الجمهورية في أول سنتين بمنح القوى العسكرية المهمة هيمنتها على النظام العام وسيطرتها الصارمة على المجتمع. استمرت تلك القوى في احتلال جزء كبير من أجهزة إدارة الدولة، من مقار للشرطة والحرس المدني وحرس الاقتحام إلى المديرية العامة للأمن.

#### المسألة الزراعية

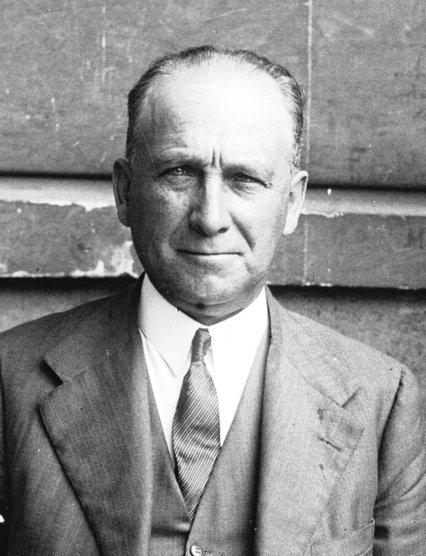
فرانسيسكو لارغو كاباليرو

ظهرت إحدى أكثر المشاكل إلحاحًا في ربيع 1931 التي اجبرت الحكومة المؤقتة إلى الإسراع بحلها، وهو الوضع الخطير ومعاناة العمال اليومية خاصة في الأندلس وإكستريمادورا، حيث تخطى عددهم في الشتاء الماضي 100,000 عاطل عن العمل، وأدت التجاوزات في توظيفهم وأجورهم المنخفضة إلى إبقائهم في حالة من البؤس. لتخفيف معاناة العمال في جنوب إسبانيا، وافقت الحكومة المؤقتة بناءً على اقتراح وزير العمل لارجو كاباليرو وهي سبعة مراسيم زراعية، فكان لها تأثير هائل: لا سيما مرسوم الشروط البلدية الصادر في 20 أبريل 1931، والذي منح النقابات مزيدا من السيطرة على سوق العمل، من خلال منع توظيف عمال يومية من خارج البلدية قبل عمال البلدة، وايضا مرسوم هيئات المحلفين المختلطة المؤرخ 7 مايو، والذي تم فيه إنشاء هذه الكائنات المتكاملة (6 أرباب عمل و6 عمال وسكرتير واحد تعينه وزارة العمل) لتنظيم ظروف العمل في هذا المجال. وهيئات المحلفين هي التي حددت رواتب الريف الزراعي، حيث نالوا زيادة كبيرة في الأجور: من 3,5 بيسيتا إلى 5 بيزيتا يوميا.
واجه الاشتراكي لارغو كاباليرو عند تطبيق قوانين الزراعة الجديد معارضة قوية من أصحابها الذين اعتمدوا على المجالس البلدية ذات التوجه الملكي وإلى اللجوء إلى الحرس المدني لمواجهة ممثلي وكوادر الاتحاد الوطني للعمال الأرض (FNTT) لـ UGT وبيوت الشعب الاشتراكية، والتي كانت بمثابة مقر للعمال المنظمين إليها من مختلف المناطق. وهكذا فقد أثارت الأسابيع الأولى من عمر الجمهورية حتما أجواء معينة من حرب طبقية في البلدات والقرى.

#### القضية الاجتماعية
كان مشروع وزير العمل الاشتراكي فرانسيسكو لارجو كاباليرو زعيم اتحاد العمال العام (UGT) هو إنشاء إطار قانوني لتنظيم علاقات العمل [الإنجليزية]
 وتعزيز قوة النقابات والاتحادات، لا سيما اتحاد نقابة العمال في التفاوض على عقود العمل وفي رصد الامتثال.
كان الجزءان الأساسيان من المشروع هما قانون عقود العمل وقانون هيئة المحلفين المختلطة، والقوانين التي أصدرت تحت رئاسة مانويل أثانيا فكانت:
- قانون عقود العمل المؤرخ 21 نوفمبر 1931، الذي نظم الاتفاقات الجماعية (التي تفاوض عليها ممثلو أصحاب العمل والنقابات لفترات لاتقل عن سنتين وملزمة للطرفين) وتملي الشروط تعليق وإنهاء العقود. كما أنشأت لأول مرة الحق في الإجازات مدفوعة الأجر (7 أيام في السنة) وحماية حق الإضراب الذي في ظل ظروف معينة لا يمكن أن يكون سبباً للفصل
- قانون هيئات المحلفين المختلطة بتاريخ 27 نوفمبر 1931، الذي وسع نظام هيئات المحلفين المختلطة (تمت الموافقة عليه في مايو للقطاع الزراعي) ليشمل الصناعة والخدمات. كان تكوينه هو نفسه وتتمثل مهمته في: التوسط في المنازعات العمالية من خلال إنشاء رأي توفيقي في كل حالة.[49]

كانت الحكومة المؤقتة تأمل في أن تقلل تلك التدابير من عدد الإضرابات، لكن السلام الاجتماعي لم يحدث بسبب تأثير الركود الاقتصادي، وخاصة بسبب رفض الاتحاد الوطني للعمل (CNT) استخدام الآليات الرسمية للتوفيق، والتي حددوها مع نقابوية دكتاتورية بريمو دي ريفيرا. وعارضت CNT بشكل جذري قانون عقود العمل وهيئة المحلفين المختلطة وبدأت إجراءات للتحرك المباشر للحصول على وسائل أخرى لاحتكار التفاوض العمالي. عارض رجال الأعمال لأنهم اعتادوا على فرض قانونهم، ولم يكونوا مستعدين لقبول قرارات هيئات المحلفين المختلطة عندما كانوا مستفيدين من العمال.

### أول سنتين أو اشتراكية أثانيا (1931-1933)
ظهرت فترة السنتين الأولى أو فترة اشتراكية أثانيا والمعروفة أيضًا باسم فترة الإصلاح أو فترة السنتين الانتقالية، وهي إحدى مراحل الجمهورية الثانية. تكونت فيها حكومة ائتلاف من اليسار الجمهوري والاشتراكيين برئاسة مانويل أثانيا في 15 ديسمبر 1931 بعد اعتماد دستور 1931، بعد رفض الحزب الجمهوري الراديكالي المشاركة فيه لعدم الاتفاق على الاستمرارية في حكومة الاشتراكيين، مما قوّى الإصلاحات التي بدأتها الحكومة المؤقتة بهدف تحديث الواقع الاقتصادي والاجتماعي والسياسي والثقافي الأسباني. شكلت تلك الحكومة الجديدة بعد انتخاب نيكيتو ألكالا زامورا رئيسًا للجمهورية، وتثبيت مانويل أثانيا رئيسًا للحكومة.
واجهت تلك الحزمة الواسعة من الإصلاحات مقاومة كبيرة من المجموعات الاجتماعية والشركات التي حاولت الإصلاحات ازاحتهم عن مواقعهم المكتسبة: ملاك الأراضي وكبار رجال الأعمال والممولين والتجار والكنيسة الكاثوليكية والجماعات الدينية، وأصحاب الفكر الكاثوليكي والفكر الملكي والجيش الأفريقي. وهناك أيضًا مقاومة للإصلاح الجمهوري من الجهة المعاكسة: الثوريون المتطرفون الذين تقودهم المنظمات الأناركية (CNT وFAI) وفصيل الاشتراكيين المرتبط باتحاد العمال العام. حيث مثلت لهم الجمهورية بالنظام البرجوازي (بقليل من الاختلافات مع الأنظمة السياسية السابقة والدكتاتورية والملكية) التي كان لابد من تدميرها للوصول إلى الشيوعية التحررية وفقًا للأولى أو الاشتراكية وفقًا للتالية.

#### قضية الدين وسياسة التعليم
في أعقاب الموافقة على دستور 1931 الذي أعلن علمانية الدولة، سنت الحكومة الاشتراكية-الجمهورية سلسلة من المراسيم والقوانين المقترحة التي جعلته ساري المفعول وسمحت للدولة بتولي الوظائف الإدارية والاجتماعية التي كانت الكنيسة الكاثوليكية تتولاها. الإجراء الأول الذي اتخذته الحكومة كان المرسوم الصادر في 23 يناير 1932 المتوافق مع أحكام المادة 26 من الدستور: حل جماعة الرهبنة اليسوعية وتأميم معظم أصولها (بالخصوص المدارس والمساكن ) والتي كان يديرها مجلس الأمناء. بعد سبعة أيام من استلام الحكومة ولايتها الدستورية الثانية، نفذت المرسوم الصادر في 30 يناير 1932 بعلمنة المقابر التي أصبحت ملكًا للبلديات. وفي 2 فبراير 1932 وافق الكورتيس على قانون الطلاق.
كانت لحظة المواجهة الكبرى بين حكومة أثانيا والكنيسة هي عرض ومناقشة قانون الطوائف والتجمعات الدينية التي جرت في الأشهر الأولى من 1933. ففي 25 مايو 1933 عندما تمت الموافقة عليه من كورتيس، على الرغم من عدم توقيع الرئيس ألكالا زامورا والكاردينال إيسيدرو غوما وتوماس، الذي أعلن خطابًا أسقفيًا اعتبر فيه القانون انتهاكًا صارمًا للحقوق الإلهية للكنيسة، ودعا إلى حشد الكاثوليك. وفي اليوم التالي لسن القانون نُشر منشور عن البابا بيوس الحادي عشر أدان فيه روح النظام الأسباني المعادي للمسيحية، مشيرًا إلى أن قانون الطوائف لا يمكن التذرع به مطلقًا ضد حقوق الكنيسة، ودعا مرة أخرى إلى التعبئة ضد الجمهورية.
طور قانون التجمعات المادتين 26 و 27 من الدستور حيث ينبغي تسجيل الطوائف والتجمعات الدينية في سجل خاص بوزارة العدل يسمى «تنظيم العبادة العامة». وألغت الدولة منحتها لدور العبادة ورجال الدين. وأممت جزء من التراث الكنسي (معابد وأديرة والمعاهد الإكليريكية وغيرها). وأعطى القانون الدولة حق الاعتراض في التعيينات الدينية، وأخيراً حددت إغلاق المدارس الثانوية الكاثوليكية في الأول من أكتوبر والمدارس الابتدائية في 31 ديسمبر 1933.
سياسة التعليم
كانت إحدى أولويات الحكومة المؤقتة هي زيادة عدد المدارس الابتدائية العامة، ولتخفيف مشكلة الأمية المرتفعة في المجتمع الإسباني (تراوحت تقديرات سنة 1931 بين 30٪ و50٪ من مجموع السكان). ولمساعدة أكثر من 1.5 مليون طفل لم يذهبوا إلى المدرسة بعد، قدرت الدولة أنها ستحتاج إلى بناء حوالي 27,000 مدرسة جديدة، بمعدل 5000 مدرسة جديدة كل عام. وفي نهاية 1932 أبلغ وزير التعليم العام الجديد فرناندو دي لوس ريوس البرلمان أنه تم بناء أو تمكين ما يقرب من 10,000 مدرسة، وأنه من المتوقع أن تصل إلى 27,000 مدرسة في غضون خمس سنوات، مع تكلفة حوالي 400 مليون بيزيتا. لكن لا يمكن تنفيذ هذه الخطة بسبب نقص الموارد بسبب انخفاض إيرادات الخزينة العامة بسبب الكساد الاقتصادي وسياسة موازنة الميزانية التي قررتها الحكومة. ازدادت احتياجات المدارس الابتدائية الحكومية بدرجة أكبر عندما تم إقرار قانون الطوائف الذي أغلق المدارس الابتدائية الدينية بحلول 31 ديسمبر 1933، لاستيعاب 20,000 طالب في التعليم الثانوي و 350,000 من التعليم الابتدائي من طلبة المدارس الدينية حيث توقعت الحكومة تجهيز 7000 مدرسة جديدة بحلول نهاية 1933.
في صيف 1933 أطلقت الجمهورية أبرز تجاربها التعليمية: المهام التربوية. لقد كانت مبادرة للناقد الفني مانويل بارتولومي كوسيو المرتبط بمعهد التعليم المجاني، الذي أراد أن يأخذ «نفس التقدم» إلى أكثر قرى إسبانيا عزلة وتخلف. وهكذا ذهب الأساتذة والطلاب ومعظمهم من جامعة مدريد إلى القرى مع نسخ من اللوحات الشهيرة والسجلات والأفلام، وعلى مراحل مرتجلة مثلوا مسرحية لوبي دي فيغا وكالديرون دي لا باركا. كما حملوا الكتب والأدوية وساعدوا في بناء المدارس. شاركت مجموعة المسرح La Barraca التي ألفها فيديريكو غارثيا لوركا أيضًا في هذا المشروع.
ومن عزم الحكومة الثابت في السياسة التعليمية هو زيادة ميزانيات وزارة التعليم، رغم أنها لم تكن كافية في العديد من المناسبات. وفرض الاختلاط، بالإضافة إلى وقف جعل الدين موضوعًا إلزاميًا وشحذ المواجهة مع الكنيسة. كانت هناك أيضًا مشاريع مثيرة للاهتمام في المجال التربوي، بمساعدة مؤسسة التعليم الحر ومجلس توسيع الدراسات (تحديث الجامعة وتوسيع المراكز وطلاب المدارس الثانوية) ووإنجازات مهمة في المجال الثقافي (مكتبات السفر والبعثات التربوية). لذلك كان هذا الإجراء هو الأكثر حسماً في تاريخ البلاد حتى ذلك الحين لتحسين التعليم الإسباني. وهذا لم يكن فقط في الاستثمارات ولكن أيضًا محاولة لإدخال تحسينات تربوية وإفساح المجال لاتجاهات جديدة في هذا المجال.

#### القضية الاجتماعية
تمت الموافقة على الجزء الأكبر من الإصلاحات في هذا المجال قبل تشكيل حكومة أثانيا الثانية في ديسمبر 1931. كما تم الاتفاق على الجزئين الأساسيين من المشروع بناءً على اقتراح وزير العمل الاشتراكي فرانسيسكو لارغو كاباليرو زعيم اتحاد العمال العام (UGT) وهما: قانون عقود العمل وقانون هيئات المحلفين المختلطة، وقد رد كل من CNT وأرباب العمل على القانون.
كان عدد الإضرابات والحوادث العنيفة الناجمة عنها (التي أوجدت مشاكل خطيرة في النظام العام) يتزايد طوال فترة السنتين الأولين للجمهورية، ويرجع ذلك أساسًا إلى رفض الاتحاد الوطني للعمل (CNT) استخدام الآليات الرسمية للتوفيق. ماكان موجود في تلك الفترة هو نموذجان لنقابات العمال: اشتراكيون ونقابات الأناركية، وهما متناقضين تقريبًا، واستمراريتهما هو وجودهم في مختلف المناطق، فإذا كان الاشتراكيون هم الغالب في مدريد وأستورياس وبلاد الباسك، فإن الأناركيون موجودون في الأندلس وفالنسيا وكاتالونيا.
سرعان مابدأ أرباب العمل بالتعبئة ضد اصلاحات لارغو كاباليرو. ففي نهاية يناير 1933 في خضم أزمة سياسية حول أحداث كاساس فيخاس، بعث الاتحاد الإسباني لأرباب العمل برسالة مفتوحة إلى أثانيا أشار فيها إلى «السرعة المذهلة» التي تم بها إصدار التشريع الاجتماعي الجديد والشكوى من هيئات المحلفين المختلطة التي كانت دائما تبرر للعمال، وذلك بفضل تصويت ممثل وزير العمل الذي ساعد بقطع الروابط. وبعبارة مماثلة اشتكى الاتحاد الاقتصادي الذي جمع رجال الأعمال والاقتصاديين من الميول «الاشتراكية» للحكومة. ابتدأت تلك التعبئة في اجتماع اقتصادي اجتماعي عُقد في مدريد في يوليو 1933. وهناك طُلب من الاشتراكيين في الحكومة المغادرة، الذين كانوا مسؤولين عن تدمير الاقتصاد بسبب ارتفاع التكاليف -زيادات في الأجور وتدخل العمال- ووقف أو تقليل عدد الإضرابات لعدم فاعليتها وضمان السلام الاجتماعي.

#### القضية العسكرية
بدأ أثانيا بالإصلاح العسكري الفعلي عندما كان وزيرا للحربية مع رئاسته الحكومة المؤقتة في أكتوبر 1931، واستمر بذلك مع تشكيل حكومته الثانية في ديسمبر 1931. وقد أكد الكورتيس المراسيم المتعلقة بالترقيات بموجب قانون التوظيف والترقية الصادر في 12 سبتمبر 1932 والذي حدد أيضًا جدول الترقيات التي تكون الأولوية فيها للأقدمية والتدريب المهني. كما وحد القانون الضباط المهنيين وضباط القوات على درجة واحدة.
كما احتج الضباط المعارضين لإصلاحات أثانيا العسكري عندما أجبر قانون صدر في سبتمبر 1932 المرشحين لدخول أكاديميات الضباط بالعمل في الجيش لمدة ستة أشهر واتباع عدد معين من الدورات في الجامعة. «في رأيه كان شرط الدراسات الجامعية محاولة لتخفيف الروح العسكرية لجيل الضباط الجديد ... في الواقع هدفت الحكومة إلى كسر الحواجز الطبقية القديمة والجهل المتبادل، ووضع ضباط المستقبل من خلال تعليمهم على اتصال مع أعضاء المستقبل من المهنيين الليبراليين».
في مارس 1932 وافق الكورتيس على قانون يجيز لوزير الحرب أي مانويل أثانيا بنقل إلى قوات الاحتياط أي جنرال لم يتلق أي مهمة عمل لمدة ستة أشهر. وتلك طريقة ذكية للتخلص من الجنرالات الذين شككت الحكومة في ولائهم للجمهورية. ونص القانون نفسه على أن الضباط الذين قبلوا التقاعد الطوعي المنصوص عليه في مرسوم مايو 1931 سيفقدون معاشاتهم إذا ثبتت إدانتهم بالتشهير بموجب قانون الدفاع للجمهورية. أثار هذا الإجراء الأخير نقاشًا كبيرا في البرلمان، حيث ندد كل من ميغيل مورا وأنجل أوسوريو وجالاردو بالظلم الذي تعرض له حوالي 5000 ضابط متقاعد حديثًا إذا انتقدوا الحكومة في أي وقت من الأوقات. فرد أثانيا أنه من غير المقبول أن تدفع الجمهورية معاشات لأعدائها.
وخفضت الخدمة العسكرية الإلزامية إلى اثني عشر شهرا (أربعة أسابيع لطلاب المدارس الثانوية والجامعات)، مع الحفاظ على الالتزام في الخدمة العسكرية وأنه لا يمكن تطبيقه إلا بعد ستة أشهر من البقاء في الخدمة. أخيرًا استمر تطبيق قانون الاختصاص القضائي العسكري على المدنيين للحفاظ على النظام العام، لأن دستور عام 1931 أبقى ضمن اختصاصه الجرائم العسكرية وخدمات الأسلحة والانضباط لجميع المعاهد المسلحة. وبالتالي استمر في تطبيقه على تصرفات الحرس المدني وقوات الأمن العسكرية الأخرى والمدنيين الذين انتقدوهم أو قاوموهم. كما حدث في تمرد الفوضويون التي قاموا بها ألتو دي يوبريغات في يناير 1932 وتلك التي عمت أسبانيا بالكامل في يناير 1933. وكانت محاولة الانقلاب التي قادها الجنرال سانخورخو في أغسطس 1932 مثالًا على عدم ارتياح جزء من الجيش لأسباب ليست سياسية بحتة. "إن الحملة القوية للغاية التي أطلقتها وسائل الإعلام المحافظة ضد الإصلاح وفي شخصية أثانيا ساهمت في جعل رئيس الوزراء بصورة وحش أسود عند العديد من الجنود."

#### القضية الإقليمية
النظام الأساسي لكاتالونيا

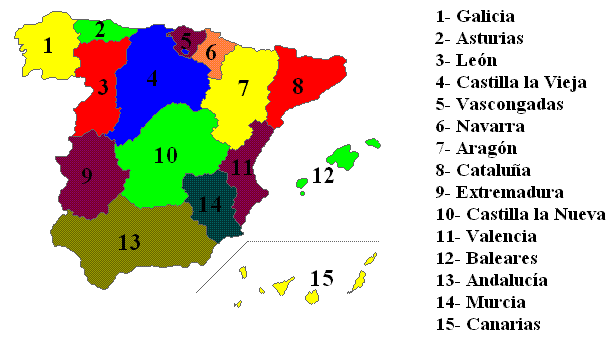
المناطق التي لها الحق في تعيين عضو بمحكمة الضمانات الدستورية

قامت لجنة من البرلمان بين يناير وأبريل 1932 بتكييف المسودة قانون كاتالونيا (ما يسمى بالنظام الأساسي لنوريا) مع دستور الجمهورية، على الرغم من ذلك واجه المشروع معارضة هائلة لا سيما بين الأقلية الزراعية ونواب الكارليين التقليديين الذين انفصلوا عن نواب PNV من الأقلية الباسك-نافار، بالإضافة إلى التعبئة الواسعة في الشارع المناهض للانفصاليين، فقد خاطر مانويل أثانيا بحكومته ومكانته الشخصية بالموافقة على النظام الأساسي. فبعد أربعة أشهر من المناقشات التي لا تنتهي، دفعت محاولة الانقلاب التي قادها الجنرال سانخورخو في 10 أغسطس 1932 إلى تسريع النقاش على النظام الأساسي لكاتالونيا، وانتهى بالموافقة عليه في 9 سبتمبر بأغلبية 314 صوتًا مؤيدًا -جميع الأحزاب التي دعمت الحكومة بالإضافة إلى معظم نواب الحزب الجمهوري الراديكالي- و24 ضده. كان النظام الأساسي أقل مما توقعه القوميون الكاتالونيون - ألغت النسخة النهائية جميع العبارات التي ضمنت سيادة كاتالونيا. تم رفض الصيغة الفيدرالية؛ تم إعلان اللغتين القشتالية والكاتالونية لغة رسمية وما إلى ذلك - "لكن عندما ذهب رئيس مجلس الوزراء إلى برشلونة لحضور العرض التقديمي استقبلوه بتصفيق كبير." جرت الانتخابات الأولى للبرلمان بعد شهرين وفاز بها يسار كتالونيا الجمهوري، مبتعدا بمسافة كبيرة عن المجموعة الإقليمية. وهكذا تم تأكيد فرانسيسك ماسيا رئيسا للحكومة الكتالونية.
أصبحت كاتالونيا من خلال نظامها الأساسي منطقة ذاتية الحكم، ولها حكومتها الخاصة وهي الحكومة الكتالونية، ويشكلها رئيس ومعه البرلمان ومجلس تنفيذي. تتمتع تلك الحكومة بسلطات تشريعية وتنفيذية في مجالات المالية والاقتصاد والتعليم والثقافة والنقل والاتصالات؛ أما في العلاقات الخارجية والجيش فإن حكومة الدولة هي من تتعامل بذلك.
النظام الأساسي للباسك

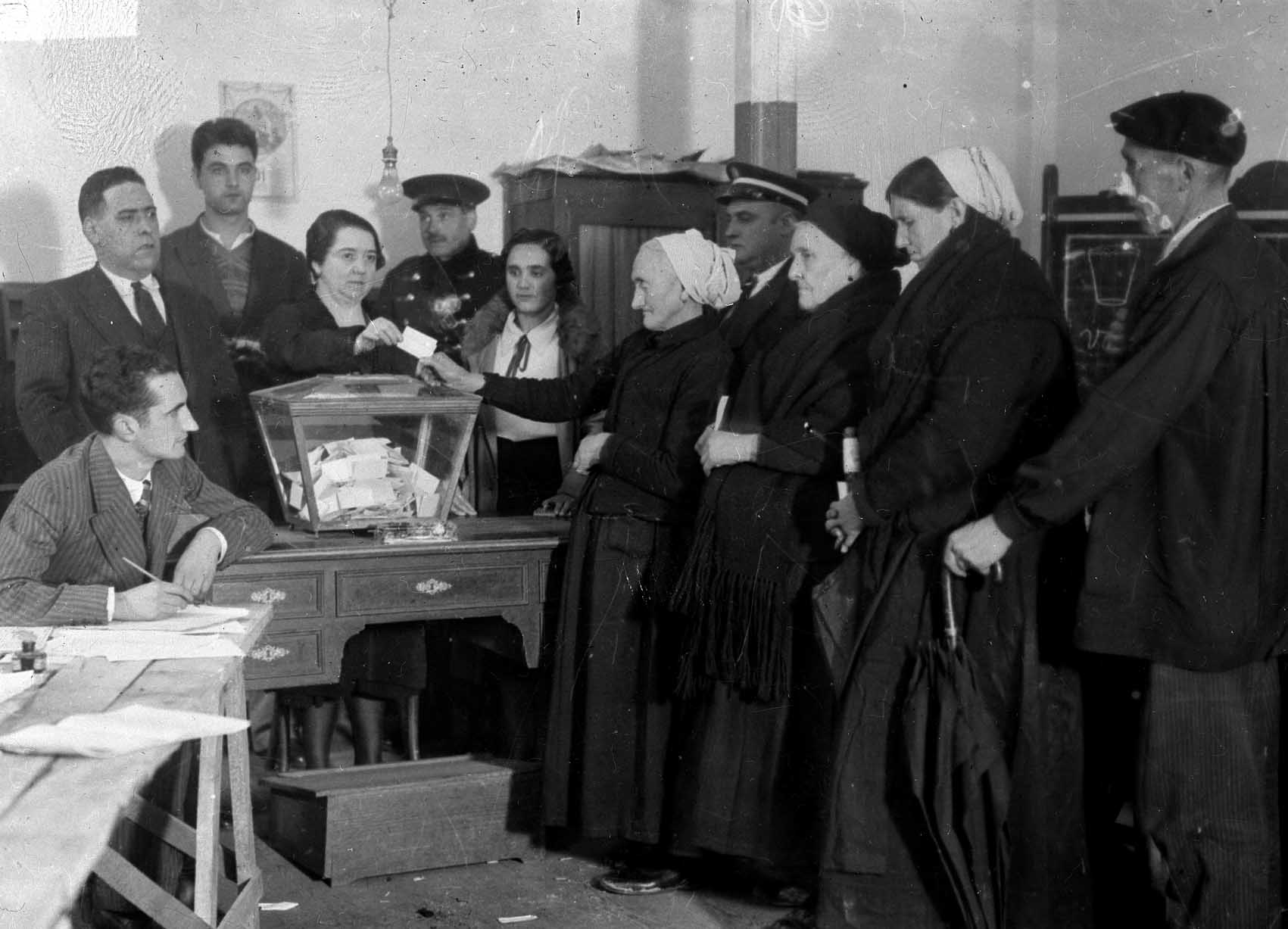
استفتاء مستقل في 5 نوفمبر 1933 في إيبار للموافقة على نص قانون الباسك الجديد.

بعد رفض مشروع النظام الأساسي لإستيلا بسبب مخالفته الواضحة للدستور الفيدرالي، كلف البرلمان التأسيسي في ديسمبر 1931 الإدارة المؤقتة للمجالس المحلية التي يسيطر عليها الجمهوريون والاشتراكيون لإعداد مسودة النظام الأساسي الجديد والذي اتفق عليه بالآخر مع PNV. وافق مجلس المدينة الذي عقد في بامبلونا في يونيو 1932 على المشروع، لكن الكارليين رفضوه، وبما هم الأغلبية في نافارا فإنهم اخرجوا تلك المنطقة خارج نطاق «المناطق المتمتعة بالحكم الذاتي» في المستقبل،
فرضت تلك المستجدات تأخير وصياغة جديدة للمشروع. أقر مندوبي مجالس مدينة الباسك المجتمعين في فيتوريا في 6 أغسطس 1933 مشروع النظام الأساسي لرؤساء المجالس، والذي قدم إلى الاستفتاء في 5 نوفمبر، لكن نتيجة الاستفتاء التي جرت في خضم انتخابات الكورتيز كان عقبة جديدة أمام تحقيق الحكم الذاتي لأنه في ألافا على عكس بيسكاي وغيبوثكوا فشل مشروع النظام الأساسي بنيل موافقة الأغلبية، بسبب التجذر القوي للكارليين فيها الذين شنوا حملة ضده (تتمتع مقاطعة ألافا مثلها مثل نافارا قومية باسكية قليلة).
النظام الأساسي لغاليسيا
أما بالنسبة إلى غاليسيا فالمبادرة الأولى لتحقيق الحكم الذاتي لم تبدأ حتى أبريل 1932 وبدأتها مدينة سانتياغو دي كومبوستيلا. لكن بعد تسعة أشهر فقط أي في ديسمبر، تم الانتهاء فعليا من المرحلة الأولى من العملية التي أسسها دستور 1931، بعد أن وافقت معظم البلديات الجاليكية على مشروع النظام الأساسي، الذي كان مستوحى بقوة من النظام الأساسي الكاتالوني الذي وافق عليه الكورتيس توا. ومع ذلك فإن انتصار يمين الوسط في انتخابات نوفمبر 1933 أصاب العملية بالشلل.

#### قانون الإصلاح الزراعي
خلال فترة السنتين الأولى استمر اعتماد المراسيم الزراعية للحكومة المؤقتة حسب اقتراح وزير العمل الاشتراكي فرانسيسكو لارجو كاباليرو. بينما استمرت معارضة المالكين الذين اعتمدوا على البلديات ذات الغالبية الملكية ولجؤوا إلى الحرس المدني لمواجهة اتباع الاتحاد الوطني لعمال الأراضي (FNTT) التابع ل UGT. الذي ازداد عدد منتسبيه في تلك الفترة من حوالي 100,000 منتسب في 1931 إلى حوالي 450,000 في صيف العام التالي (لتشكل ما يقرب من نصف المنتسبين لكامل UGT)، كون غالبية المنتسبين الجدد هم الفلاحون الذين لا يملكون أرضًا والذين شعروا بالامتنان للاشتراكيين لأنهم أعطوهم الفرصة الأولى لإسماع أصواتهم عند التفاوض مع أصحاب الأرض.
بعد رفض مشروعي لقانون الإصلاح الزراعي في مارس 1932، أعد فريق وزارة الزراعة لمارسيلينو دومينغو الراديكالي الاشتراكي مشروع ثالث ليكون أساس للنقاش في الكورتيس. لكن مناقشة مشروع القانون قد استفاضت لولا محاولة الانقلاب الفاشلة التي قادها الجنرال سانخورخو في 10 أغسطس 1932، الذي أعطى الحكومة الدافع للموافقة على القانون (فشل انقلاب سانخورخو فتح النقاش حول قانون الحكم الذاتي لكاتالونيا [الإنجليزية]
).
واحتوى قانون الإصلاح الزراعي المعتمَد على مصادرة (مع التعويض باستثناء أراضي النبلاء وأصحاب الألقاب التي كانت كبيرة في إسبانيا بسبب تورطهم المزعوم في «سانخورخادا») الأراضي الزراعية من ملاكها في أندلسيا وإكستريمادورا وجنوب لامانشا ومقاطعة سالامانكا والمدرجة في الأقسام المبينة في القاعدة الخامسة من القانون، والتي نظرت في أربعة أنواع من الأراضي المصادرة: حيازات قضائية، وأراضي سيئة الزراعة، والمؤجرة بشكل منهجي ومناطق الري ولم يتم ريها.
وهكذا حدد قانون الإصلاح الأراضي الزراعية المصادرة بتعويض المزارع الكبيرة التي لم يزرعها أصحابها مباشرة، وكذلك الأراضي غير المزروعة والمروية، لتوزيعها على أسر الفلاحين أو مجتمعات المزارعين. من أجل تنفيذ إعادة توزيع الأراضي تم إنشاء معهد الإصلاح الزراعي (IRA) والذي اعتمد عليه مجالس المقاطعات ومجتمعات الفلاحين. تم منحه ائتمان سنوي قدره 50 مليون بيزيتا، وكانت التوقعات أن يتم توطين مابين 60-75 ألف مزارع سنويًا. وآلية العمل كانت على النحو التالي: أصبحت الأراضي المصادرة أو ملكًا للمعهد الذي نقلها إلى مجالس المقاطعات، والتي سلمتها بدورها إلى مجتمعات الفلاحين بغرض الاستغلال الجماعي أو الفردي، حسب ماهو مقرر للفلاحين. كانت المشاكل التي نشأت من أجل تحقيق هذا العمل عديدة وخطيرة دون الاعتماد على معارضة ملاك الأراضي المصادرة، والطابع البيروقراطي المفرط للمعهد، والافتقار إلى البيانات لمعرفة الأراضي التابعة للمالك نفسه، عدم وجود دراسات سابقة عن جودة وإنتاجية الأرض، واستبعاد أراضي المراعي التي تم تهميش رعي الماشية فيها. على الرغم من ذلك فقد كان ذلك أول جهد لتوزيع الأراضي بين الفلاحين.
على الرغم من التوقعات العالية التي أثارها القانون، إلا أن نتائجه كانت محدودة للغاية: ففي نهاية 1933 لم يصادر سوى 20,203 هكتارًا وزعت على 4339 مزارع، عدا عن ثلاثة أو أربعة آلاف من الأراضي التي تمت مصادرتها سابقًا من أصحاب الألقاب. والسبب الرئيسي لهذا الفشل هو أن معهد الإصلاح الزراعي (IRA) وهو الوكالة المسؤولة بتطبيق القانون لم يتم تزويده بموارد بشرية واقتصادية كافية، بسبب نقص الأموال من الخزينة العامة ومقاطعة البنوك الخاصة -المرتبطة اقتصاديًا وعائليا بملاك الأراضي- للبنك الوطني للائتمان الزراعي الذي انشئ بموجب قانون تمويل الإصلاح.
بدأ التباطؤ بتطبيق القانون من خلال عمل الإجراءات التكميلية، وذلك بمرسوم تكثيف المحاصيل بتاريخ 22 أكتوبر 1932 الذي سمح بالعمل المؤقت في الأراضي الزراعية التي توقفت عن ايجارها للمزارعين الذين غيروا إلى رعي الماشية في النصف الجنوبي من إسبانيا (إكستريمادورا بشكل أساسي). أثر الإجراء على 1500 مزرعة في 9 مقاطعات (حوالي 125,000 هكتار) ووظف 40,108 أسرة وخاصة في إكستريمادورا التي كان أعضاؤها عاطلين عن العمل.
كان فشل تطبيق قانون الإصلاح الزراعي أحد الأسباب الرئيسية للاضطراب الاجتماعي الحاد في الفترة 1933-1934، لأن إعلان الإصلاح دفع العديد من العمال اليومية إلى الاقتناع بسرعة تسليمهم الأرض، وهو لم يحصل فشعروا بخيبة أمل. وأدى ذلك إلى تشدد الاتحاد الوطني للعمال الأرض (FNTT) التابع لاتحاد العمال العام (UGT) بالتزامن مع الاتحاد الوطني للعمل CNT الذي حارب منذ البداية لأجل الإصلاحات الزراعية، لأن القانون عزز النموذج الرأسمالي في المناطق الريفية وجعل من المستحيل حدوث ثورة «حقيقية».
على الجانب الآخر من الطيف الاجتماعي، فإن قانون الإصلاح الزراعي وحد القطاعات الاجتماعية المهيمنة التقليدية في الزراعة، وساهم نوعا ما في توحيد متضرري القضية الدينية ليشكلوا جميعا تكتل معارض للنظام الجمهوري. بالفعل في أغسطس 1931 أنشأت الرابطة الوطنية لأصحاب الممتلكات الريفية، دفاعًا عن حق الملكية المشروعة، وباستخدام شبكات الزعامات المحلية (cacique) القديمة والمطالبات المستمرة لتدخل الحرس المدني لمقاطعة تطبيق «المراسيم الزراعية». وأيضا قامت الأقلية الزراعية في الكورتيس بإعاقة مذهلة لمناقشة القانون مما ساهم بقوة في تأخير الموافقة عليها.

#### معارضو الإصلاحات
اليمين الملكي

علم الكارليين

كان الكارليين الذين تواصلت قوتهم التقليدية في النمو بتنظيم ميليشياتهم المسماة ريجيتا (بالإسبانية: Requetés). ولكن على العكس منهم لم يشرع أصحاب الملكيات في تشكيل حركة جماهيرية، لكنهم تصرفوا على ثلاث جبهات: الثقافية وتجديد الخطاب التقليدي والمحافظ من خلال المثقفين تجمعوا حول مجلة Acción Española؛ والجبهة السياسية بتأسيس حزبهم الخاص «حزب التجديد الإسباني»، الذي حاول تشكيل جبهة معادية للجمهورية والفاشية الإسبانية الناشئة؛ وفوق كل ذلك القيام بتمرد. بحيث سعى إلى تعاون قطاعات الجيش الإسباني التي بقيت وفية للنظام الملكي (على الرغم من يمين الولاء للجمهورية) بالإضافة إلى القطعات المستاءة من إصلاحات أثانيا العسكرية.
محاولة انقلاب سانخورخادا

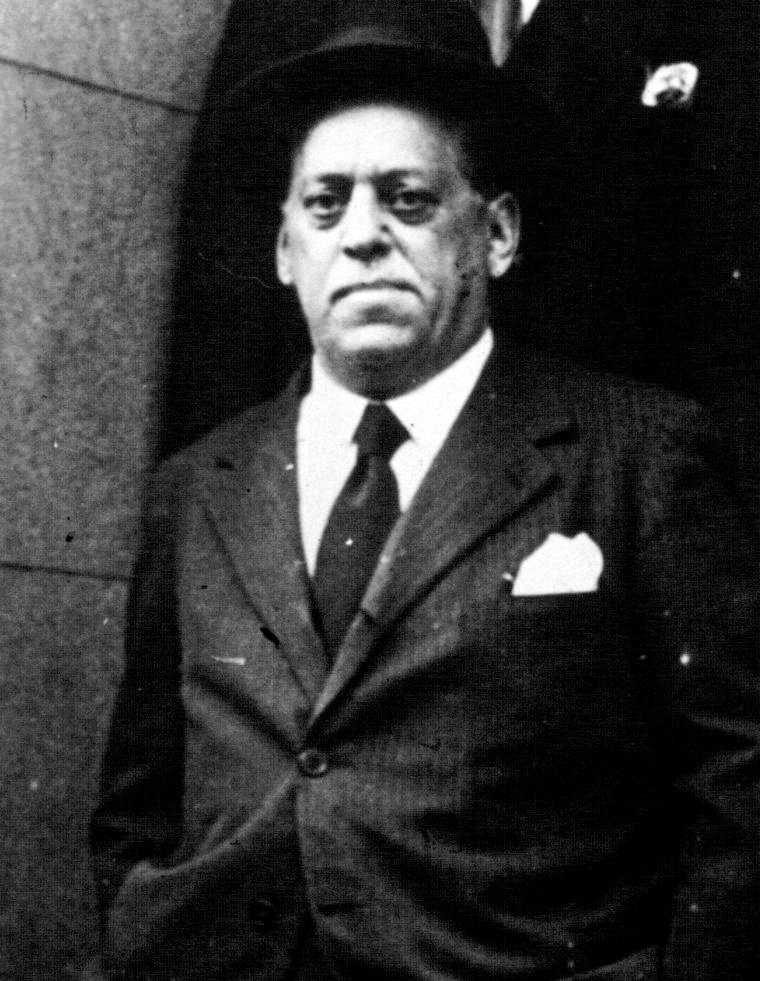
الجنرال سانخورخو أثناء محاكمته سنة 1932

على الرغم من أن الجنرال خوسي سانخورخو بالبداية لم يبد الكثير من الاهتمام. لكن غير رأيه عندما فُصِل من رئاسة الحرس المدني في يناير 1932 بعد أحداث أرنيدو وعين مديرًا عامًا لحرس الحدود Carabineros وهو منصب أقل أهمية. اعتبر سانخورخو ذلك عقابًا، فانضم في بداية صيف 1932 إلى مجلس انقلاب عسكري برئاسة الجنرال باريرا لبضعة أشهر.
وقع الانقلاب أخيرًا في 10 أغسطس 1932. حيث حاولت مجموعة من العسكريين والمدنيين المسلحين بقيادة الجنرال باريرا وكافالكانتي الاستيلاء على وزارة الحرب في مدريد، حيث كانت أثانيا بالانتظار، ولكن عدة وحدات من الحرس المدني وحرس الاقتحام أجهضت التمرد، الذي قتل فيه تسعة متمردين وجرح العديد. أما في إشبيلية حيث يقع مقر قيادة الجنرال سانخورخو، الذي أدار الحامية لدعم الانقلاب واعلان حالة الطوارئ، على الرغم من أنه أبقى الوحدات في مواقعها. نشر بيانًا يعلن فيه أنه لم يثور ضد الجمهورية (مما خيب ظن جزء من الملكيين الذين ساندوه) ولكن ضد البرلمان الحالي وعدّه غير شرعي، واطلق عليه «نظام الإرهاب» الذي نقل إسبانيا إلى حافة الخراب والفوضى والانقسام. وفي ردة فعل ضده دعت النقابات إلى إضراب عام في المدينة، وفي غياب الدعم من الحاميات الأخرى فر الجنرال سانخورخو في اتجاه البرتغال، لكن تم القبض عليه في ولبة بالقرب من الحدود.
وحكم على سانخورخو بالإعدام، على الرغم من أن الحكم خفف إلى السجن مدى الحياة بموجب مرسوم صادر عن رئيس الجمهورية. فيما يتعلق بالمدنيين والعسكريين الملكيين الذين شاركوا أو دعموا الانقلاب فطبقت جميع التدابير القمعية التي نص عليها قانون الدفاع للجمهورية: تم القبض على 145 من القادة والضباط ورحلوا إلى السجن العسكري الإسباني الأفريقي في فيلا سيسنيروس في مستعمرة الصحراء الغربية الإسبانية. كما علقت أبرز هيئاتها الصحفية مثل صحيفة ABC ومجلة Spanish Action؛ تم إغلاق العديد من المراكز السياسية والثقافية ومصادرة ممتلكات «طبقة النبلاء الكبرى في إسبانيا» - المتهمين بتمويل الانقلاب - دون تعويض من أراضيهم بموجب قانون أقره البرلمان، إلخ.
الفاشيين
بعد فشل انقلاب سانخورخو بدأ الملكيون بتقديم الدعم المادي للمجموعات الفاشية الصغيرة التي ظهرت في العامين السابقين، وحثوهم على الاتحاد في منظمة واحدة. ففي 1931 دمج راميرو ليديسما راموس وأونيسيمو ريدوندو مجموعتيهما لتشكيل المجالس الهجومية للنقابات العمالية (JONS)، حيث قسم التنظيم إلى فرق وفقًا لنموذج التقسيم الفاشي الإيطالي. وقاد مجموعة فاشية أخرى المحامي خوسيه أنطونيو بريمو دي ريفيرا، نجل الديكتاتور الجنرال بريمو دي ريفيرا، الذي أسس مع الصحافي والكاتب رافائيل سانشيز والطيار جوليو رويز دي ألدا الحركة النقابية الإسبانية (MES)، واعتبر مجلس ثوري مصغر. بدأت قوة الدفع للحركة النقابية الإسبانية (MES) بعد التوقيع في أغسطس 1933 على ماسمي بميثاق الإسكوريال الذي تعهد بموجبه الملكيون الألفونسيون للتجديد الإسباني بتمويل الحركة مقابل تبني جزء كبير من افكارها. وفي 29 أكتوبر 1933 نظمت (MES) مسيرة في مسرح الكوميديا في مدريد، وهو نوع من إعادة تأسيس الحركة التي أعيدت تسميتها باسم الكتائب الإسبانية (Falange Española) أو الفلانخي. وفي بداية 1934 اندمج الفلانخيون مع المجالس الهجومية للاتحاد الوطني (JONS) ليكونا معا الكتائب الإسبانية لجمعيات الهجوم الوطني النقابي والتي ظلت حتى ربيع 1936 منظمة صغيرة ضمت عدة آلاف من الأعضاء.
اليمين الكاثوليكي وسيدا

شعار سيدا

عداء الكنيسة الكاثوليكية والقطاعات التي دعمتها لإعلان الدولة غير الطائفي وسياسة العلمنة الراديكالية التي اتخذتها الحكومة الاشتراكية-الجمهورية برئاسة أثانيا، ولدت الكاثوليكية السياسية التي تمكنت من تشكيل حزب العمل الوطني (منذ مارس 1932 أطلق عليها «العمل الشعبي»)، ثم نتج منه حزب جماهيري كبير هو الاتحاد الإسباني لليمين المستقل (CEDA)، على الرغم من أن هذا لم يكن ليحدث لولا التوجيه والخطاب الأيديولوجي والموارد التنظيمية للكنيسة الكاثوليكية. لم يجمع هذا الكونفدراليين من الأحزاب بين الأوليغارشيات النظام القديم فحسب، بل جمع الآلاف من المزارعين الفقراء ومتوسطي الحال بقيادة سياسيين من الطبقة الوسطى الحضرية الذين شعروا بالضرر من سياسات الإصلاح للتحالف اليساري، كما هو محدد قطاعات الخدمة المهنية والمدنية سواء العسكرية أو المدنية، ومعها الدوائر الفكرية المرتبطة بالتقاليد المحافظة. الذين ارتعبوا من علمنة الدولة وخوف صعود الطبقة العاملة. "بدأ الحزب الكاثوليكي الجديد نشاطه سعياً إلى مواجهة مباشرة مع الحكومة في النقطتين اللتين يمكن أن تستخدمان لجذب انتماء أكبر: تم وصف الجمهوريين بأنهم يضطهدون الكنيسة بقوة، وبالتالي أعداء للوطن الأم، ووصفوا الاشتراكيين بأنهم أعداء للممتلكات والأسرة والنظام، وهذا ما حققه العمل الشعبي، ومنذ مؤتمرها التأسيسي في فبراير ومارس 1933 حققت سيدا جمهوراً يربط بين الدفاع عن الدين الكاثوليكي والكفاح من أجل الملكية ليكون أساس النظام الاجتماعي". وقاد سيدا المحامي الشاب خوسيه ماريا جيل روبليس، أستاذ في كلية الحقوق بجامعة سلامنكا، وقال في محضر التأسيس: إنه عد 600,000 منتسب للحزب، مما جعلها أكبر حزب في الجمهورية الثانية.
الاتحاد الوطني للعمل (CNT)

علم CNT-FAI.

عارض الاتحاد الوطني للعمل CNT الحكومة المؤقتة ثم الحكومة الاشتراكية بسبب الصلاحيات الكاملة في إجراءات الحكومة القمعية (كما كان الحال في ديكتاتورية بريمو دي ريفيرا) واصدار تشريعات لارغو كاباليرو الجديدة في العمل والذي حاولوا فرض نموذج النقابي «المشترك» لـ UGT عن طريق المراسيم، والذي اعتبرته CNT محاولة لطرح التأثير على الطبقة العاملة (خلافا للعمل المباشر التي دافعت عنها) وخيانة للثورة الاجتماعية الحقيقية.
كان لسياسة المواجهة مع الجمهورية أيضًا تداعيات داخلية في CNT لأنها عززت النزعة الأناركية الحقيقية (وحددت بالاتحاد الأيبيري اللاسلطوي FAI) ضد النزعة النقابية المهنية، بقيادة خوان بييرو وآنخل بيستاينا اللذان أرادا نشر أطروحات تخالف التمرد في بيان سمي «الثلاثين» في أغسطس 1931. وقد طردت CNT العديد من مؤيدي تلك الإطروحة خلال سنة 1932.
كان أول مثال مهم لسياسة المواجهة لـ CNT هي الدعوة إلى إضراب موظفي شركة الهاتف الوطنية الإسبانية في يوليو 1931، مما أدى إلى أحداث دموية في إشبيلية، أسفرت عن مقتل 30 شخصًا وجرح 200. فاكتشف الأناركيون أنه بإمكان الجمهورية أن تعاملهم بنفس الشدة التي تعاملت معهم الحكومة الملكية." وأعقب هذا الإضراب إضراب آخر توج بانتفاضة أناركية قام بها في ألتو يوبريغات في يناير 1932 والتي أعلن خلالها التمرد. فازيحت أعلام "الشيوعية التحررية" وأعلام الجمهورية بالأعلام الحمراء والسوداء للاتحاد الوطني للعمل. كان على الجيش أن يتدخل لإنهاء التمرد. فاعتقل العديد من الأشخاص، وتم تطبيق قانون الدفاع عن الجمهورية على حوالي مئتي من قادة CNT فرحلوا من دون أمر قضائي إلى مستعمرات إفريقيا. وبفضل هذا الفعل الذي قام به المبعدين أصبحت المواجهة بين الاتحاد الوطني للعمل CNT والحكومة الجمهورية-الاشتراكية أكثر تطرفًا.

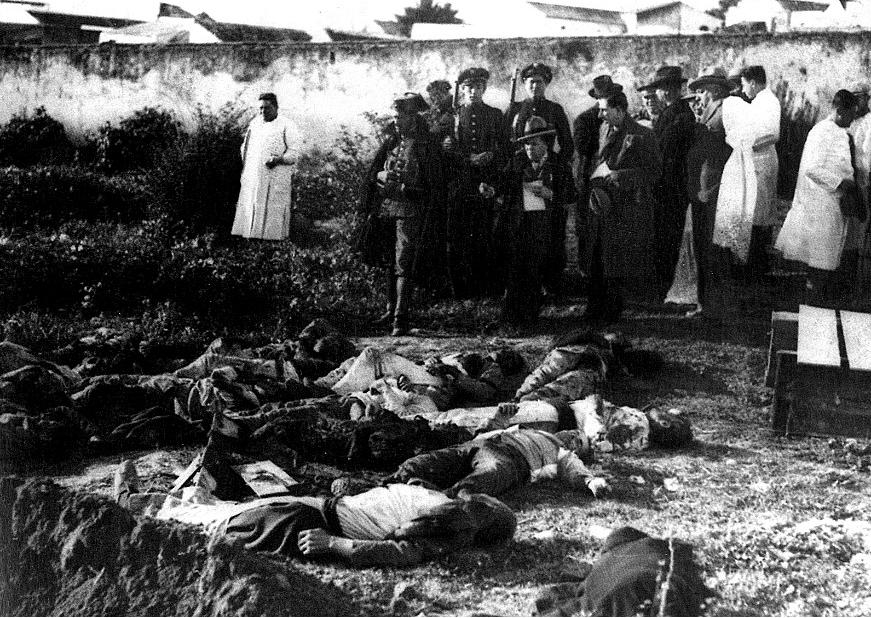
أخذت الصورة بعد وقت قصير من أحداث مذبحة كاساس فايخاس (يناير 1933). ويمكن رؤية جثث الفلاحين غير مدفونة بعد.

بعد عام واحد فقط ظهرت حركة تمرد جديدة في يناير 1933، وهذه المرة كانت عامة وتسببت في حوادث خطيرة في كاتالونيا وأراغون وفالنسيا والأندلس، ولكن قمعتها القوات الحكومية بسرعة، فقتل جراء ذلك العديد من الناس. وأخطر الأحداث جرت في قرية كاساس فيخاس (قادس) حيث تسبب تدخل قوات الحرس المدني والاقتحام في وقوع مذبحة. تلك الحقائق استخدمتها المعارضة لمهاجمة الحكومة (نشرت أخبار كاذبة بأن أثانيا قد أصدر أمرًا بإطلاق النار على الحراس)، وعلى الرغم من أنه كان قادرًا على التغلب على الأزمة ولكن كان ضرر كاساس فيخاس هائلا على المدى المتوسط.
في بلدة كاساس فيخاس في قادس، قام حرس الاقتحام بقيادة الكابتن مانويل روجاس بإطلاق النار على أهالي البلدة، وأضرموا النار في المنزل الذي لجأ إليه بعض الفلاحين فاحترق الكوخ بمن فيه، ثم تابعوا سلسلة من الاعتقالات وإطلاق النار على المشاركين والمشتبه بهم والجيران وأقاربهم بشكل عشوائي، أُعدم ما مجموعه 14 من الأهالي.

#### أزمة الائتلاف الجمهوري-الاشتراكي: نهاية حكومة أثانيا
رغم أن الائتلاف مر على كل الصعاب، إلا أن سنة 1933 كانت صعبة جدًا لحكومة أثانيا. فبدأت مع التمرد الأناركي في يناير 1933 الذي أدى إلى أحداث كاساس فيخاس فتضعضت مصداقية الجمهوريين؛ وتم تجسيد انتقادات المعارضة في كلمة للنائب الراديكالي مارتينيز باريو «الدم والطين والدموع» للإشارة إلى الحكومة، والتي استخدمت بعد ذلك شعاراً لمنتقدي الجمهورية (حتى أثناء نظام فرانكو). 107 جاءت الأخبار السيئة عن الاقتصاد والبطالة جنبًا إلى جنب مع الهجوم الذي شنته منظمات أصحاب العمل على قانون هيئات المحلفين المختلطة، وظهور الكاثوليكية لتكون حركة سياسية جماهيرية مع تأسيس سيدا CEDA ومضايقة الحزب الجمهوري الراديكالي.
كانت معارضة الحزب الجمهوري الراديكالي للاستمرارية في حكومة الاشتراكيين بمجرد الموافقة على دستور 1931، أساسًا أن الجزء المهم من قاعدته الاجتماعية كان الطبقات الوسطى الحضرية والريفية والتجار وأصحاب المتاجر وأصحاب المشاريع الصغيرة التي رفضت إصلاحات العمل الاجتماعي التي وافق عليها الاشتراكي فرانسيسكو لارجو كاباليرو. أصبح زعيم الراديكاليين أليخاندرو ليروكس متحدثًا باسم جميع أولئك الذين كرهوا الاشتراكيين وضغطوا على نيكيتو ألكالا زامورا لسحب دعمه عن حكومة أثانيا. «أصبح اليسار الاشتراكي صرخة إجماع من رجال الأعمال وأصحاب العمل في ربيع وصيف 1933، وعندما وصلت الأزمة الاقتصادية والبطالة إلى أعلى مستوياتها ركز CNT بالإضرابات والتعبئة ضد هيئات المحلفين المختلطة».
أما السبب الرئيسي بتمزق الائتلاف الحاكم لم تكن الضغوط الخارجية أو فقدان الدعم، بل النقاش الداخلي المكثف للاشتراكيين الإسبان بشأن مدى صحة بقائهم في الحكومة. لكن التعاون بقي مع بعض التحفظات لتنامي استياء اشتراكيي الريف، بسبب خيبة أملهم من نطاق وإيقاعات الإصلاح الزراعي، جرت بسببها اشتباكات دامية مثل أحداث كاستيلبلانكو (أحداث بطليوس) وأحداث أرنيدو (لاريوخا) بين عمال اليومية في FNTT-UGT والحرس المدني، تحت قيادة حكومة كان بها ثلاثة وزراء اشتراكيين. أما في المدن فقد تفاقمت الأزمة الاقتصادية، وازدادت البطالة وزاد أصحاب العمل من معارضة لوائح العمل الاجتماعي. كل هذا أبرز فجوة بين قواعد الاشتراكيين وحكومتهم. ومن ناحية أخرى، لاحظ قادة اتحاد العمال العام UGT نمو متسارع لمنافسيهم في الاتحاد الوطني للعمل CNT، وعزوا ذلك إلى حقيقة أنهم لم يلتزموا بالتعاون مع حكومة برجوازية.
كانت أحداث كاساس فيخاس هي الأحداث التي انتهى بها الأمر إلى جعل الفكرة تسود بين الاشتراكيين بأن الوقت قد حان للتخلي عن تحالفها مع البرجوازية الجمهورية. وأخيرا تسبب ضغط الكاثوليك في حزب سيدا CEDA الجديد على رئاسة الجمهورية بسبب النقاش حول قانون الطوائف في يونيو 1933 بأول أزمة لحكومة أثانيا. فانتظر الرئيس الكالا زامورا وهو كاثوليكي حتى الموعد النهائي القانوني لسحب القانون، الذي أقره الكورتيس في 17 مايو ولكن لم يصدر حتى 2 يونيو. في اليوم التالي سحب ألكالا زامورا ثقته من حكومة أثانيا فاضطرت إلى الاستقالة. وكان رئيس الجمهورية مقتنعًا بأن الرأي العام يميل نحو اليمين. ومع ذلك لم يكن أمامه أي خيار سوى إعادة تسمية أثانيا لأنه لم يجد أي مرشح آخر يمكنه الحصول على دعم أغلبية النواب. وهكذا تشكلت حكومة أثانيا الثالثة في 13 يونيو بتكوين وزاري مشابه جدا للتكوين الثاني (احتفظ الاشتراكيون بوزرائهم الثلاثة).
ولكن مع ذلك استمرت الحكومة بفقدان داعميها بسبب استمرار أزمة الاشتراكيين الراديكاليين، الذين انقسموا بين معارضي وجودها في الحكومة، وأولئك الذين ايدوها. أدى ذلك بألكالا زامورا إلى أن يقيل أثانيا في بداية سبتمبر 1933. سعى أثانيا للحصول على ثقة كورتيس وفاز به، ولكن في اليوم التالي 7 سبتمبر سحب الرئيس الثقة منه للمرة الثانية فاضطر أثانيا إلى الاستقالة.
عهد ألكالا زامورا تشكيل حكومة جديدة إلى أليخاندرو ليروكس، لكن حكومته ذات التركيز الجمهوري (مع اشتراكيين خارج الحكومة أعلنوا أنهم لن يتقيدوا بجميع الالتزامات التي تم التعهد بها بين الجمهوريين والاشتراكيين) استمرت ثلاثة فقط أسابيع، لأن الجمهوريين اليساريين والاشتراكيين والاشتراكيين الراديكاليين من مارسيلينو دومينغو لم يمنحوها الثقة. وبالتالي عيّن رئيس الجمهورية الراديكالي دييغو مارتينيز باريو رئيسًا جديدًا، وتمثلت مهمته الوحيدة في تنظيم انتخابات جديدة في 19 نوفمبر، الجولة الأولى (والجولة الثانية في 3 ديسمبر). وكانت تلك هي المرة الأولى في تاريخ إسبانيا ومن الأوائل في تاريخ أوروبا حيث تصويت النساء (ستة ملايين حسب الاستطلاعات).

### السنتين التاليتين (1934-1936)
شكلت فترة السنتين الثانية للجمهورية الإسبانية الثانية، وسميت أيضًا فترة السنتين التصحيحية أو السنتين المحافظة أو الإصلاح المضاد، وسميت أيضًا بالسنتين السوداوين على اليسار، وهي فترة مابين الانتخابات العامة في نوفمبر 1933 وحتى انتخابات فبراير 1936 حكمت خلالها أحزاب يمين الوسط بقيادة الحزب الجمهوري الراديكالي وزعيمها أليخاندرو ليروكس، بالتحالف مع اليمين الكاثوليكي بقيادة الاتحاد الإسباني لليمين المستقل CEDA والحزب الزراعي، بدءا من البرلمان ومن ثم المساهمة بتشكيل الحكومة. ألهب دخول CEDA في الحكومة في أكتوبر 1934 باندلاع أحداث مهمة في تلك الحقبة: ثورة أكتوبر 1934 وهو تمرد اشتراكي فاشل استمر في أستورياس فقط لبضعة أسابيع (المكان الوحيد الذي ساهم فيه الاتحاد الوطني للعمل CNT)، وتمكن الجيش من اخماده (ثورة أستورياس). وعلى عكس الاستقرار السياسي النسبي في فترة السنتين الأولى (بحكومتين رأسهما مانويل أثانيا)، كانت فترة السنتين الثانية هي حقبة لم تعمر فيها الحكومات التي رأسها الحزب الجمهوري الراديكالي ثلاثة أشهر (شكلت 8 حكومات في سنتان) وتناوب عليها ثلاثة رؤساء مختلفون (أليخاندرو ليروكس وريكاردو سامبر وخواكين شابابريتا)، وترأس الحكومتان الأخيرتان من فترة السنتين بورتيلا فالاداريس الوسطي التي استمرت فترة أقل.

#### الحكومات ليروكس وسامبر الراديكالية (ديسمبر 1933 - أكتوبر 1934)
ظهرت نتيجة انتخابات نوفمبر 1933، التي صوتت فيها النساء لأول مرة (عددهم 6,800,000)، كانت هزيمة اليسار الجمهوري والاشتراكيين وانتصار اليمين واليمين الوسط، وسبب ذلك هو توحيدهم معًا لتشكيل تحالفات، بينما اليسار بدا متشرذما. حصل ائتلاف اليمين غير الجمهوري على حوالي 200 نائب (منهم 115 نائبا من CEDA). بينما حصل يمين الوسط والوسط على حوالي 170 نائبا (102 من الحزب الجمهوري الراديكالي). أما اليسار فقد شهد انخفاض تمثيله إلى مائة عضو برلماني (59 من PSOE). كان هناك تحول مذهل فيما يتعلق بالبرلمان التأسيسي، على الرغم من أن البرلمان كان مضطربًا جدًا وكانت الاتفاقات ضرورية لضمان الحكم.
كلف رئيس جمهورية الكالا زامورا زعيم الحزب الراديكالي أليخاندرو ليروكس بتشكيل حكومة «جمهورية بالكامل»، ولكن من أجل الحصول على ثقة الكورتيس فإنه يحتاج إلى دعم حزب سيدا -والذي استبعده الرئيس من طلب التكليف بسبب عدم إصداره إعلان علني بالولاء للجمهورية- وأحزاب يمين الوسط الأخرى (الديموقراطيين الزراعيين والليبراليين الذين دخلوا الحكومة بوزارة واحدة لكل منهم). وبدعم من انتصاره الانتخابي طبق خوسيه ماريا جيل روبليس تكتيكاته ذات ثلاث مراحل التي أعلن عنها قبل عامين: قدم دعمه لحكومة يرأسها ليروكس ثم اتخذ خطوة للأمام للمطالبة بدخول الحكومة ليقوم لاحقا برئاستها.
اعتبر أنصار الملكية أن دعم سيدا لحكومة ليروكس «خيانة»، لذلك بدأوا اتصالاتهم مع إيطاليا الفاشية وزعيمها موسوليني لتزويدهم بالمال والسلاح والدعم اللوجستي لإسقاط الجمهورية واستعادة النظام الملكي. ولتحقيق هذه الغاية في مارس 1934 سافروا إلى روما للقاء موسوليني وباقي القيادة الفاشية. ومن جانبهم عد الجمهوريون من اليسار والاشتراكيون أن اتفاق سيدا-الراديكالي هي «خيانة للجمهورية» وحاولوا حث رئيس الجمهورية على الدعوة لإجراء انتخابات جديدة قبل البدء بجلسات البرلمان المنتخب حديثًا. وذهب اشتراكيو PSOE وUGT إلى أبعد من ذلك وهددوا باشعال ثورة إذا دخلت سيدا الحكومة.
بدأت الحكومة الجديدة نشاطها بهدف محدد هو تصحيح المسار الذي اتبعته حكومة اليسار في الفترة السابقة من الجمهورية. فكانت محاولتهم هي إجراء إصلاحات على الفترة السابقة وليس إلغائها بهدف دمج اليمين «العرضي» المتمثل بحزبي سيدا والزراعي بالجمهورية.
في 20 أبريل 1934 وافق البرلمان على قانون العفو (أحد النقاط الثلاث لبرنامج" CEDA، والذي ظهر أيضًا في البرنامج الانتخابي للحزب الجمهوري الراديكالي)، مما يعني إطلاق سراح جميع المعنيين في انقلاب 1932 (سانخورخادا) بمن فيهم الجنرال سانخورخو. المشكلة التي نشأت هي قرار رئيس الجمهورية نيكيتو ألكالا زامورا باستخدام حق النقض (الفيتو) ضد القانون. فوجد ليروكس أنه فقد ثقة الرئيس فقدم استقالته. كان حل الأزمة هو إيجاد زعيم راديكالي جديد لرئاسة الحكومة. فكان في البلنسي ريكاردو سامبر الذي شكل الحكومة الراديكالية الثالثة في 28 أبريل 1934.
كانت أول مشكلة واجهتها الحكومة الراديكالية هي التمرد الأناركي في ديسمبر 1933. وكانت الانتفاضتان السابقتين في فترة السنتين الأولى قد فشلتا تمامًا. كان رصيد الأيام السبعة من التمرد الأناركي في ديسمبر 1933 هو 75 قتيلاً و 101 جريحًا من المتمردين. وقتل 11 من الحرس المدني و 3 من حرس الاقتحام، وجرح 45 و 18 على التوالي منهم.
ظل إصلاح أثانيا العسكري في مكانه بالرغم من أن الحكومات الراديكالية الثلاث أعطت إداراتها توجها عكسيا ملحوظا عن مرحلة أثانيا. فحاول وزير الحرب دييغو هيدالغو جذب الجيش الساخط.
فيما يتعلق بالمسألة الدينية، فقد أقرت الحكومة مشروع قانون يتلقى بموجبه رجال الدين الذين يعملون في أبرشيات يقل عدد سكانها عن 3000 نسمة والذين تجاوزوا الأربعين في 1931 ثلثي رواتبهم منذ 1931. ولكن عندما نقلته إلى البرلمان في يناير 1934، اتهمها اليسار بتنفيذ سياسة «مناهضة للجمهورية». والإجراء الثاني الذي اتخذته حكومة ليروكس هو تأجيل الموعد النهائي لإغلاق المدارس الدينية لاستبدالها بالتعليم الابتدائي، والذي كان مقررا في ديسمبر 1933 وأن واصلت الحكومة ببناء المدارس العامة. وجرت أيضا محاولة الحكومة الراديكالية التفاوض مع الفاتيكان للتوصل إلى اتفاق، ولكنها فشلت بسبب مطالبة الكرسي الرسولي بمراجعة دستور 1931 أولا.
تم تعديل إصلاح لارغو كاباليرو للعمل-الاشتراكي جزئيًا بسبب ضغط منظمات أصحاب العمل، ولكن لم يتم تنفيذ «الإصلاح المضاد للعمالة» الذي طالب به أصحاب العمل بالكامل لأن النقابات لا تزال تحتفظ بقدرة كبيرة على التعبئة مما أدى إلى موجة متنامية من الإضرابات طوال 1934، والتأم فيه للمرة الأولى منذ إعلان الجمهورية لجان مشتركة لكلا من UGT و CNT.
فيما يتعلق بـ «القضية الزراعية» فقد احترم سيرلو ديلريو رودريجيز الذي كان وزيرا للزراعة في الحكومات الراديكالية الثلاث بالوتيرة المتوقعة لتطبيق قانون الإصلاح الزراعي، حيث استقر عدد أكبر من المزارعين سنة 1934 مقارنةً بفترة السنتين السابقتين، ونزع ملكية أربعة أضعاف الأراضي، على الرغم من أن قانون العفو الصادر في أبريل 1934 أعاد إلى «طبقة نبلاء إسبانيا» جزء من الأرض التي صادرتها حكومة أثانيا بسبب تورط بعض أعضائها في سانخورخادا. ولكن الهدف الرئيسي لسياسة سيرلو ديلريو رودريجيز هي تفكيك «القوة الاشتراكية» في الريف، والتي ألغت أو عدلت بشكل جوهري المراسيم الزراعية للحكومة المؤقتة. وفوق ذلك رفضت تمديد مرسوم تكثيف المحاصيل في فبراير 1934، لذلك تم إجلاء حوالي 28,000 عائلة من الأراضي التي زرعوا فيها وكانت غير مزروعة. كما تمت زيادة تسهيلات إخلاء المستأجرين الذين لم يستوفوا المواعيد النهائية للدفع المنصوص عليها في العقود. وإلغاء الأمر الفعلي لمرسوم الشروط البلدية وإصلاح هيئات المحلفين الزراعية المختلطة (الذين عينت الحكومة رؤساءها وكانوا يميلون أكثر فأكثر لصالح أرباب العمل) وسمحوا للمالكين مرة أخرى بحرية شبه كاملة لتوظيف العمال اليومية الذين يحتاجون إليهم والقدرة على الانتقام من منظماتهم. ونتيجة لهذا انخفضت الأجور الزراعية بعدما ازدادت خلال فترة السنتين الأولى. ترجع سياسة «فصل السلطة الاشتراكية» في الريف إلى هجوم أصحاب مزارع الريف الذين فسروا انتصار اليمين واليمين الوسط في انتخابات نوفمبر على أنها انتصار على العمال اليومية والمستأجرين. استخدم بعضهم عبارة «أكل الجمهورية» عندما طلب العمال اليومية العمل أو عندما طردوا المستأجرين.
وجاء رد الاتحادات على هجوم ملاك الأراضي سريعا. فأعلنت إضرابا عاما في أوائل يونيو تحت ضغط من قواعدها وحتى بدون موافقة UGT (الذي كان يعد لإضراب عام ثوري وطني) دعت FNTT إلى إضراب العمال يوم 5 يونيو 1934. ولكن الأمر انتهى إلى أن دعمت الحكومة خط وزير الداخلية سالازار ألونسو المتشدد الذي اعتبر الإضراب «حركة ثورية» وأعلن حصاد المصلحة الوطنية، فأعطى تعليمات لمنع عمل منظمات الفلاحين .37 وهكذا أسفر «أعظم إضراب زراعي في التاريخ» عن قمع غير مسبوق في الجمهورية. كان هناك أكثر من 10,000 معتقل وأقيل حوالي 200 مجلس مدينة ذو توجهات يسارية واستعيض عنها بمديرين يمينيين عينتهم الحكومة. تسببت المصادمات بين المضربين والشرطة (والمخبرين) عن مقتل ثلاثة عشر وعشرات الجرحى. نتيجة للأداء المفرط لسالازار ألونسو، تفككت النقابات الزراعية عملياً.
فيما يتعلق بـ «القضية الإقليمية» فقد حيدت حكومات الحزب الجمهوري الراديكالي الثلاث الدافع القانوني للدولة المتكاملة التي حددها دستور 1931 (والتي وفقا لسيدا تشكل خطرا من «تفكك الوطن»). كما هو الحال في كاتالونيا وبلاد الباسك. أصيبت عملية الموافقة على قانون الحكم الذاتي لإقليم الباسك في فبراير 1934 بالشلل. وفي 12 يونيو انسحب نواب الحزب القومي الباسكي (PNV) من الكورتيز احتجاجًا على وقف تفعيل نظامهم الأساسي. ثم في صيف 1934 نشأ نزاع حول الاتفاقية الاقتصادية والذي تسبب في تمرد مؤسساتي للبلديات. كانت النقطة الرئيسية في الصراع هي الانتخابات التي أجرتها بلديات مقاطعات الباسك الثلاث (دون موافقة كورتيس) لانتخابات غير مباشرة (تصويت أعضاء المجلس) في 12 أغسطس من أجل تعيين لجنة تفاوض للدفاع عن الاتفاقية الاقتصادية وحاولت الحكومة منعه بكل الوسائل (اعتقلت وحاكمت أكثر من ألف من رؤساء البلديات والمستشارين واستبدلت العديد من مجالس البلدية بلجان إدارة حكومية). وفي 2 سبتمبر اجتمع برلمانيون باسك من الاشتراكيين وPNV في ثوماراغا تضامناً مع البلديات.
كان الصراع مع حكومة كتالونيا حول قانون الزراعة في 14 أبريل 1934 الذي أقره البرلمان الكاتالوني، مما يمكن مستأجري مزارع كروم العنب (rabassaires) من شراء الأرض بعد استزراعها لـ 15 عامًا. واحتج الملاك واستردوها بدعم من العصبة الإقليمية من أن الحكومة اتخذت القانون أمام محكمة الضمانات الدستورية. وجاء رد حكومة كتالونيا بانسحاب نواب اليسار الجمهوري لكتالونيا الـ 18 من الكورتيس ومعهم 12 من PNV، وشكل اقتراح برلمان كاتالونيا قانونًا متطابقًا تمت الموافقة عليه في 12 يونيو تحديا خطيرا للحكومة ومحكمة الضمانات الدستورية. منذ تلك اللحظة حاولت حكومة سامبر التفاوض مع كتالونيا طوال الصيف في محاولة للتوصل إلى اتفاق، وفي الآخر اتهمت CEDA الحكومة بقلة العزم في «قضية rabassaire» فقرر سحب دعمه، الأمر الذي فتح أزمة في أكتوبر 1934.

#### ثورة أكتوبر 1934
بعد انتهاء الإجازة البرلمانية في 1 أكتوبر 1934، أبلغت CEDA بأنها ستسحب دعمها لحكومة ريكاردو سامبر يمين الوسط مالم تكن جزءًا من الحكومة. فاستقالت حكومة سامبر. فأوكل ألكالا زامورا حل الأزمة إلى زعيم الحزب الجمهوري الراديكالي أليخاندرو ليروكس الذي وافق على طلب سيدا وشكل الحكومة الجديدة في 4 أكتوبر ضم ثلاثة وزراء منهم. فأعلنت في نفس اليوم اللجنة الاشتراكية المتحدة الإضراب الثوري العام الذي بدأ الساعة 0:00 من يوم 5 أكتوبر. «لقد تغير كل شيء بعد أكتوبر 1934».
بعد طرد الاشتراكيون من الحكومة في سبتمبر 1933 وما تلاها من تمزق الجمهوريين، وخاصة بعد هزيمتهم في انتخابات نوفمبر 1933، بدأوا بالتخلي عن «الطريق البرلماني» لتحقيق الاشتراكية واختاروا الطريق الثوري للاستيلاء على السلطة. وقد تم تعزيز هذا القرار من خلال نشاط الشباب الاشتراكي وأحداث فبراير 1934 في النمسا، عندما قام المستشار الاجتماعي المسيحي إنغلبرت دولفوس بسحق تمرد اشتراكي بقصف أحياء الطبقة العاملة في فيينا، الأحداث التي فسرها الاشتراكيون الإسبان على أنها تحذير لما يمكن توقعه في حالة وصول سيدا إلى الحكم. جرت الخطوة الأولى للاستراتيجية الاشتراكية الجديدة في يناير 1934 عندما قام الزعيم الاشتراكي فرانسيسكو لارجو كاباليرو بالدفاع عن «طريق التمرد». فاجتمع لدى لارجو كاباليرو منصبي رئيس PSOE والأمين العام لUGT بالإضافة إلى كونه القائد الأكثر شهرة من قبل الشباب الاشتراكي.
أعلن الإضراب الثوري العام في 5 أكتوبر وتمت متابعته في جميع المدن تقريبًا (ولم يتم ذلك في الريف والذي خرج لتوه من الإضراب الخاص به)، وقمع ذلك التمرد المسلح، باستثناء أستورياس حيث جرت بعض عمليات إطلاق النار. في إقليم الباسك حيث لم يدعم القوميون الانتفاضة، استمر الإضراب في بعض النقاط حتى 12 أكتوبر. ووقعت اشتباكات مسلحة قوية في منطقة التعدين في بيسكاي. وقُتل مالا يقل عن 40 شخصًا، معظمهم من المضربين على أيدي الحراس. في إيبار وموندراغون تسببت أعمال العنف التي شنها المتمردون بالعديد من الضحايا بمن فيهم زعيم كارلي النائب مارسيلينو أوريخا.

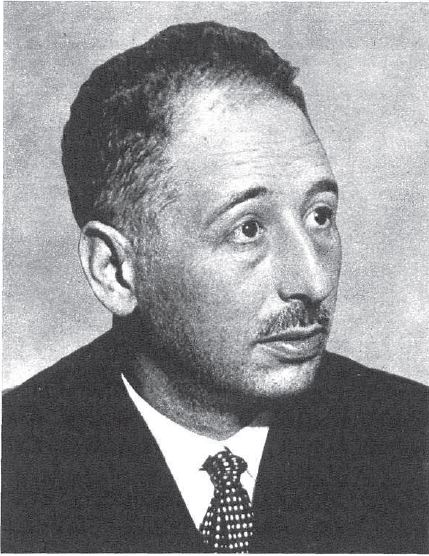
لويس كومبنيس الحاكم المدني لبرشلونة

دون أي صلة للإضراب الاشتراكي الثوري، أعلنت حكومة كتالونيا برئاسة لويس كومبنيس عن الدولة الكاتالونية في حوالي الساعة 8 مساء يوم السبت 6 أكتوبر، أي اليوم التالي من بدء الإضراب الثوري العام في كاتالونيا. ودعا كومبنيس إلى تشكيل حكومة مؤقتة للجمهورية مقرها في برشلونة. ومع ذلك فإن هذا الانتهاك للشرعية ليس له صلة بالثورة العمالية الجارية، لكن الافتقار إلى التخطيط والسلبية التي ردت بها نقابة CNT للقوى العاملة في كاتالونيا تسبب بإنهاء تمرد كاتالونيا بسرعة يوم 7 أكتوبر بتدخل من الجيش بقيادة الجنرال دومينغو باتيت، الذي أدى أدائه المعتدل إلى منع وقوع ضحايا كثر (مقتل ثمانية جنود وثمانية وثلاثون مدنياً). وتمكن من القبض على كومبنيس، وعلقت الحكومة المركزية الحكم الذاتي الكاتالوني واستبدالها مؤقتًا بالسيطرة العسكرية. أخيرًا أصدر البرلمان قانونًا في 2 يناير 1935 وافق على تعليق غير المحدد لنظام كاتالونيا (طالب اليمين الملكي بإلغائه نهائيا) واستعادة الإدارة المركزية للسلطات المنقولة إلى حكومة خينيرال.
على عكس بقية إسبانيا التي فشلت فيها حركة التمرد، كانت هناك محاولة حقيقية للثورة الاجتماعية في أستورياس: «أكتوبر الأحمر». ومن أسباب اختلاف أستوريا كان انضمام CNT إلى التحالف العمالي بجانب UGT (انضم الحزب الشيوعي الإسباني متأخراً للغاية بعد أن حارب التحالف لعدة شهور)، وتم فيها إعداد التمرد بعناية، مع دعوات لإضرابات عامة سابقة وتوفير الأسلحة والديناميت التي تم الحصول عليها من خلال عمليات السطو الصغيرة على المصانع والمناجم، بالإضافة إلى تدريب مجموعات عسكريا لمدة إسبوعين.
بدأت التمرد في ليلة 5 إلى 6 أكتوبر بعدما سيطرت ميليشيات العمال وعددهم حوالي 20 ألف عامل معظمهم من عمال المناجم على أحواض نالون وكودال ثم حاصروا خيخون وأفيليس دخلوا العاصمة أوفييدو، على الرغم من أنهم لم يتمكنوا من احتلالها تمامًا (في وسط المدينة كان هناك قتال عنيف بين إنفاذ القانون والثوار). تزَعّم «اللجنة الثورية» النائب الاشتراكي رامون غونزاليس بينيا الذي قام بتنسيق اللجان المحلية وتوزيعها في جميع المدن وحاول الحفاظ على «النظام الثوري» (في بعض الأماكن تم اخفاء الأموال)، على الرغم من أنه لم يستطع منع موجة العنف التي اندلعت ضد الملاك وأشخاص من الجناح اليميني أو الديني، حيث قتل 34 رجل دين (شيء لم يحدث في إسبانيا منذ 1834-1835). بالإضافة إلى حرق 58 كنيسة ودير والقصر الأسقفي ومدرسة دينية والقاعة المقدسة لكاتدرائية أوفييدو والتي تم إحياءها.
للسيطرة على ذلك التمرد كان لابد للحكومة أن تستعين بقواتها الاستعمارية (كتيبتان من الفيلق وكتيبتان من الأهلية النظامية من أفريقيا بقيادة العقيد خوان ياجوي)، بينما قاد الجنرال إدواردو لوبيز أوتشوا رتلا من غاليسيا. وكانت إدارة العمليات موجهة من مدريد بقيادة الجنرال فرانكو، بناء على طلب صريح من وزير الحرب دييغو هيدالغو. في 18 أكتوبر استسلم المتمردون،  كان عدد الضحايا حوالي 1100 قتيل و 2000 جريح بين المتمردين، وحوالي 300 قتيل بين قوات الأمن والجيش.
فسر اليمين الإسباني ( كلا من حزب التجديد الإسباني و CEDA) «ثورة أكتوبر» على أنها عمل مناهض لإسبانيا ومعاداة الوطن، في رؤية أسطورية-رمزية ربط الخير بالوطن أسبانيا، والتي تم تحديدها وفقًا لقيم وأفكار اليمين. تم تعميق فكرة إسبانيا هذه في العلاقة مع الجيش، كما عبر عنها خوسيه كالفو سوتيلو زعيم اليمين في التجديد الإسباني في خطاب مشهور قال فيه إن الجيش هو العمود الفقري للوطن.
كان قمع الثورة عنيفا جدا، فقد سُجِنَ حوالي ثلاثين ألف شخص جراء الثورة في جميع أنحاء إسبانيا. وتعرضت أحواض التعدين الأستورية لقمع عسكري قاس، فكانت هناك عمليات إعدام ميدانية لمتمردين مشتبه بهم، ثم قام الحرس المدني برئاسة الضابط من الحرس المدني ليساردو دوفال برافو بتعذيب للمحتجزين مما تسبب بموت العديد منهم، فتم نقله بأمر من الحكومة. كما تم اعتقال العديد من القادة اليساريين، ومن ضمنهم اللجنة الثورية الاشتراكية برئاسة فرانسيسكو لارجو كاباليرو. وأصدرت المحاكم العسكرية عشرين حكما بالإعدام على الرغم من تنفيذ حكمين فقط، وذلك بفضل تدخل رئيس الجمهورية نيكيتو ألكالا زامورا وتخفيفها إلى السجن مدى الحياة، وقاوم ضغوط CEDA والتجديد الإسباني اللتان طالبتا بقمع أشد قسوة.
كما قُبض على الرئيس السابق للحكومة مانويل أثانيا الذي كان في برشلونة لحضور جنازة أحد وزرائه السابقين. فاتُهم ظلماً بالمشاركة في التمرد الكاتالوني. فنقلته الحكومة إلى سفينتين تابعتين للبحرية الجمهورية حولتهما إلى سجن، حيث كان يتلقى مئات الرسائل وبرقيات التضامن والدعم كل يوم. حتى أن مجموعة من المثقفين وقعت على رسالة مفتوحة إلى الحكومة تدين فيها «الاضطهاد» الذي يتعرض له أثانيا. أخيرًا رفضت المحكمة العليا في 24 ديسمبر اتهام أثانيا لعدم كفاية الأدلة وأمرت بالإفراج الفوري عنه. استمر الاحتجاز القانوني المشكوك فيه لأثانيا تسعين يومًا.

#### حكومة سيدا-راديكالية (أكتوبر 1934 - ديسمبر 1935)
على الرغم من فشل اليسار في «ثورة أكتوبر» بسبب انشقاق الاشتراكيين والفوضويين، مما أجبره بالتخلى عن «طريق التمرد»، إلا أن تلك الثورة زادت من مخاوف اليمين من أنها قد تنجح في المرة التالية. وقد زاد هذا من ضغطه على شريكه في الحكومة الحزب الراديكالي لتنفيذ سياسة «معاداة للإصلاح» أكثر دقة («معاداة للثورة») والتي لم تتوقف عن خلق توترات متزايدة بين يمين الوسط الجمهوري واليمين المتكتل في السيدا والحزب الزراعي (المدعوم خارجا من اليمين الملكي والفاشيين). مثال «أكتوبر» أقنعت سيدا بضرورة الوصول إلى رئاسة الحكومة لتكون قادرة على اتخاذ «دورا استبداديا» الذي يحتاجه النظام. لقد كشفت هزيمة ثورة أكتوبر بأنه يكفي إثارة أزمة حكومية لنيل مناصب أعلى.
وفي أوائل أبريل 1935 اندلعت أخطر أزمة سببتها سيدا عندما رفض وزرائها الثلاثة الموافقة على تخفيف عقوبة الإعدام لاثنين من القادة الاشتراكيين في «ثورة أستورياس» (النواب رامون غونزاليس بينيا وتيودوميرو منينديز). فسعى ليروكس إلى إيجاد طريقة بتشكيل حكومة يكون فيها حزب سيدا خارجا منها بفضل الثقة الممنوحة من رئاسة الجمهورية والتي عند استخدام صلاحياتها، أوقفت جلسات الكورتيس لمدة شهر. وكانت تلك الحكومة المحلية غالبيتها من الراديكاليين والليبراليون الديمقراطيون، ولكن بمجرد إعادة فتح البرلمان في شهر مايو لم تنل على الدعم البرلماني الضروري للحكم بسبب معارضة سيدا (والحزب الزراعي) التي أجبرت ليروكس بقبول مطالبهم: زيادة وزراء سيدا من ثلاثة إلى خمسة وزراء، من ضمنهم رئيس الحزب خوسيه ماريا جيل روبليس الذي طالب لنفسه وزارة الحرب. ولأول مرة منذ تأسيس الجمهورية لم تعد الأغلبية في حكومة ليروكس التي شكلت في 6 مايو 1935 تحت سيطرة الجمهوريين من يمين الوسط، ولكن أضحت بيد اليمين المتكتل من حزبي سيدا والزراعي، فبدأ الراديكاليون بعملية تصحيح للجمهورية، فقطعوا كل الجسور الممكنة مع الجمهوريين من اليسار والاشتراكيين، خاضعين لإرادة سيدا ومطالب أصحاب العمل وملاك الأراضي الانتقامية.
فيما يتعلق بـ «المسألة الزراعية»، فإن السياسة الإصلاحية الموضوعة في الفترة من أكتوبر 1934 حتى أبريل 1935، قد قادها القائد الليبرالي مانويل خيمينيز فرنانديز (الذي كان أكثر مشاريعه طموحًا هو قانون ينتروس الذي مدد أخذ فلاحي إكستريمادورا للأراضي، فأطلقت منظمات المالكين وشركائه في الحزب عليه لقب «البلشفي الأبيض»، أما وزير الزراعة الجديد نيكاسيو فيلايوس فيلايوس القادم من الحزب الزراعي ومالك الأراضي الكبير، فقد بدأ على الفور بسياسة «إصلاح مضاد»، فلم يجدد قانون ينتروس. مما تسبب بطرد فوري لآلاف العائلات من الأراضي التي قامت بزراعتها. ثم قدم في 3 يوليو قانون للإصلاح الزراعي والذي تمت الموافقة عليه في 1 أغسطس 1935، وهذا يعني التجميد النهائي للإصلاح الذي بدأ في فترة السنتين الأولى. بالإضافة إلى أنه تم تفكيك المنظمات الاشتراكية لعمال اليومية بالكامل، وتوقفت هيئات المحلفين المختلطة في الريف عن العمل، واستعيض عن أكثر من 2000 بلدية يسارية اشتراكية وجمهورية أي 20٪ من اجمالي البلديات، باللجان الإدارية التي عينتهم الحكومة. كل هذا أدى إلى تدهور ملحوظ في الظروف المعيشية لعمال اليومية، الذين اضطروا إلى قبول أجور منخفضة إذا كانوا يريدون الحصول على وظائف.
فيما يتعلق بـ «القضية الاجتماعية»، تم إطلاق «إصلاح مضاد للعمل الاجتماعي». أوقفت هيئات المحلفين المختلطة وصدر مرسوم أعلن أن الإضرابات المسيئة غير قانونية (تلك التي تحوي على عمالة أو التي ليس لديها تصريح حكومي). فتم فصل آلاف العمال بحجة مشاركتهم في «ثورة أكتوبر» أو لمجرد الانتماء إلى النقابات. كانت عواقب «الإصلاح المضاد للعمل الاجتماعي» تجميد الأجور، وحتى انخفاضها في قطاعات معينة، وزيادة ساعات العمل في قطاعات أخرى. إذا اقترن ذلك بزيادة البطالة نتيجة الكساد الاقتصادي، فقد كان معلوما وضع الطبقات العاملة الصعب في تلك السنوات.
أما بالنسبة إلى «القضية العسكرية»، فقد أكد جيل روبلز على السياسة التي بدأها الوزير دييغو هيدالغو لتعزيز دور الجيش المشكوك في ولائه للجمهورية. وهكذا فقد أعطى أهم المناصب الرئيسية في القيادة العسكرية للتالي: الجنرال فانجول الذي شغل منصب وكيل الوزارة؛ والجنرال فرانكو رئيس هيئة الأركان العامة المركزية، والجنرال إميليو مولا قائد للجيش المغربي، والجنرال جوديد الموجه العام للملاحة الجوية. وكل هؤلاء هم الذين قادوا انتفاضة يوليو 1936 التي أشعلت الحرب الأهلية الإسبانية. من ناحية أخرى فقد طرد الجيش الجنرالات الأكثر ولاءً للجمهورية، وتعرض الضباط الذين يعتبرون «يساريين» لأعمال انتقامية محترفة.

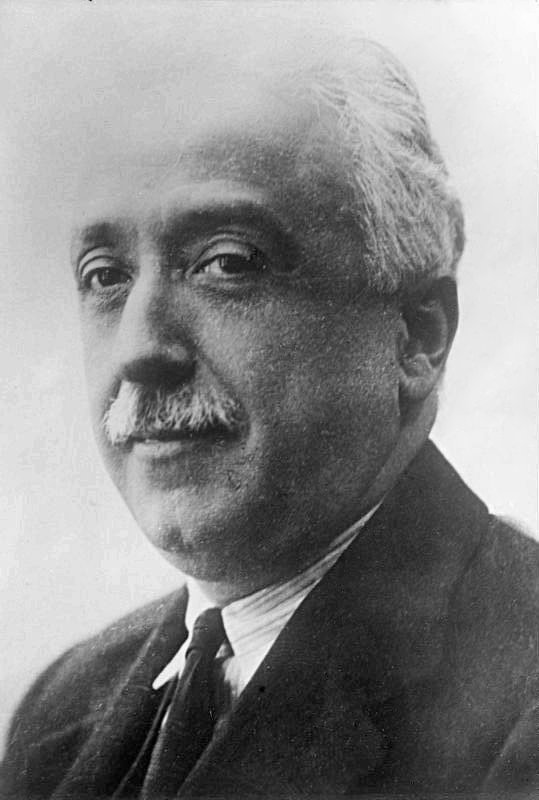
نسيتو ألكالا زامورا، رئيس جمهورية إسبانيا

كان أحد الاتفاقات المتفق عليها بين الأحزاب الأربعة التي شكلت الحكومة ليروكس الجديدة (سيدا والحزب الزراعي والحزب الجمهوري الديمقراطي الليبرالي والحزب الجمهوري الراديكالي) في مايو 1935 هو تقديم مشروع «مراجعة» للدستور (والذي كانت أهم نقطة في «البرنامج الأدنى» التي عرضتها سيدا في الانتخابات). في بداية يوليو 1935 توصلوا إلى مبدأ الاتفاق وعرض ليروكس على الكورتيس مسودة أولية تقترح التغيير أو الغاء 41 مادة، ومع ذلك فإن المناقشات كانت أبدية لأن المسودة لم ترض أي طرف بالكامل.
إن مسألة إصلاح الدستور وعودة بعض السلطات التي تم تعليقها بسبب «ثورة أكتوبر» إلى «حكومة كتالونيا» قد فتحت أزمة في الحكومة. فقبل رئيس الجمهورية ألكالا زامورا استقالة ليروكس وحل محله الممول الليبرالي خواكين شابابريتا الذي حافظ على تحالف سيدا الراديكالي مع ليروكس وجيل روبلز في الحكومة، وأضاف وزير من العصبة الإقليمية لتوسيع قاعدته البرلمانية. لكن هذه الحكومة التي تشكلت في 25 سبتمبر تأثرت بفضيحة سترابرلو التي تسببت بمغادرة ليروكس الحكومة في 29 أكتوبر ومعه بقية الوزراء الراديكاليين، وبعد ذلك ظهرت فضيحة نومبيلا التي شكلت الانقلاب النهائي للحزب الجمهوري الراديكالي، حيث لم يتمكن من العودة إلى الحكم. أقنع ذلك الانهيار جيل روبليس بأن الوقت قد حان لإطلاق المرحلة الثالثة من استراتيجيته للوصول إلى السلطة وسحب الدعم عن حكومة شابابريتا بذريعة عدم موافقته على مشروع الإصلاح الضريبي. وفي 9 ديسمبر 1935 وهو اليوم الذي أكمل فيه دستور 1931 أربع سنوات من عمره (لذلك فمنذ تلك اللحظة لم يكن هناك حاجة إلى أغلبية ثلثي النواب لتعديل الدستور ولكنه بحاجة إلى الأغلبية المطلقة)، فطالب لنفسه رئاسة الحكومة. لكن رئيس الجمهورية ألكالا زامورا رفض منح السلطة لقوة «تكتل» لم يعلن إخلاصه للجمهورية عند تصويته لصالح البرلمان التأسيسي. وفي ذاك الوقت عرض رئيس الجمهورية على مانويل بورتيلا فالاداريس بتشكيل الحكومة، الذي شكل في 15 ديسمبر حكومة من يمين الوسط الجمهوري باستثناء سيدا. مرة أخرى وجد أن هذا الخيار لم يحظ بالدعم الكافي في الكورتيس، وأخيراً قام ألكالا زامورا بحل البرلمان في 7 يناير ودعا إلى الانتخابات في 16 فبراير 1936 و1 مارس.

### الجبهة الشعبية (1936-1939)

#### تشكيل ائتلاف اليسار الجمهوري والاشتراكي بقيادة مانويل أثانيا
ظهر اقتراح العودة إلى التحالف الجمهوري الاشتراكي في فترة السنتين الأولى سنة 1935، وخلال فترة السنتين التاليتين بمبادرة من زعيم الجمهوريين اليساريين مانويل أثانيا، الذي أصبح بعد اعتقاله بسبب أحداث ثورة أكتوبر 1934 إلى «شهيد سياسي» ورمز لليسار بعد دخول مزيدًا من وزراء الاتحاد الإسباني لليمين المستقل (مع زعيمهم خوسيه ماريا جيل روبلز) الحكومة في مايو 1935. فقام أثانيا بجولة في البلاد لتقديم ثلاث مسيرات ضخمة: ملعب ميستايا (فالنسيا) في 26 مايو؛ وفي بلدية باراكالدو (الباسك) في 14 يوليو، وكومياس (مدريد) في 20 أكتوبر من أجل تحقيق «مخابرات الجمهورية» لإعادة النظام إلى قيمه الديمقراطية.
في أبريل 1935 كان أثانيا قد توصل إلى اتفاق «التوحيد الجمهوري» بين حزبه (والذي سمي باليسار الجمهوري بعد اندماج حزب العمل الجمهوري العام السابق مع الحزب الاشتراكي الراديكالي «المستقل» لمارسلينو دومينغو و ORGA في لسانتياغو كاساريس كيروغا) مع الاتحاد الجمهوري لدييغو مارتينيز باريو، الذي انفصل في 1934 عن الحزب الجمهوري الراديكالي لليروكس والحزب الجمهوري الوطني فيليبي سانشيز. وفي منتصف نوفمبر 1935 عرض أثانيا تشكيل ائتلاف مع الحزب الاشتراكي العمالي الإسباني بناء على اتفاق التوحيد بين قوى اليسار الجمهوري.
بينما دافع القطاع الاشتراكي بقيادة إنداليسيو برييتو عن الاتفاق، كان القطاع الذي يقوده فرانسيسكو لارجو كاباليرو مترددًا في ذلك، وتعزيز «الطبقة العاملة» من الائتلاف فرض إدراج الحزب الشيوعي الإسباني (PCE) فيه، مما حفز خروج التكتل الجمهوري لحزب سانشيز. من ناحية أخرى غيَّر PCE موقفه فيما يتعلق بالاشتراكيين (الذين اعتبروه حتى ذلك الحين «عدو» الثورة) بعد المؤتمر السابع للأممية الثالثة الذي عقد في موسكو صيف 1935، حيث أطلق ستالين شعاره الجديد بتشكيل «جبهات مناهضة للفاشية». تم توقيع اتفاقية الائتلاف الانتخابي بين الجمهوريين من اليسار والاشتراكيين في 15 يناير 1936. عندما وقع PSOE بالنيابة عن PCE والمنظمات العمالية الأخرى.
أطلق على برنامج التحالف اسم الجبهة الشعبية، على الرغم من أن هذا المصطلح لم يظهر في الوثيقة الموقعة في 15 يناير وأن أثانيا لم يتقبل هذا الاسم، كان ذلك من جانب اليسار الجمهوري (ولم يتم ذكر سوى تطلعات قوى «العمال» التي اختلف معهم اليسار الجمهوري). وشمل البرنامج أولاً العفو عن الجرائم «السياسية والاجتماعية» (إطلاق سراح جميع معتقلي «ثورة أكتوبر»)، واستمرار التشريعات الإصلاحية لفترة السنتين الأولى واستئناف عمليات استقلالية المناطق، مما يستلزم إصلاح محكمة الضمانات الدستورية. وتشكيل الحكومة حصريًا من اليسار الجمهوري، وسيقوم الاشتراكيون بتقديم دعمهم من البرلمان للوفاء بالبرنامج المتفق عليه. وهكذا كان تحالف 1936 ظاهريًا مقصورًا على الانتخابات، وبالتالي اختلف تمامًا عن 1931.

#### انتخابات فبراير 1936
لمواجهة ائتلاف اليسار الانتخابي المسمى بالجبهة الشعبية، لم يتمكن اليمين من فرض جبهة داخلية متجانسة كما كان في 1933، لأن حزب سيدا في محاولته أخذ السلطة وتجنب انتصار اليسار تحالف في بعض الدوائر الانتخابية مع القوى المناهضة للجمهورية (الملكيين ألفونسويين والكارليين) وفي دوائر أخرى مع يمين الوسط الجمهوري (أحزاب راديكالية وديمقراطية-ليبرالية وتقدمي جمهوري)، فأضحى من المستحيل تقديم برنامج مشترك. وماكان جيل روبليس يعتزم تشكيله هو «الجبهة الوطنية المناهضة للثورة» أو «جبهة الثورة المضادة» تستند إلى شعارات «معادية» أكثر من برنامج حكومي محدد، لتكوين أكبر عدد من القوى السياسية ومنع انتصار اليسار (فكانت شعاراته:“ضد الثورة وشركائها” و“من أجل الله وإسبانيا”! وجعل الحملة باعتبارها معركة بين إسبانيا الكاثوليكية ... والثورة الرهيبة البربرية الفظيعة).
كما تم تقديم «الوسط» ليكون طرفا ثالثا في الانتخابات بزعامة رئيس الحكومة بورتيلا فالاداريس وبرعاية رئيس جمهورية نيكيتو ألكالا زامورا، الذي سعى إلى توطيد تمركز جمهوري للتغلب على الاستقطاب الثنائي الناجم عن ثورة أكتوبر.
سجلت تلك الانتخابات أعلى مشاركة جرت خلال الجمهورية الثانية (72.9٪)، وذلك بسبب تصويت العمال الذي لم يقتدي بشعارات الأناركيين الممتنعين. وفقًا للدراسة التي أجراها المؤرخ خافيير توسيل حول الانتخابات والتي لا تزال تعتبر اليوم أفضل تحليل لها، كانت النتيجة توزيعًا متوازنًا جدًا للأصوات مع زيادة بسيطة لليسار (47.1٪) عن اليمين (45.6٪)، في حين نال الوسط على 5.3٪، ولكن حسب النظام الانتخابي فقد أدى إلى أغلبية مريحة لائتلاف «الجبهة الشعبية». وفي المجموع ضمت «الجبهة الشعبية» 263 نائبا (من بينهم 37 من «جبهة اليسار» الكاتالونية)، واليمين 156 نائبا (منهم فاشي واحد من الحزب القومي الإسباني، وأيضا لم تكن الفلانخي الإسبانية تريد الانضمام إلى تحالفات اليمين لأنهم عرضوا عليها القليل من المناصب) وأحزاب يمين الوسط 54 نائبا (ومنهم القوميون من الرابطة الإقليمية وPNV وحزب الوسط الذي شكله بورتيلا فالاداريس بسرعة بدعم من رئاسة الجمهورية). في الجبهة الشعبية احتل معظم جمهوريو حزب أثانيا المناصب الأولى في الترشيحات، وحصدت سيدا معظم المقاعد اليمين. وكان المرشحون الشيوعيون دائمًا في أسفل قوائم الجبهة الشعبية ونالوا على 17 مقعد، بعد أن كان مقعد واحد في 1933، وهو ثمرة انضمامهم إلى الائتلاف وليس بقوتهم الفعلية. ونال الفلانخي على 46000 صوت فقط أي 0.5٪ من المجموع.

#### حكومة الجبهة الشعبية (فبراير-يوليو 1936)
بمجرد معرفة فوز الجبهة الشعبية في الانتخابات، حتى حاول اليمين بمحاولة انقلابية لوقف تسليم السلطة إلى المنتصرين. حيث طالب جيل روبلز وبدون جدوى من رئيس الوزراء بالوكالة مانويل بورتيلا فالاداريس إعلان «حالة الحرب» وإلغاء الانتخابات. تبعه الجنرال فرانكو الذي لا يزال رئيس هيئة الأركان العامة للجيش، فاتصل على فالاداريس مقترحا إعلان الأحكام العرفية وخروج الجيش. (التي بموجب قانون النظام العام لسنة 1933 تفترض أن السلطة تنتقل إلى السلطات العسكرية). ولكن تنصل كلا من رئيس الحكومة [فالاداريس] ووزير الحرب الجنرال نيكولاس موليرو، فاستقالت حكومة فالاداريس قبل تشكيل الحكومة الجديدة.
كانت نتيجة محاولة «الانقلاب» عكس ما كان متوقعًا تمامًا. فسلم رئيس الوزراء بالنيابة السلطة إلى الائتلاف الفائز في وقت مبكر، دون انتظار الجولة الثانية من الانتخابات (المقرر إجراؤها في 1 مارس). وهكذا في يوم الأربعاء 19 فبراير، شكل مانويل أثانيا زعيم «الجبهة الشعبية» حكومة وفقًا لما تم الاتفاق عليه، حيث تكونت من وزراء اليسار الجمهوري (تسعة من اليسار الجمهوري وثلاثة من الاتحاد الجمهوري). كان أحد أول القرارات التي اتخذتها الحكومة الجديدة هو إزاحة معظم الجنرالات المناهضين للجمهوريين من مراكز السلطة: فنقل الجنرال جوديد إلى القيادة العسكرية البليارية، والجنرال فرانكو إلى جزر الكناري، الجنرال مولا للحكومة العسكرية في بامبلونا. الجنرالات المهمون الآخرون، أمثال أورغاز وفياغاز وفانجول وسالجيت تركوا في وضع متاح وقريب.
أما الإجراء الأكثر إلحاحًا الذي كان يتعين على الحكومة الجديدة اتخاذه فهو العفو عن المدانين في أحداث أكتوبر 1934، والذي وافق عليه الكورتيز يوم الجمعة 21 فبراير. وهو الأمر الذي طالبت به المظاهرات الصاخبة التي أعقبت الانتصار الانتخابي، والذي أدى بالفعل إلى فتح عدة سجون ليس فقط للسجناء السياسيون ولكن أيضًا الاجتماعيون (أي أولئك المدانين بارتكاب جرائم مدنية). أفرج العفو عن نحو 30 ألف سجين سياسي واجتماعي. والإجراء العاجل الآخر فكان استبدال رؤساء البلديات والمستشارين الذين انتخبوا في 1931 وتم تعليقهم خلال «فترة السنتين السوداوين» من الحكومات الراديكالية التي استبدلتهم برؤساء يمينيين. وفي 28 فبراير ، قررت الحكومة ليس فقط إعادة جميع العمال المفصولين لأسباب سياسية ونقابية متعلقة بأحداث 1934، ولكن تحت ضغط من النقابات أمرت الشركات بتعويض هؤلاء العمال عن الأجور غير المدفوعة.
خرجت حكومة كتالونيا من السجن مستفيدة من العفو، ومصحوبة بمرسوم فوري صدر في 1 مارس باستئناف وظائف البرلمان وإعادة لويس كومبنيس رئيسا لحكومة كاتالونيا ومعه مستشاريه. وقررت حكومة أثانيا أيضًا إعادة مجالس مدن الباسك المعلقة منذ سنة 1934.
كانت "المسألة الزراعية" مشكلة أخرى وجب على الحكومة الجديدة معالجتها على وجه السرعة بسبب التعبئة المكثفة للفلاحين التي كانت تجري بدعم حازم من السلطات المحلية المستبدلة، حيث هددت بإثارة صراعات خطيرة في الريف. "وبعد أيام قليلة من الانتخابات، شرع نحو ثمانين ألف فلاح أندلسي ومن لا مانشا وإكستريمادورا بتحريض من الاتحاد الوطني للعمال الأرض (FNTT) [الاشتراكي] في احتلال المزارع التي طردوا منها في شتاء 1934-1935 [من قبل الحكومات الراديكالية-السيدا]. وقد نتج عن ذلك الأمر بإجبار وزارة الزراعة على اتخاذ تدابير مناسبة لإعادة إنفاذ تشريعات فترة السنتين الأولى. كان أكثر حركات احتلال المزارع إثارة تلك التي نظمته FNTT في 26 مارس في مقاطعة بطليوس، حيث شارك فيه حوالي 60,000 عامل يومية، الذين غزوا ودمروا حوالي ألفي عقار. وفي 19 أبريل قدم وزير الزراعة ماريانو رويز فونيس عدة مشاريع قوانين: منها إلغاء قانون الإصلاح الزراعي منذ أغسطس 1935، وأصبح نافذا في 11 يونيو، بحيث أضحى قانون الإصلاح الزراعي لسنة 1932 ساريًا بالكامل. وكان حول إنقاذ وإعادة شراء الأراضي الجماعية (والتي تهدف إلى إعادة دمج التراث المجتمعي القديم للبلديات الريفية، وبالتالي تصحيح جزء من أعمال المصادرة التي جرت في القرن التاسع عشر). بفضل تلك القوانين والمراسيم بين مارس ويوليو 1936 استولى حوالي 115,000 فلاح -أكثر مما كان عليه في السنوات الثلاث السابقة- على نصف مليون هكتار.
ومع ذلك استمر الصراع العنيف في الريف، ويرجع سببه إلى تشدد أصحابها وتطرف منظمات الفلاحين، مما أدى جميعها إلى حوادث عنيفة. ووقعت أعنفها في يستي (البسيط) في نهاية مايو 1936 حيث قُبِض على بعض الفلاحين الذين حاولوا قطع الأشجار في مزرعة خاصة إلى مواجهة دامية بين الحرس المدني وعاملي اليومية، توفي فيها حارس واحد و 17 فلاحًا، وقُتل العديد منهم بدم بارد.

الراية الرئاسية لنيسيتو ألكالا زامورا.

بمجرد حل قضية القوانين البرلمانية في 3 أبريل قدم اليسار مبادرة لإقالة رئيس الجمهورية، متهما إياه بالفشل في الامتثال للمادة 81 من الدستور، وفي 7 أبريل بأغلبية 238 صوتًا مقابل 5 (امتنع اليمين عن التصويت ولكن دعم الإجراء)، أزاح البرلمان نيسيتو ألكالا زامورا من منصب رئاسة الجمهورية. وفي 26 أبريل أجريت انتخابات المندوبين حسب الدستور، وحصل مرشح اليسار على 358 تفويضًا و63 معارضة، وامتنع جزء منهم عن الحضور في الانتخابات. وهكذا في 10 مايو 1936 تم تخويل مانويل أثانيا رئيسا جديدا في القصر البلوري في منتزه بوين ريتيرو في مدريد، حيث كشف عن تخطيط لاختطافه من عناصر تآمرية.204 ومع ذلك لم يتحقق مشروع أثانيا لتسمية الاشتراكي إنداليسيو برييتو ليكون بديلا عنه لتولي الحكومة حسب الاتفاق الذي تم التصديق عليه خارج مجلس الوزراء بسبب معارضة جناح «لارجو كابييرو» من الحزب الاشتراكي العمالي الإسباني وUGT، وفي 13 مايو تولي رئاسة الحكومة أحد أكثر المخلصين لأثانيا، وهو سانتياغو كاساريس كيروغا.

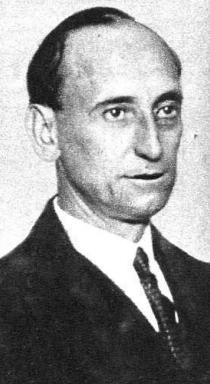
سانتياغو كاساريس كيروغا في 1931

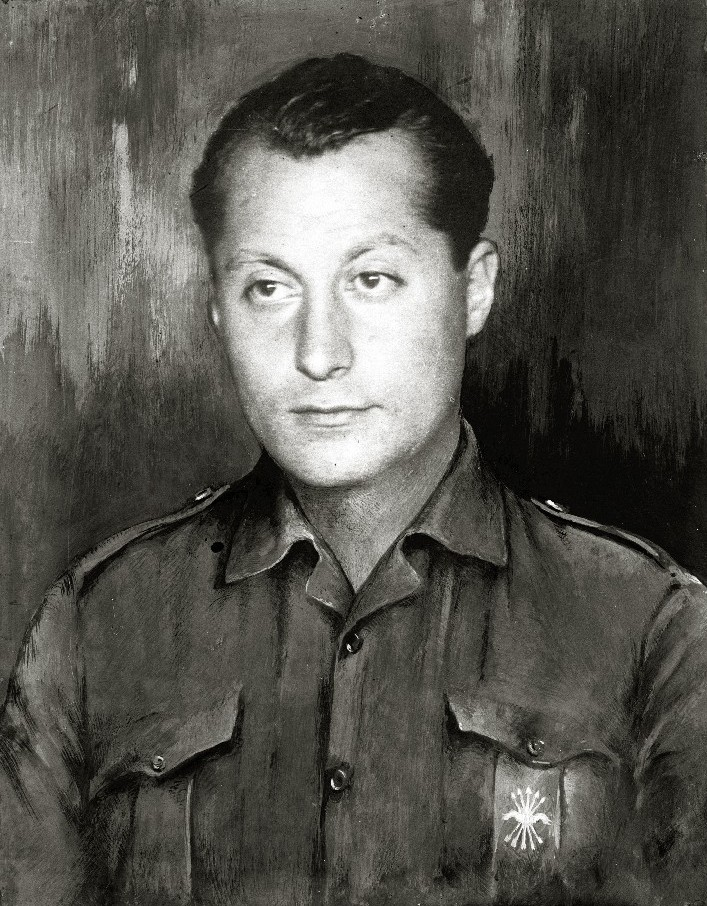
خوسي أنطونيو بريمو دي ريفيرا، مؤسس الفلانخي الإسبانية.

استمرت حكومة كاساريس كيروغا الجديدة المكونة حصريًا من اليسار الجمهوري ومعهم اليسار الجمهوري لكتالونيا سياسة إصلاحية بدأتها حكومة أثانيا، وكانت مهمتها الأساسية هي إعادة إحياء مراسيم ألغيت أو تم تعديلها خلال فترة السنتين التاليتين أو («السنتين السوداوين» كما أسماها اليسار) وإضافة مراسيم أخرى.
كانت إحدى المشاكل التي كان على الحكومة مواجهتها هي موجة الإضرابات التي أعلنتها لجان CNT / UGT المشتركة وتكررت عدة مرات، ظهرت أقاويل عن ثورة ما، ولكن لم تفكر أي منها في ذلك بعد فشلها في 1932 و 1933 و 1934، والاحتمال الوحيد بحدوث ذلك أنه سيكون رداً على محاولة انقلاب عسكري.
أما المشكلة الأخرى لحكومة كاساريس كيروغا فكانت الانقسام داخل حزب PSOE، وهو أكبر أحزاب الجبهة الشعبية الذي عليه أن يدعم الحكومة، فضلا عن انحطاط CEDA المتزايد نحو مواقف معادية للجمهورية. «بهذه الطريقة تعرضت الحكومة للتجاهل من حلفائها الطبيعيين ومضايقات اليمين من المعارضة الملكية التي كانت تحاول سحب الكاثوليك بقوة ومن اليسار من بعض قطاعات الـ PSOE أنه لو تخلى عن الثورة، ستنتظر بفارغ الصبر استبدال حكومة الجمهورية بحكومة اشتراكية حصرية». أما بالنسبة للاشتراكيين، فقد تفاقمت الخلافات بين مجموعة «برييتو» و«كابييرو»، حيث عارض كابييرو بتشدد دخول الاشتراكيون في حكومة الجبهة الشعبية ودافع عن التفاهم بين «المنظمات العمالية» بانتظار اللحظة التي سيسهل فيها الاستيلاء على السلطة بعد أن تفشل «البرجوازية الجمهورية». ونال كابييرو على دعم غير مشروط من الشباب الاشتراكي الذين أطلقوا عليه اسم «لينين الإسباني». حيث انتهى بهؤلاء الشبيبة بالاندماج في اتحاد الشباب الشيوعي لل PCE ليشكلوا في يونيو 1936 الشبيبة الاشتراكية الموحد تحت قيادة الاشتراكي الشاب سانتياغو كاريو. أما بالنسبة لحزب سيدا CEDA فقد اختار القطاع الذي يقوده خوسيه ماريا جيل روبلز مقاطعة المؤسسات الجمهورية، ودعم طريق اليمين الملكي الممثلة في كتلة خوسيه كالفو سوتيلو الوطنية التي دعت علناً إلى اسقاط النظام الدستوري بالقوة عن طريق الانقلاب العسكري الذي كانوا يتعاونون بالفعل في تحضيره (سارع الكارليون من جانبهم بتشكيل ميليشياتهم المسماة ريجيت Requet من أجل الانتفاضة العسكرية، وحافظوا على اتصالاتهم مع قادتها).
وكانت المشكلة الأخرى هي زيادة العنف السياسي الناجم عن «إستراتيجية التوتر» التي بثها حزب الفلانخي الإسبانية الفاشي بعد نتائجه الكارثية في الانتخابات وانتصار الجبهة الشعبية. فرفع هذا التشكيل أعمال العنف في مواجهاته ضد الاشتراكيين والشيوعيين. فسجلت سيلًا من انتماءات الشباب اليميني. وكان أول هجوم كبير ارتكبوه هو هجومهم في 12 مارس ضد النائب الاشتراكي وأب دستور 1931 لويس خيمينيز دي أسيا الذي لم يصب بأذى لكن الشرطي الذي كان يرافقه قد قتل. فكان رد حكومة أثانيا هو حظر الحزب، واعتقال زعيمها خوسيه أنطونيو بريمو دي ريفيرا وأعضاء من مجلس الحزب السياسي في 14 مارس، وإغلاق صحيفته أريبا. فانتقل الحزب إلى العمل السري. ولكن لم يمنعه ذلك من الاستمرار في تنفيذ الهجمات والمشاركة في معارك مع الشباب الاشتراكي والشيوعي. كما استمر في ممارسة العنف والترهيب ضد عناصر النظام المؤسسي للجمهورية. في ليلة 13 أبريل قتل قاضي محكمة استماع، الذي أدان بعض الفلانخيين المتورطين في الهجوم على خيمينيز دي أسيا. وفر العديد من المتورطين إلى فرنسا على متن طائرة يقودها ضابط عسكري. في الواقع أصدر الفلانخي في نشرته السرية قوائم سوداء بأسماء القضاة الذين تدخلوا في قضايا حكم غير موات لمصالحهم.
وقعت أهم الحوادث في 14 و 15 أبريل. حيث أقيم فيها عرض عسكري في شارع باسيو دي لا كاستيلانا في مدريد إحياءً للذكرى الخامسة للجمهورية. وبجوار المنصة الرئيسية التي يجلس بها رئيس الجمهورية بالإنابة دييغو مارتينيز باريو ورئيس الحكومة مانويل أثانيا، انفجرت قطعة أثرية وبعده أطلقت عدة طلقات، مما أسفر عن مقتل ملازم في الحرس المدني كان هناك بلباس مدني، وأصيب العديد من المتفرجين. اتهم اليمينيون واليساريون بعضهم البعض بالهجوم. وبعدها بيومين أقيمت جنازة الملازم، التي تحولت إلى مظاهرة مناهضة للجمهورية حضرها النواب جيل روبليس وكالفو سوتيلو وضباط الجيش وأعضاء الحكومة والعديد من المساعدين من القطاعات المحافظة. وتعرض موكب الجنازة لهجوم بمسدسات وبنادق آلية من أماكن مختلفة عبر شوارع المدينة، مما تسبب بفوضى وإطلاق نار عشوائي. كان هناك أكثر من 170 محتجزًا لجرائم الفوضى العامة واستخدام الأسلحة النارية ومقاومة السلطة، ومعظمهم ينتمون إلى الفلانخي.
تسببت هجمات واعتداءات قام بها الفالانخيون بين أبريل ويوليو بمقتل أكثر من خمسين ضحية من منظمات اليسار العمالي، معظمهم في مدريد. بالمقابل قتل نحو أربعين عضوًا من جماعة الفالانخ جراء تلك الأعمال أو من هجمات انتقامية للمنظمات اليسارية. ووجهت الأعمال الانتقامية ضد رجال الأعمال ومسلحي الأحزاب اليمينية، مثل الوزير السابق ونائب الحزب الديمقراطي الليبرالي الجمهوري ألفريدو مارتينيز الذي اغتيل في أوفييدو في 24 مارس، وكذلك المقار الاجتماعية والصحف المناهضة للجمهورية، مثل صحيفة مدريد لا ناسيون. وتعرضت المباني الدينية أيضًا للعنف (تم الاعتداء على مئات الكنائس والأديرة وحرقها) على الرغم من عدم سقوط ضحايا من رجال الدين في العنف السياسي من فبراير إلى يوليو.
«إستراتيجية التوتر» التي نفذها المسلحون الفالانخيون وردت عليها المنظمات اليسارية، إلى جانب نمو منظمات شبابية يمينية شبه العسكرية (الميليشيات الفالانخية والريجيت الكارلية) ومثلها يسارية (ميليشيات شباب الاشتراكي والشيوعيون والفوضويون)، والقوميون الباسك والكاتالونيين (مليشيات اليسار الكتالوني وميليشيات PNV)، على الرغم من أنهم لم يكونوا مسلحين وكان نشاطهم الرئيسي هو الاستعراض، إلا أن ذلك فقد تسبب في إدراك الرأي العام خاصة المحافظ أن حكومة الجبهة الشعبية لم تتمكن من الحفاظ على النظام العام، الذي كان بمثابة مبرر لانقلاب عسكري الذي قد جري إعداده. كما ساهمت الصحافة الكاثوليكية واليمين المتطرف في هذا التصور، وحرضت على التمرد ضد الفوضى التي نسبتها إلى الحكومة الاستبدادية للجبهة الشعبية. «أعداء الله والكنيسة» مستفيدة من حقيقة أن المواجهة بين رجال الدين ومعارضيهم عادت إلى الصدارة بعد انتخابات فبراير مع خلافات مستمرة حول مسائل رمزية، مثل دق الأجراس أو مظاهر العبادة خارج الكنائس، مثل المواكب أو المدافن الكاثوليكية.
وفي البرلمان أيضا اتهم نواب يمينيون مثل خوسيه كالفو سوتيلو وخوسيه ماريا جيل روبليس الحكومة بفقدان السيطرة على النظام العام، على الرغم من رد الوزير كاساريس كيروغا ذات مرة على كالفو سوتيلو: "النظام المطلق التي تم تسجيلها في جميع أنحاء إسبانيا في 1 مايو (1936) أنشئت في اليمين حقدًا عظيمًا ويفعلون كل ما هو ضروري لتغييره، وفي عمليات البحث التي قامت بها الشرطة في منازل اليمينيين، تم العثور على رصاص متفجر. وجمعت ثلاثة عشر ألف قطعة سلاح في غرناطة وسبعة آلاف في جيان، وكلها في أيدي أناس ومنظمات من أقصى اليمين.

#### قوانين الحكم الذاتي
تم اقتراح قانون الحكم الذاتي لجزر البليار في سنة 1931. وتم تقديم مقترح النظام الأساسي للحكم الذاتي لغاليسيا إلى استفتاء لمدة أربع سنوات في 28 يونيو 1936، وفقًا لقواعد مرسوم رئاسة الدولة في مايو 1933. تم تسليم مشروع النظام الأساسي للحكم الذاتي لغاليسيا إلى الكورتيس في 15 يوليو 1936 ومعه المسودة الأولية للنظام الأساسي للحكم الذاتي لأراغون، ونقلا إلى الكورتيس ليتم قبولهما لعمل اللازم.
كان هناك نشاط إقليمي كبير موات لمنطقة من 11 مقاطعة في قشتالة القديمة وإقليم ليون [الإسبانية]
 سنة 1936 في (أفيلا، برغش، ليون، لوجرونيو، بلنسيا، سالامانكا، سانتاندر، سيغوفيا، سوريا، بلد الوليد، زامورا)، بل تم وضع بعض القواعد القانونية للحكم الذاتي ونشرت في الصحف المحلية لإضفاء الطابع الرسمي على هذه المبادرة وتشكيل منطقة حكم ذاتي بهذه الكلمات: «لتوحيد ليون وقشتالة القديمة في كيان حول حوض دويرة العظيم دون الوقوع في تنافسات قروية» ( صحيفة ديارو دي ليون، 22 مايو 1936). ولكن الحرب الأهلية أنهت تطلعات المنطقتين للحكم الذاتي.
تم تحديد يوم الأحد الأخير من سبتمبر 1936 لتشكيل مجلس وطني لمناقشة وتعديل المسودة الأولية والموافقة على مشروع النظام الأساسي للحكم الذاتي الأندلس. في 1 أكتوبر 1936، وافق الكورتيس بالتزكية على نظام الحكم الذاتي للباسك. وفي 1 فبراير 1938 وافق الكورتيس على ادراج نظام الحكم الذاتي الجاليكي، الذي لم يتم رفضه أو الموافقة عليه. وفي أستورياس تمت صياغة قانون الحكم الذاتي من قبل أستاذ قانون سابينو ألفاريز جيندن، والذي لم يتم مناقشته أبدًا. وتم تقديم مسودة النظام الأساسي للحكم الذاتي لكانتابريا في 5 يونيو 1936 في مجلس مدينة سانتاندر بتاريخ 8 يونيو في مجلس المقاطعة.

#### المؤامرة العسكرية

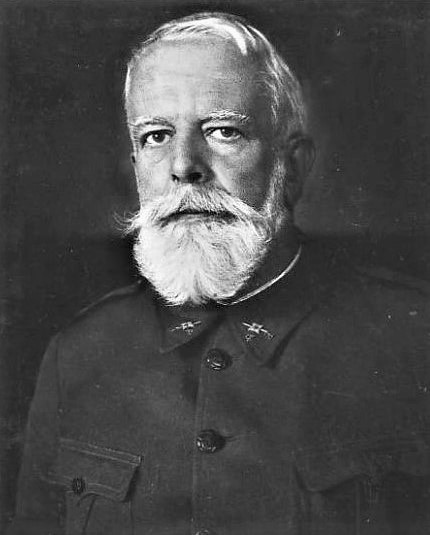
الجنرال ميغيل كابانيلاس.

بدأت المؤامرة العسكرية للقيام بانقلاب (كما أسماه المتآمرون) لإسقاط الحكومة بمجرد انتهاء الانتخابات الأخيرة بانتصار الجبهة الشعبية، حيث اعتمدت في البداية على مؤامرات الانقلاب التي أعيد تشكيلها بعد فشل تمرد الجنرال سانخورخو في أغسطس 1932. وفي 8 مارس اجتمع عدد من الجنرالات (إميليو مولا ولويس أورجاز يولدي وفياغاز وخواكين فانجول وفرانسيسكو فرانكو إلى جانب العقيد خوسيه إنريكي فاريلا والملازم فالنتين فالنتين غالارزا من UME)، واتفقوا على خلق انتفاضة عسكرية تسقط حكومة الجبهة الشعبية المشكلة حديثًا واستعادة النظام في الداخل وهيبة إسبانيا الدولية. كما تم الاتفاق على أن يتم تشكيل الحكومة من مجلس عسكري يرأسه الجنرال سانجورجو الموجود منفاه في البرتغال. ولكن لم يتم الاتفاق على الطبيعة السياسية لـ «الحركة العسكرية»، ولكن من أجل تنظيمهم سيلجأون إلى الهيكل السري لـ UME المكون من ضباط محافظين وضد أثانيا وجاءوا لتحديد موعد الانقلاب في 20 أبريل، ولكن شكوك الحكومة واعتقال أورجاز وفاريلا المحصورين في جزر الكناري وقادس، أجبر المتواطئين على تأجيل الموعد. علاوة على ذلك فقد بدأت الحكومة بتفريق الجنرالات المشتبه فيهم، فأرسلت غوديد إلى جزر البليار وفرانكو إلى جزر الكناري ومولا إلى بامبلونا.
بدأ الجنرال مولا من نهاية أبريل بإدارة مؤامرة الانقلاب (وبالتالي نقل مركز المؤامرة من مدريد إلى بامبلونا)، واعتمد الاسم الرمزي «المدير». وتابع مشروع تشكيل المجلس العسكري الذي يرأسه الجنرال سانخورخو، وبدأ في صياغة ونشر سلسلة من التعميمات أو «التعليمات المحجوزة» حدد فيها المؤامرة المعقدة التي سينفذها الانقلاب.
تم إصدار أول «خمسة تعليمات محفوظة» في 25 مايو، وظهرت بالفعل فكرة أن الانقلاب يجب أن تكون مصحوبة بقمع عنيف:
تمكن مولا من ضم جنرالات جمهوريين مثل غونزالو كيبو ديلانو (قائد الجوالة) وميغيل كابانيلاس للانضمام إلى المؤامرة. فأجرى كابانيلاس مقابلة معهم في سرقسطة يوم 7 يونيو حيث اتفقوا على تدابير للسيطرة على المعارضة التي «سترفض الكتلة الاتحادية الكبرى» وتنظيم أرتال تمنع الكتالونيين من غزو أراضي أراغون. وحصل مولا على تفاهمات من عدة حاميات حول الانقلاب، وذلك أيضًا بفضل المخطط السري لـ UME التي أدارها العقيد فالنتين جالارزا (الذي كان اسمه الرمزي «الفني»)، لكن مولا لم يكن متفقا معهم بالكامل، حيث كان متشككا إن كان الانقلاب سينتصر في أهم مكان وهي العاصمة مدريد، وكذلك كاتالونيا والأندلس وفالنسيا.
وبالتالي كانت المشكلة أن افكار الجيش المتورط في الانقلاب القادم ليست بنفس أفكار انقلاب في 1923، فليس لديهم الآن الجيش بأكمله (لا الحرس المدني ولا قوات الأمن الأخرى) لدعمه. "فالانقسامات التي ظهرت داخل الجيش نفسه منذ الديكتاتورية... إلى الوقت الحالي من الجمهورية وصلت إلى درجة مفرطة من الضراوة من إنشاء نقابات عسكرية لمواجهة النظام السياسي [UME، الاتحاد العسكري الإسباني الملكيون؛ والاتحاد الجمهوري ضد الفاشية]. بالإضافة إلى أنه لا يمكنهم الاعتماد على الحاكم الحالي -الرئيس مانويل أثانيا- كما جرى في 1923 من تواطؤ رئيس الدولة الملك ألفونسو الثالث عشر آنذاك. أما الفارق الثالث عن انقلاب 1923 فهو أن موقف المنظمات العمالية والفلاحين كان سلبيًا أمام الانقلاب العسكري لسنة 1923، ولكنه الآن كما أعلنوا أنهم سيشعلون ثورة. لهذه الأسباب تأخر موعد الانقلاب العسكري مرارًا وتكرارًا. بالإضافة إلى ذلك طلب الجنرال مولا أو «المدير» الدعم المادي ودعم ميليشيات الأحزاب المناهضة للجمهورية (قوات الريجيت والفلانخي). وتبقى المعضلة الرئيسة هي مشاركة قوات شبه العسكرية المتوقفة في الوقت الحالي لأن زعيم قوات الريجيت الكارلية مانويل فال كوندي أراد إعطاء قواته دورًا رائدًا في الانقلاب، فاتصل بالجنرال سانخورخو في منفاه مباشرة، وهو أمر لم يكن الجيش على استعداد للموافقة عليه، وكذلك زعيم الفالانخ خوسيه أنطونيو بريمو دي ريفيرا المسجون في أليكانتي الذي أعلن منذ البداية عن استعداده للتعاون، طالب بنصيب لمليشياته والتي لم يعترف بها الجنرالات المتآمرون أيضًا.
تلقت حكومة كاساريس كيروغا أخبارًا من مصادر مختلفة عما كان مخططًا له، لكنها لم تتصرف بقوة ضد المتآمرين، لأنه وفقًا للمؤرخ خوليو أروستيجوي «أن أثانيا والعديد من عناصر حزبه وكاساريس كيروغا نفسه رئيس الحكومة، اعتقدوا أنه بعد تحييد انقلاب سانخورخو بسهولة سنة 1932، فليس بمقدور الجيش الاستعداد لعمل جاد، مع الأخذ في الاعتبار أيضًا أنهم سيطروا على القادة المحتملين وأنه في حالة حدوث هذا التمرد سيكون من السهل إجهاضه».
وفي تجمع عُقد في قونكة يوم 1 مايو 1936، حذر الاشتراكي إنداليسيو برييتو من أن هناك مؤامرة لإعداد انتفاضة عسكرية يديرها فرانكو؛ وفي 12 مايو حث خوان كوينتيرو جويرا عمدة بلدية المدينة كانديلاريا (تناريف) مجلس البلدية على الاتفاق بمطالبة حكومة الجمهورية بتسريح عاجل وفوري للقائد العسكري فرانسيسكو فرانكو، وكذلك التأكيد مجددًا للحاكم المدني على المحافظة على موقف مجلس المدينة النشط في الدفاع عن السلطة المدنية.

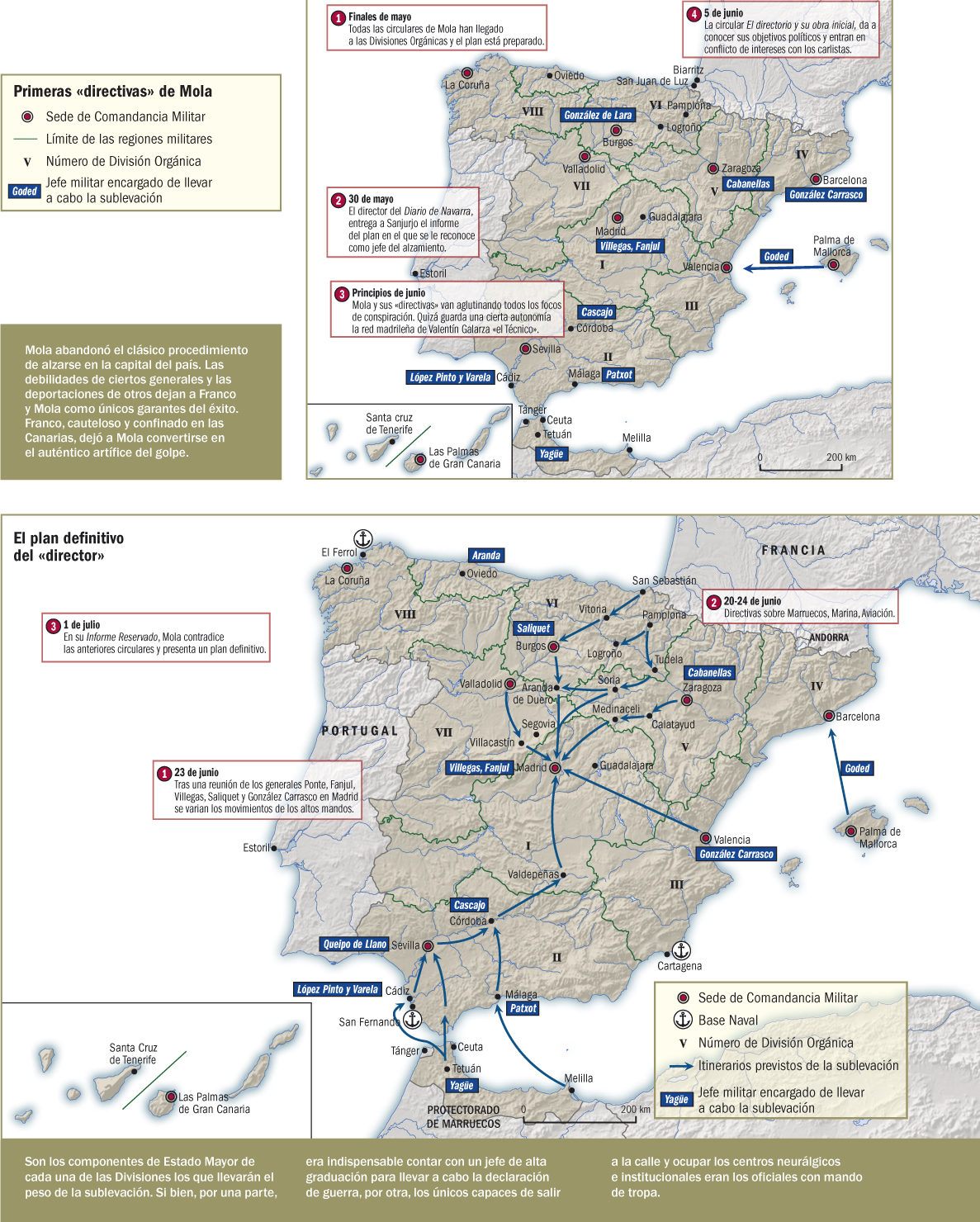
خرائط تمثل الخطط التي حددها مولا لتوزيع الانقلابين الذين سيسقطون الجمهورية الثانية.

مع بداية يوليو 1936 اكتملت تقريبا التحضيرات للانقلاب العسكري، على الرغم من أن الجنرال مولا اعترف بأن "الحماس للقضية لم يصل بعد إلى الدرجة المطلوبة من التمجيد"، واتهم الكارليون بالعرقلة بسبب الحاحهم بتنازلات غير مقبولة. وكانت خطة الجنرال إميليو مولا أو «المدير» هي انتفاضة منسقة لجميع الحاميات الملتزمة، بحيث يزرعون حالة الحرب في خطوط التماس، بدءًا من الجيش الأفريقي الذي نفذ بعض مناورات في لانو أماريلو بين 5 و 12 يوليو حيث اكتملت تفاصيل الانقلاب في المحمية المغربية. كما كان متوقعًا فإنه من الصعب على حامية العاصمة أن تنجح بمفردها في مدريد (الانتفاضة في العاصمة ستكون تحت قيادة الجنرال فانجول)، ومن المفترض أن يتجه رتل من الشمال بقيادة مولا نفسه نحو مدريد لدعم انتفاضة حامية العاصمة. وفي حالة فشل كل ذلك، فإن المخطط للجنرال فرانكو (الذي وجه في 23 يونيو رسالة مشفرة إلى رئيس الوزراء كاساريس كيروغا يحذره من السخط داخل الجيش وعرض تصحيح هذا الوضع. -وهو نفسه كان أحد الجنرالات الانقلابيين-، ولمح بوضوح إلى أنه إذا وافق كاساريس على إسناد الأمر لفرانكو؛ فيمكنه إحباط المؤامرات.") بعد أن يقود تمرد جزر الكناري يتوجه نحو المحمية المغربية على متن طائرة دراجون رابيد المستأجرة في لندن يوم 6 يوليو من قبل مراسل صحيفة ABC لويس بولين بفضل الأموال التي ساهم بها خوان مارش ليضع نفسه في قيادة القوات الاستعمارية عبر مضيق جبل طارق والتقدم نحو مدريد من الجنوب ومن الغرب
وبمجرد السيطرة على العاصمة سيعزل رئيس الجمهورية والحكومة، ويتم حل الكورتيس، وتعليق دستور 1931 ويتم القبض على جميع قادة ومقاتلي الأحزاب والمنظمات اليسارية ومحاكمتهم بهذه الطريقة. بالإضافة إلى قياديي الجيش الذين لم يرغبوا بالانضمام إلى الانقلاب، وأخيرًا سيتم إنشاء إدارة عسكرية بقيادة الجنرال سانخورخو (الذي سيطير من لشبونة إلى إسبانيا). لكن لم يكن واضحًا أبدًا ما سيحدث بعد ذلك حيث لم يتم الاتفاق على شكل الدولة إن كانت جمهورية أو ملكية (على سبيل المثال: لم يتم تحديد أي شيء عن العلم الذي سيتم استخدامه، إذا كان ذو اللونين الملكي بدلاً من ثلاثي الالوان الجمهوري، لأنه كان يعتقد أنها مبادرة سريعة وقوية). كان الهدف إقامة ديكتاتورية عسكرية على غرار نموذج ديكتاتورية بريمو دي ريفيرا التي سيوضع على رأسها الجنرال المنفي سانخورخو.
وبالتالي ماأراد المتآمرون العسكريون تنفيذه لم يكن مثل تمردات القرن التاسع عشر (حيث لم يناقش النظام أو النظام السياسي بشكل عام في ذلك الوقت بل حاولوا فقط فرض مواقف حزبية معينة) لأنهم أرادوا أكثر ممن ذلك بكثير. كانت المشكلة هي أن الجيش والقوى السياسية التي دعمتهم (الفاشيون والملكيون ألفونسيون والكارليون وسيدا كاثوليك) دافعوا عن مشاريعهم السياسية الخاصة، على الرغم من أن الجميع اتفقوا على أن الوضع المستقبلي لن يكون ديمقراطيًا ولا ليبراليًا، لأن المعنى الاجتماعي للمؤامرة كان لالبس فيه: الثورة المضادة حتى لو كانت ثورة ضد ثورة لم تكن موجودة بالأساس. فقام المتمردون بعملهم متظاهرين بأنهم وقفوا ضد ثورة وهمية في وقت عملهم. وقاموا بإنشاء وثائق كاذبة ألفها توماس بوراس والذي تحدث عن استعداء الحكومة السوفياتية، وفي الواقع مايمثلونه هو الدفاع عن مواقف الطبقات الحاكمة القديمة، والحرب ضد إصلاحات اجتماعية عميقة قد تطلقها الجبهة الشعبية مرة أخرى.
بعد ظهر يوم الأحد 12 يوليو اغتيل الضابط من حرس الاقتحام خوسيه كاستيلو وهو مدرب عسكري للميليشيات الاشتراكية في أحد الشوارع وسط مدريد على أيدي مسلحين يمينيين (على ما يبدو من حزب المجتمع التقليدي). وردا على ذلك قام زملائه رجال الشرطة بقيادة نقيب من الحرس المدني فرناندو كورتيس باختطاف خوسيه كالفو سوتيلو زعيم الملكيين ألفونسيون (لم يكن لديه علاقة بقتل الملازم كاستيلو) في الساعات الأولى من اليوم التالي. حيث قتل وتركت جثته في تخزين مقبرة المودينا. وفي جنازته أقسم اليميني الملكي أنطونيو جويكوتشيا رسميا «لتكريس حياتنا لهذه المهمة الثلاثية: أنت مثلنا الأعلى، وسننتقم لموتك وننقذ إسبانيا». من جانبه قال زعيم سيدا خوسيه ماريا جيل روبلز في الكورتيس للنواب اليسار «انتم تتحملون دم السيد كالفو سوتيلو» وطالب الحكومة بتحمل المسؤولية الأخلاقية عن الجريمة ورعاية العنف.
مقتل كالفو سوتيلو عجل من التزام الكارليين وحزب السيدا بالانتفاضة، وأنهى شكوك الجيش تجاههم. إضافة إلى ذلك قرر مولا الاستفادة من الضجة التي تسببت فيها الجريمة المزدوجة في البلاد، فقدم في يوم 14 يوليو تاريخ الانتفاضة إلى 17 و 18 يوليو 1936.

### الجمهورية الثانية في الحرب

#### رد فعل الحكومة على الانتفاضة العسكرية

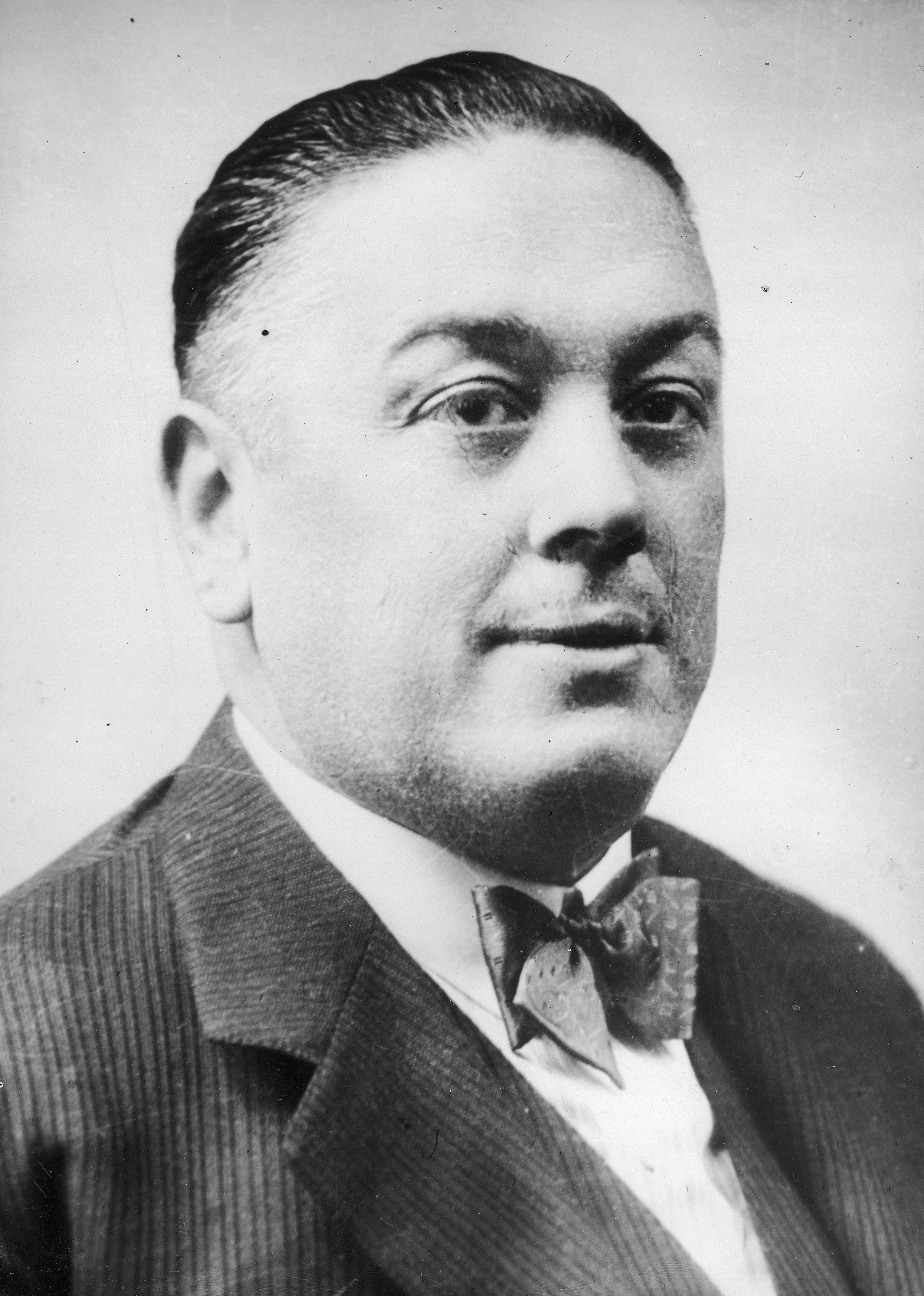
دييغو مارتينيز باريو

ماإن انتصف يوم الجمعة 17 يوليو حتى علمت مدريد أن انتفاضة عسكرية ظهرت في المحمية المغربية. وفي اليوم التالي انتشرت الانتفاضة إلى شبه الجزيرة، فطالبت المنظمات العمالية (CNT وUGT) بتسليح الشعب لإنهائها، وهو ما رفضته حكومة سانتياغو كاساريس كيروغا.
في ليلة السبت 18 يوليو قدم كاساريس كيروغا استقالته إلى الرئيس مانويل أثانيا. فكلف الرئيس زعيم حزب الاتحاد الجمهوري ورئيس الكورتيس دييغو مارتينيز باريو بتشكيل حكومة لوقف التمرد، دون اللجوء إلى الدعم المسلح للمنظمات العمالية. ضم مارتينيز باريو سياسيين معتدلين في حكومته على استعداد للتوصل إلى نوع من الاتفاق مع الجيش المتمرّد. واستمرت اتصالاته مع المتمردين من فجر يوم السبت 18 يوليو حتى اليوم التالي، فتحدث عبر الهاتف مع الجنرال إميليو مولا مدير الانتفاضة، لكنه رفض رفضا قاطعا أي نوع من الاتفاق. فاستقالت حكومة مارتينيز باريو التوفيقية. فعين أثانيا في نفس اليوم رجل من حزبه وهو خوسيه غيرال ليرأس الوزارة، فشكل حكومة تتكون حصريًا من اليسار الجمهوري بدعم قوي من الاشتراكيون، فاتخذ قرار تسليح المنظمات العمالية، وهو أمر كان مارتينيز باريو قد رفضه لأنه كما هو الحال مع كاساريس كيروغا، اعتبر أن هذا الأمر يتجاوز عتبة الدفاع الدستوري والقانوني عن الجمهورية.
بسبب قرار إعطاء السلاح للشعب خسرت الدولة الجمهورية احتكار القدرة الدفاعية، لذلك لم تستطع منع انطلاق ثورة اجتماعية، لأن المنظمات العمالية لم تخرج «للدفاع عن الجمهورية حرفيا... ولكن للقيام بالثورة. (...) حاول انقلاب معاد للثورة أن يوقفها، إلا أنه انتهى بإطلاق العنان لها في النهاية.»

#### الثورة الاجتماعية وحكومة غيرال (يوليو - سبتمبر 1936)

شعار مجلس الدفاع الإقليمي لأراغون، وهو جهاز أنشئ خلال الثورة الاجتماعية الإسبانية في 1936

إن تسليم السلاح إلى الأحزاب والتنظيمات العمالية جعلها تشكل بسرعة «ميليشيات مسلحة لمواجهة المتمردين عسكريا والشروع في ثورة اجتماعية عميقة (متجاهلة السلطات الجمهورية التي لم تسقطها): فاستولت على الحيازات الزراعية والشركات الصناعية والتجارية وجمعها بشكل جماعي لضمان استمرارية إنتاج وتوزيع السلع، وتولى الحفاظ على الوظائف الرئيسية التي كانت من مسؤولية الدولة. الإنتاج وإمداد السكان والمراقبة والقمع والاتصالات والمواصلات والصحة في أيدي اللجان النقابية التي قامت في كثير من المحليات بإلغاء العملة واستبدالها بقسائم. وقبل انهيار آليات السلطة العامة [»فالحكومة التي توزع السلاح هي حكومة نفدت أدواتها لفرض سلطتها والنظام العام"]، ظهرت في صيف 1936 قوة عمالية جديدة والتي كانت في الوقت نفسه عسكرية وسياسية واجتماعية واقتصادية. ففي إقليم الباسك حيث رفض الحزب القومي الباسكي التحالف مع CEDA في انتخابات فبراير 1936 وبدعم من اليسار في معالجة قانون الحكم الذاتي الذي تمت الموافقة عليه في 1 أكتوبر 1936، لم تكن هناك ثورة اجتماعية وظل الحزب الكاثوليكي القومي حتى يونيو 1937 على رأس حكومة مستقلة تتمتع بسلطة على أكبر بقليل من أراضي الباسك".
كانت اللجان التي نشأت في كل مكان مستقلة ولم تعترف بحدود أفعالها، لكن المفارقة في أن الثورة لم تنهِ الدولة الجمهورية، بل تجاهلتها ببساطة واختزلتها إلى حالة عدم عمل. وفي كاتالونيا تم تشكيل اللجنة المركزية للميليشيات المناهضة للفاشية، لكن حكومة خنيراليتات لم يتم عزلها واستمرت في منصبها. وفي فالنسيا ظهرت اللجنة التنفيذية الشعبية. في مالقة ولاردة ظهرت لجنتان للصحة العامة. في كانتابريا وخيخون وجيان ظهرت اللجان الإقليمية للجبهة الشعبية. وظهر في الباسك مجلس دفاع. وفي مدريد تم تشكيل لجنة وطنية للجبهة الشعبية نظمت الميليشيات واستقرار المدينة، ولكن إلى جانبها استمرت حكومة خوسيه غيرال في الوجود التي تتألف فقط من الجمهوريين اليساريين.
رغم أن حكومة غيرال لم تكن لديها سلطة حقيقية إلا أنها لم تتوقف عن العمل خاصة على المستوى الدولي. فقد طلبت شراء أسلحة من حكومة الجبهة الشعبية لفرنسا، وعندما لم تحصل عليها اتجهت نحو الاتحاد السوفيتي، وكان لديها احتياطي الذهب في بنك إسبانيا لتغطية مصاريف الحرب. وعلى الصعيد المحلي قامت بفصل المسؤولين المشتبه في دعمهم للانتفاضة، وأصدرت إجراءاتها الأولية للسيطرة على عمليات لإعدام الفاشيين العشوائي والتعسفي وخارج القضاء، نفذتها محاكم اثورية المعروفة باسم تشيكا، التي أنشأتها المنظمات والأحزاب العمالية التي فرضت الإرهاب الأحمر في مدريد وأماكن أخرى. وهكذا أنشأت حكومة غيرال محاكم خاصة لمحاكمة جرائم التمرد والفتنة وتلك المرتكبة ضد أمن الدولة"، إلا أن تلك المحاكم الشعبية لم تضع حدًا لأنشطة "تشيكا" التي استمرت في قتل "الفاشيين" بطريقة التنزه (الاعتقال غير القانوني ثم القتل فورا وإلقاء الجثث في الحفر أو بجوار جدران المقابر) أو إخراج السجناء أو الساكاس (إخراج سجناء كان من المفترض إطلاق سراحهم ولكن ينقلون إلى الحائط لإعدامهم).
في 3 سبتمبر 1936 استولى الجيش الأفريقي المتمرد على طلبيرة (في مقاطعة طليطلة بعد احتلال إكستريمادورا)، وكذلك سقطت في أيدي المتمردين إرون (حيث كان الشمال معزولًا عن بقية المنطقة الجمهورية)، فقدم خوسيه جيرال الاستقالة إلى رئيس الجمهورية مانويل أزانا .252 قدم خوسيه غيرال استقالته إلى رئيس الجمهورية مانويل أثانيا.

#### حكومة لارجو كباليرو (1936-1937)

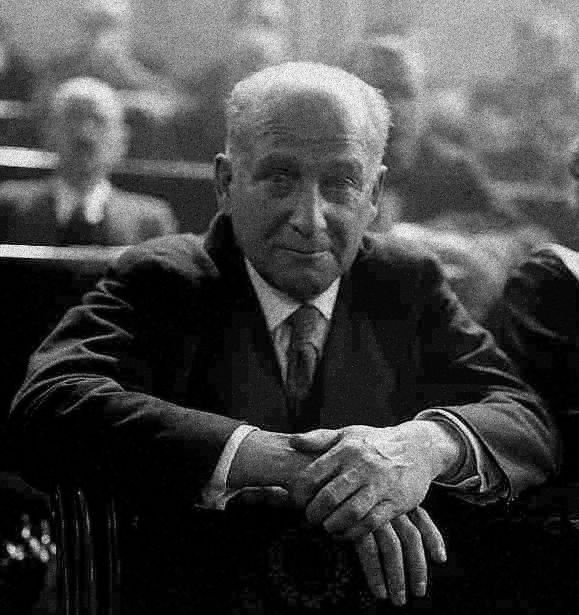
فرانسيسكو لارجو كاباليرو

بعد استقالة غيرال كلف رئيس الجمهورية مانويل أثانيا الزعيم الاشتراكي لاتحاد العمال العام فرانسيسكو لارجو كاباليرو أحد قطبي النقابات اللذان قادا الثورة بتشكيل «حكومة ائتلافية». فتولى حقيبة الدفاع بالإضافة إلى رئاسته للحكومة، لتعريف تلك الحكومة بأنها تحالف كبير مناهض للفاشية، وبالتالي أدخل إلى مجلس الوزراء أكبر عدد ممكن من ممثلي الأحزاب والنقابات التي تقاتل ضد التمرد الفاشي (كما وصفتها المنظمات العمالية في يوليو). لكن هذه الحكومة لم تكتمل حقًا إلا بعد شهرين عندما انضم إليها في 4 نوفمبر (في الوقت الذي دخلت فيه القوات المتمردة ضواحي مدريد) أربعة وزراء من CNT، ومنهم أول امرأة وزيرة في إسبانيا: فيديريكا مونتسيني وزيرة الصحة.
استنتجت حكومة لارجو كاباييرو الجديدة التي نصبت نفسها حكومة النصر بأنه يجب إعطاء أولوية فورية للحرب، ومن هنا جاء البرنامج السياسي الذي أطلقته مباشرة: إنشاء جيش جديد وتوحيد قيادة الحرب وعسكرة الميليشيات بدمجها في الألوية المختلطة، وإنشاء فيلق المفوضين). وهكذا فإن قادة النقابات في UGT وCNT، عند قبولهم لهذا البرنامج والترويج له «اتفقوا على أن غرس الشيوعية التحررية التي طمح إليها CNT، أو المجتمع الاشتراكي الذي سعى إليه UGT، وجب عليهم انتظار النصر العسكري».
لكن تلك الإجراءات لم تحقق النصر للجيش الجمهوري الذي نجح نجاحًا بسيطا في وقف تقدم الجيش الأفريقي نحو مدريد الذي كان على وشك دخولها يوم 6 نوفمبر. في ذلك اليوم قررت الحكومة مغادرة مدريد والانتقال إلى فالنسيا، تاركة الدفاع عن المدينة على كاهل الجنرال مياخا، الذي شكل مجلس الدفاع عن مدريد. كان رحيلًا متسرعا وبسرية مطلقة، ولم يقدم أي تفسير علني بشأنه. أولئك الذين بقوا في مدريد لم يستطعوا تفسير هذه الأحداث إلا على أنها هروب مخجل... خاصة وأن أهل مدريد استطاعوا تنظيم مدريد وقاوموا الهجمة الأولى وصدوا التالية، مما أوقف تقدم جيش المتمردين".
كان الهدف الثاني الكبير لحكومة لارجو كاباليرو هو استعادة سلطة الحكومة وهيبة الدولة. لكن لم يتم حل التوترات مع حكومات «مناطق الحكم الذاتي» مثل كاتالونيا والباسك، ولا مع المجالس الإقليمية التي ظهرت في أماكن أخرى. ففي كاتالونيا نظمت حكومة الخنيراليتات، التي ضمت في 26 سبتمبر العديد من مستشاري CNT و POUM حتى تم حل لجنة الميليشيات، نظمت جيشها الخاص وفي 24 أكتوبر وافقت على مرسوم الجماعات، وهي قضايا تتجاوز نطاق سلطتها. أما بالنسبة للباسك، فقد وافق الكورتيس في الأول من أكتوبر على قانون الحكم الذاتي لأوسكادي وتم تعيين خوسيه أنطونيو أغيري القومي الباسكي بصفته لينداكاري [الإنجليزية]
 أو رئيس حكومة الباسك، والتي ليس من أعضائها أي ممثل عن CNT الباسكية لم تكن هناك ثورة اجتماعية ولا أي عنف ضد رجال الدين وظلت الكنائس مفتوحة). أقام أغيري دولة ذات شبه سيادة على أراضي الباسك التي لم يكن قد احتلها المتمردون بعد، وتم تقليصها إلى فيزكايا. بالإضافة إلى قوة شرطة الباسك المسماة Ertzaina فقد أنشأت حكومة الباسك جيشها الخاص ولم تقبل بقيادة الجنرال الذي أرسلته حكومة مدريد لقيادة جيش الشمال. أما بالنسبة لمجلس أراغون فلم يكن أمام حكومة لارغو كاباليرو أي خيار سوى إضفاء الشرعية عليه.